# Weißeritztal
Das Weißeritztal ist ein sächsischer Landesteil zwischen Osterzgebirgskamm und Elbe, den die Täler der Wilden Weißeritz, der Roten Weißeritz und der Vereinigten Weißeritz bilden. Es ist durch die Romantik und die frühe Industrialisierung bekannt geworden.

## Wilde Weißeritz
Die Wilde Weißeritz ist 53 km lang und fällt von Nové Město auf dem Erzgebirgskamm bis Freital-Hainsberg um 650 Höhenmeter ab. Dort vereinigt sie sich mit der Roten Weißeritz.

## Rote Weißeritz

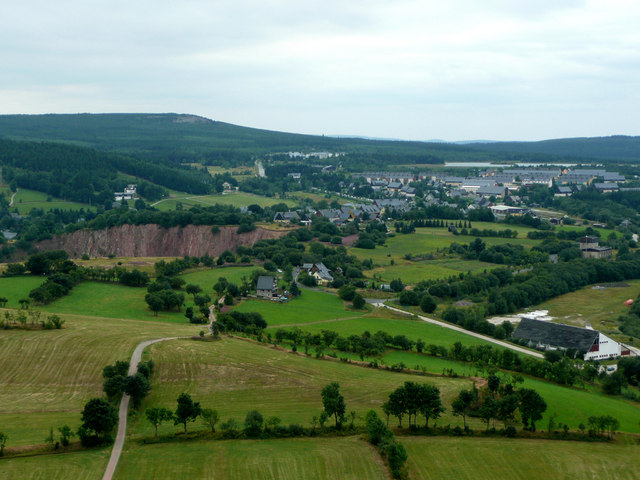
Blick auf Altenberg (Osterzgebirge)

Das natürliche Quellgebiet der 35 km langen Roten Weißeritz sind die Galgenteiche westlich von Altenberg. Über den im 16. Jahrhundert angelegten Neugraben wurde das Georgenfelder Hochmoor angezapft und so das Quellgebiet der Roten Weißeritz vergrößert. Das Wasser der Galgenteiche wurde teilweise nach Altenberg abgeleitet und dort im Zinnbergbau verwendet.

## Vereinigte Weißeritz

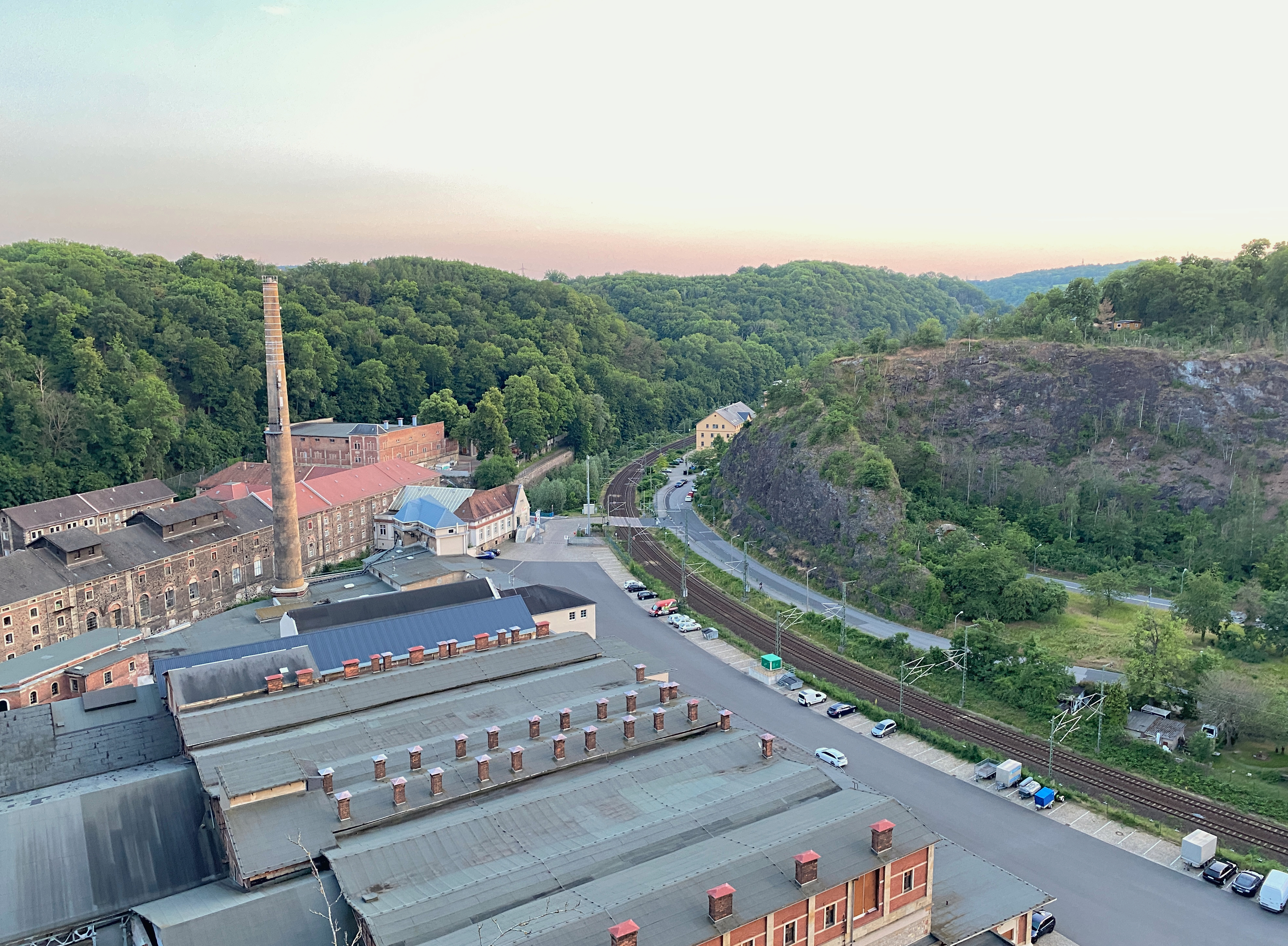
Industrie im Weißeritztal auf Höhe des Gewerbegebiets Felsenkeller in Dresden

Zwischen Hainsberg und der Mündung der 13,7 km langen vereinigten Weißeritz in die Elbe entstand die Vor- und Frühindustrie im Döhlener Becken und im westlichen Stadtgebiet des heutigen Dresden.

## Die Entstehung des Osterzgebirges und des Döhlener Beckens
Das Erzgebirge erhielt während der cadomischen Gebirgsbildung vor 540 Millionen Jahren seine ersten frühen Formen. Die Ausgangsgesteine des Nossen-Wilsdruffer Schiefergebirges und Elbtalschiefergebirges lagerten sich seit dem Kambrium bis in das Devon als Sedimentschichten ab und kamen während des Variszikums unter Metamorphose. Aus aufdringenden Magmen entstanden Diabase bei Tharandt und Granite im Osterzgebirge.
Vor 308 bis 285 Mio. Jahren schufen Ablagerungen und Vulkane das Rotliegende im Döhlener Becken. Eine ausgedehnte Zone von Gesteinseinheiten mit rhyolithoidischer Zusammensetzung entstand unter dem späteren Tharandter Wald. Dort und in Schmiedeberg-Buschmühle bildete sich aus der Vulkanasche Porphyrtuff.

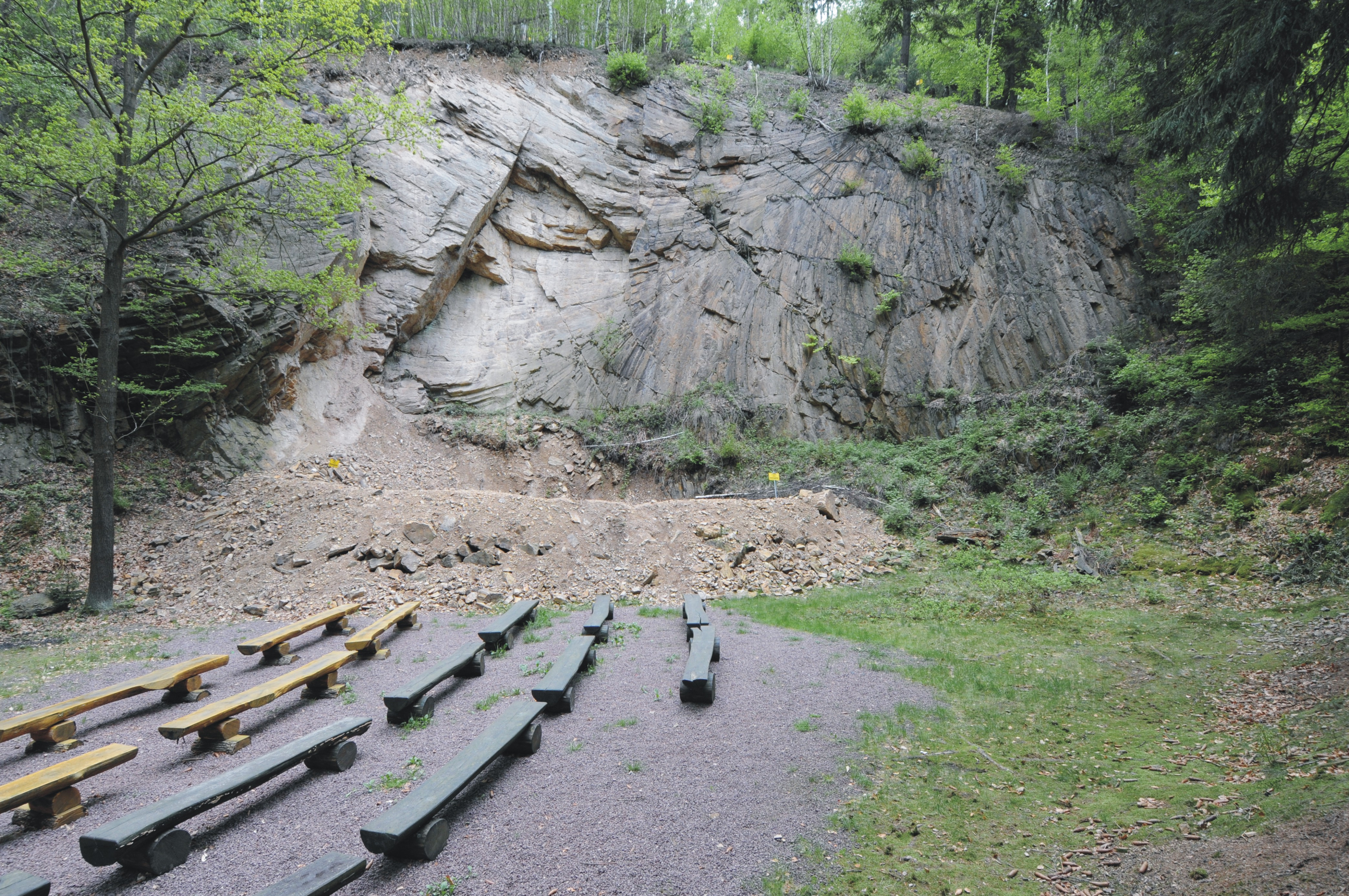
Der Porphyrfächer bei Mohorn

Eine besondere Ausprägung des spätvariszischen Vulkanismus innerhalb der Tharandt-Caldera ist das Kugelpechsteinvorkommen zwischen Mohorn-Grund und dem Landberg. Die Vulkanaktivitäten hinterließen hier auch eine Decke von Schmelztuffen, die mit dem Porphyrfächer bei Mohorn-Grund aufgeschlossen sind.
Bei der Abkühlung von Gesteinsschmelzen gelangten Metalle, wie Wolfram, Silber, Eisen und weitere Schwermetalle durch verschiedene geochemische und Abläufe in die langsam erstarrenden Gesteinskörper oder wurden später durch Konvektionsströme und hydrothermale-pneumatolytische Prozesse in Klüften abgelagert.
Hämatit gab der Roten Weißeritz den Namen und Magnetit wurde als „Pirnisches Eisen“ abgebaut.
Zwischen Wilsdruff und Kreischa bildete sich ein Graben, in dem sich Brekzien und Konglomerate ablagerten. Große Sümpfe mit Schachtelhalmgewächsen und Baumfarnen wurden von Schlamm oder von Vulkanaschen luftdicht abgedeckt. Daraus entstanden unter Luftabschluss die bis zu neun Meter mächtigen Steinkohlenflöze im Döhlener Becken, die von 1540 bis 1959 abgebaut wurden.
Vor 285 bis vor 235 Millionen Jahren oxidierten die in verwitternden Böden befindlichen Eisenverbindungen und färbten sie intensiv rot. Rotliegend-Konglomerate sind am Backofenfelsen zwischen Hainsberg und dem Pastritzgrund sichtbar.
In den Küstenzonen eines ehemaligen Meeres vor 100 bis vor 85 Mio. Jahren lagerte sich Sand ab, aus dem sich Sandstein bildete. Im Tharandter Wald kommt Dünensandstein vor; die östlich davon liegende Dippoldiswalder Heide ist eine Sandsteinheide.
Eine Verschiebung von Kontinentalplatten übte Druck auf vorhandene Gesteinsplatten aus. Eine von diesen, die Erzgebirgsscholle, brach vor 25 bis 20 Millionen Jahren und wurde im Süden angehoben. Die von Süden nach Norden abfallende Pultscholle gibt den Weißeritztälern bis heute ihr Gepräge. Die Rote und die Wilde Weißeritz konnten nur in ihren Unterläufen so viel Wasser ansammeln, um die tiefen, schluchtartigen Täler in die Erzgebirgsscholle einzugraben. Während des Pleistozäns vor 1,8 Millionen Jahren schoben von Norden nach Süden vordringende Gletscher Schuttberge vor sich her. Das zu Staub verkleinerte Gestein wurde von kalten, abfallenden Nordwinden auf die Pultscholle aufgeweht. Es festigte sich zu einer Lößdecke, die vom Elbtal bis nach Dippoldiswalde und Klingenberg reicht.

## Siedlungsgeschichte

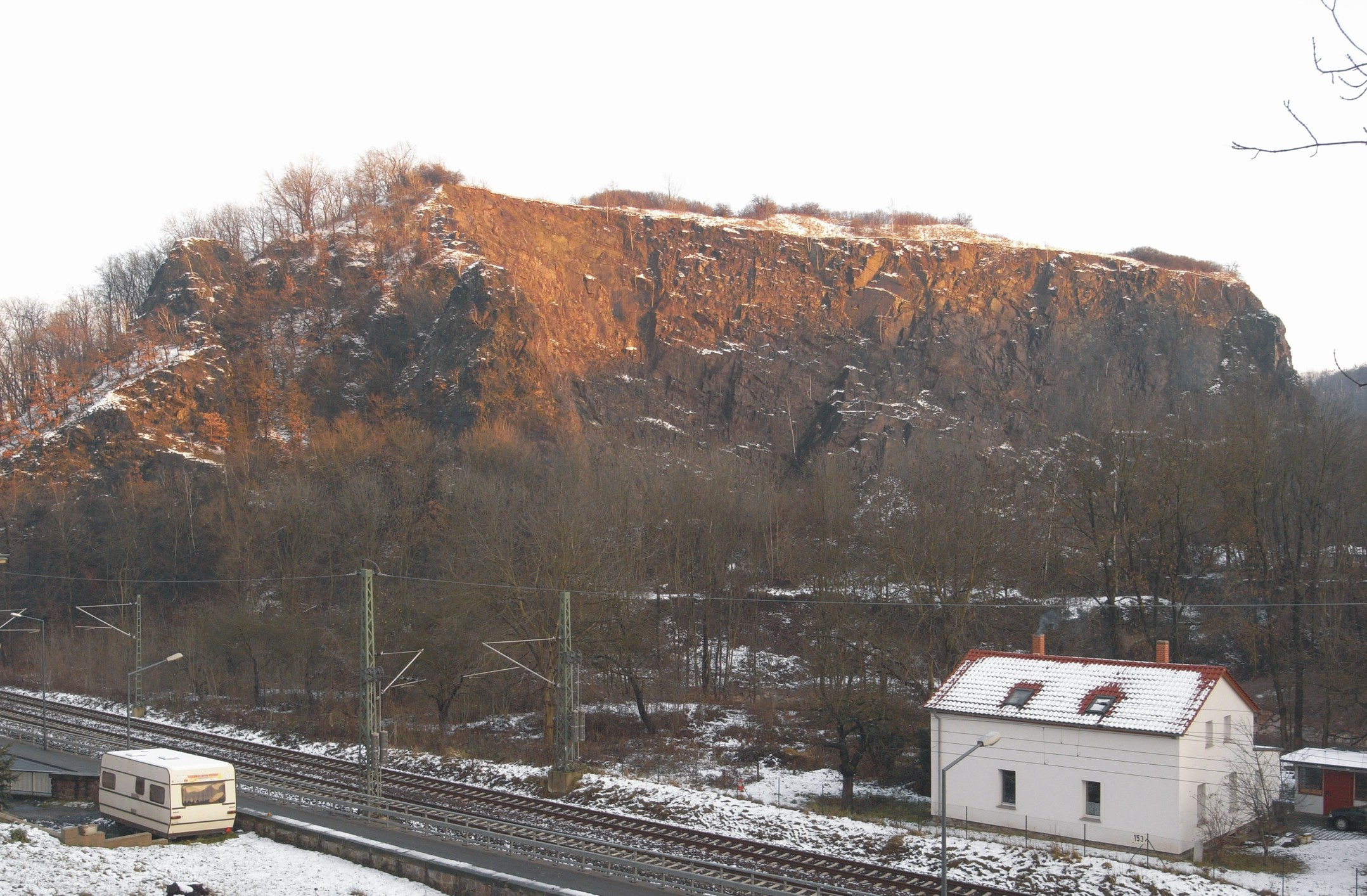
Heidenschanze Dresden

Die Heidenschanze östlich der Weißeritz war seit der mittleren Bronzezeit und während der Eisenzeit von 1400 bis 500 v. Chr. ununterbrochen besiedelt.
Der Kienberg in Tharandt westlich der Wilden Weißeritz war während der Eisenzeit von 1300 bis 1100 v. Chr. besiedelt. Heute ist dort der älteste Teil des Forstbotanischen Gartens. Die Elbgermanen wanderten ab 400 v. Chr. ein. Die Burgunden, die ab 200 n. Chr. von Osten her eindrangen, hinterließen an der Weißeritz keine Spuren. Während der Völkerwanderungszeit von 400 bis 600 n. Chr. war die Umgebung der Weißeritz nicht besiedelt. Von 600 bis 1000 n. Chr. besiedelten Slawen die Weißeritz, aber fast nur den Plauenschen Grund. Die Besiedlung erfolgte größtenteils von Norden aus der Ebene, und nur zum kleineren Teil von Süden über den Erzgebirgskamm, so dass die Weißeritztäler zwischen Wendischcarsdorf und Colmnitz und dem Erzgebirgskamm unbewohnt blieben. Slawische Ortsnamen sind: Döhlen – (důl/Tal); Leisnitz – (lesni/Wald); Burgk – (boriku/Kieferngehölz); Zauckerode – (zuchewidre/trockenfallender Otternbach) und Coschütz. Auch Deuben – (dubi/Eichendorf) ist ein slawischer Ortsname, der den größten zusammenhängenden Traubeneichenwald Europas östlich von Deuben auf dem Windberg bezeichnet. Slawisch besiedelt war auch Wendischcarsdorf, heute Karsdorf. Die deutsche Besiedlung ab 1000 n. Chr. beendete die Slawenzeit. Die Slawen wurden aber nicht ausgerottet wie später die Litauer bei den Litauerfahrten des Deutschen Ritterordens im 14. Jahrhundert. Die deutsche Besiedlung geht für den nördlicheren Plauenschen Grund von der Burg Meißen, und für die südlichere Rote Weißeritz vom Burggrafen zu Dohna aus. Dippoldiswalde wurde erstmals 1160 erwähnt. Ersterwähnungen der deutschen Besiedlung für die Höhenzüge über dem Plauenschen Grund sind: Burgwart Buistrici (Pesterwitz) 1068; Deltsan (Dölzschen) 1144; Naundorf (Kleinnaundorf) 1144; Plauen, Potschappel, Döhlen, Wurgwitz und Gompitz 1206; Wizoch (Weißig) 1235; Zauckerode und Burgk 1350; Coschütz, Gittersee, Birkigt, Schurfenberg (Zschiedge) und Niederhäslich 1445, und Hainsberg 1420. Eine feste Grenze zwischen slawischem und deutschem Siedlungsgebiet gab es nicht. Erst im Vertrag von Eger wurde 1459 eine feste Grenze zwischen der Mark Meißen und Böhmen vereinbart.
Die Landesherrschaft über das Weißeritztal hatte immer der Markgraf von Meißen inne. 1423 bis 1485 war er zusätzlich Herzog von Sachsen und Kurfürst. Die Kurwürde ging 1485 im Rahmen der Leipziger Teilung an das westlich gelegene ernestinische Herzogtum Sachsen; der albertinische Landesherr war nur noch Herzog. 1547 übertrug der Habsburger Kaiser Karl V. die Kurwürde auf den albertinischen Herzog Moritz. Von 1697 bis 1765 stellte der Landesherr die Bezeichnung König von Polen voran; dieses Amt übte er in Personalunion mit seinen sächsischen Ämtern aus. Nach dem Verzicht auf die Krone Polens blieb nur noch die Bezeichnung Kurfürst. 1807 erhob Napoleon Sachsen zum Königreich, so dass der Landesherr bis 1918 König von Sachsen war. Die Landesherrschaft über die Markgrafschaft Meißen, zu dem das Weißeritztal gehörte, war von diesen Ämtern rechtlich unabhängig und wurde bis 1831 getrennt ausgeübt.

## Silberbergbau in Dippoldiswalde (1183 bis nach 1470)

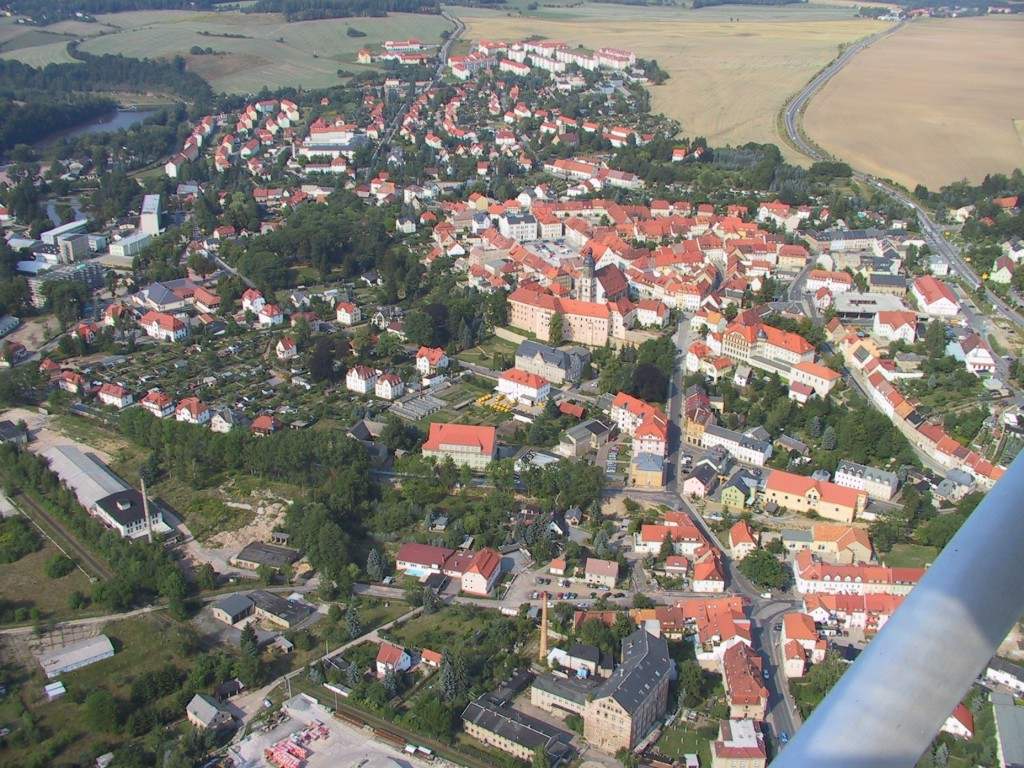
Luftbild von Dippoldiswalde

Die deutsche Hochkolonisation südlich der Wendischcarsdorfer Verwerfung begann 1160. Die Ortsherrschaft hatte der Burggraf zu Dohna inne, der vom deutschen König/Kaiser eingesetzt wurde. Die Dorfkirche in Dippoldiswalde wurde von 1160 bis 1170 gebaut. Sie war die Vorläuferin der Kirche St. Nikolai. Der Silberbergbau wuchs stark zwischen 1183 und 1190 im Osten des Dorfes Dippoldiswalde. Der deutsche Kaiser Otto IV. verpfändete die Burggrafschaft Dohna mit dem Bergbaudorf Dippoldiswalde 1212 an Dietrich den Bedrängten, Markgraf von Meißen. Der Burggraf zu Dohna wurde dadurch wettinischer Amtsträger. Zum Zeichen der Stadtgründung im Jahre 1220 wurde gleichzeitig mit dem Bau der Stadtkirche begonnen. Zwischen 1230 und 1240 wurde die Dorfkirche zur Nikolaikirche umgebaut. Das Recht auf Silberbergbau stand als Pfandinhaber dem Markgrafen von Meißen zu. Die Herrschaft über „Dipoldeswalde“ ging 1266 vom Burggrafen zu Dohna auf den Markgrafen von Meißen über. Die erste Blüte des Silbererzbergbaus endete 1278.

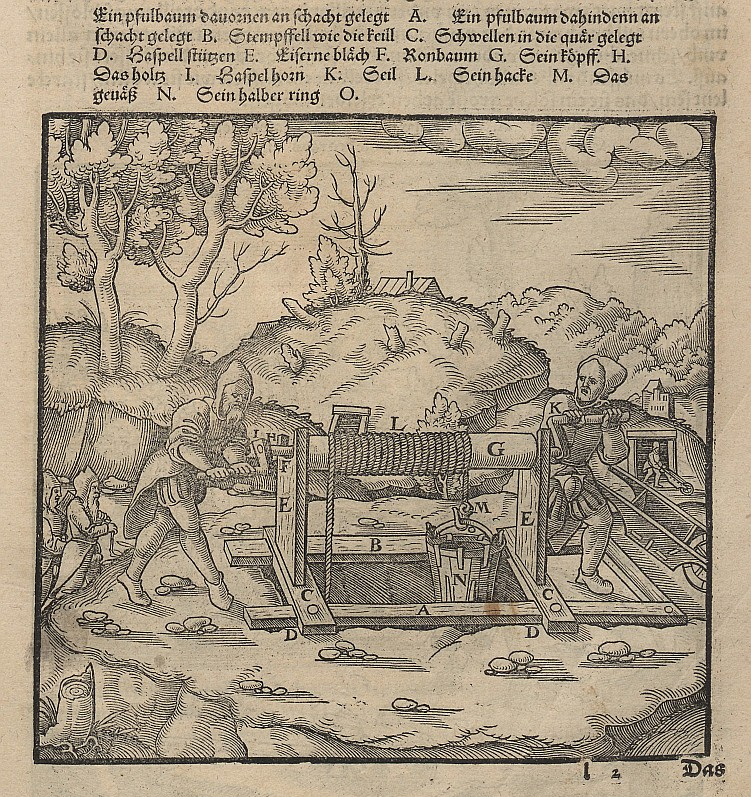
Haspel nach Georg Agricola

Im Jahr 1366 verlehnte der Markgraf Friedrich III. von Meißen, die Ortsherrschaft über Dippoldiswalde an den Burggrafen Otto Heyde II. von Dohna, der dadurch sächsischer Lehensmann wurde. Eine Fehde der Burggrafen zu Dohna nutzte der Markgraf Wilhelm I. von Meißen 1402, um die Burggrafschaft endgültig in seinen Besitz zu bringen.
Die Bergwerke befanden sich auf einem 1500 m × 430 m breiten, von Norden nach Süden liegenden Streifen. Die Vererzungen waren im Durchschnitt 5 bis 30 cm mächtig, im Einzelfall auch 1 Meter. Gefunden wurde gediegenes Silber und Silberfahlerz. Als Grubenholz wurden vorwiegend Buche und Tanne verwendet. Die Grubenwässer wurden anfänglich über Gerinne zu den tiefsten Stellen der Schächte, den Sumpf, geleitet, und von dort mit Ledereimern und Haspeln nach oben gezogen. Später erfolgte der Vortrieb eines Stollns von der Weißeritz aus. Von 1401 bis 1405 gab es nur noch kleine Bergwerke, und 1470 begann noch einmal eine zweite Bergbauperiode, in der neue Lagerstätten gesucht wurden, und in der sich der Abbau wieder vermehrte. Der Silberabbau in Dippoldiswalde begann so früh wie in Christiansdorf, dem späteren Freiberg, aber die Vorkommen waren viel kleiner und der Abbau war von geringerer Bedeutung.
Noch weniger ertragreich war der Silberbergbau an der Wilden Weißeritz zwischen der heutigen Talsperre Klingenberg und Tharandt. Seit 1330 betrieb Conrad Theler Silberbergbau in Höckendorf. Die Theler waren 1349–1565 Grundherren von Höckendorf. 1565 verkaufte Joseph Benno Theler Dorf und Bergwerk für 25.000 Gulden an August, den zweiten Kurfürsten aus dem albertinischen Zweig der Wettiner. Damit endete der mittelalterliche Bergbau und wurde größtenteils erfolglos erst in der Mitte des 18. Jahrhunderts wieder aufgenommen. Die neuen Gewerken waren Vertreter des Adels, hohe Beamte, Handwerker, arme Bergleute, Schankwirte und Gutsbesitzer. Besonders im 19. Jahrhundert wurden Unsummen im Bergbau angelegt, weil die Gewerken glaubten, in kurzer Zeit große Gewinne machen zu können. Die meisten der 25 Stolln im Tal der wilden Weißeritz blieben ertragslose Suchstolln, darunter auch der heute denkmalgeschützte und als Besucherbergwerk erhaltene Aurora-Erbstolln. Ausnahmen waren der 1789 aufgenommene „Neue Hilfe Gottes-Schacht“ in Dorfhain bei der Winkelmühle und die Gewerkschaft „Unverhofft Glück“ östlich der „Edlen Krone“, die bis 1894 betrieben wurde.

## Mühlen im Döhlener Becken

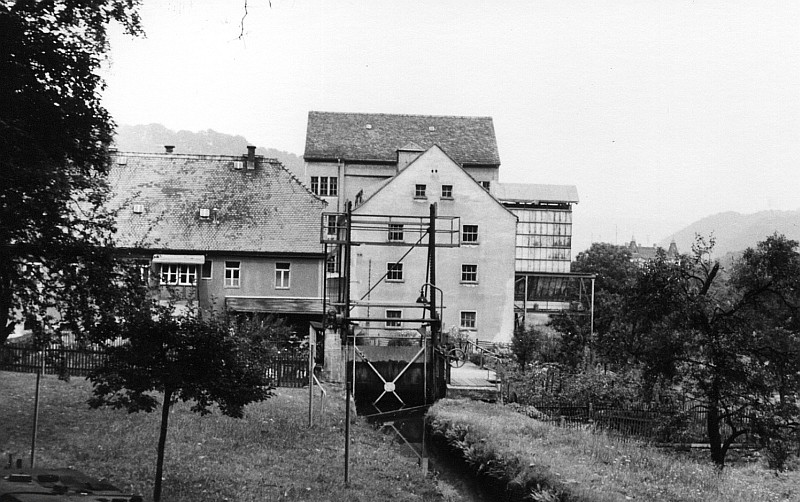
Walzenmühle, früher Mittagsmühle Cossmannsdorf

Die Wassermühlen waren neben den Kohlevorkommen bedeutsam für die vor- und frühindustrielle Entwicklung des Weißeritztals.
Die nach ihrem ehemaligen Eigentümer benannte Mittagsmühle, heute Walzenmühle Cossmannsdorf, wurde vor 1462 errichtet. Der Landesherr wollte sie als Hofmühle erwerben; der Versuch wurde aber von den Eigentümern 1622 abgewehrt. Sie war bis 1989 in Betrieb und stand bis 2011 leer. Ab 2012 wurde sie zu einem Wohnhaus mit Eigentumswohnungen umgebaut.

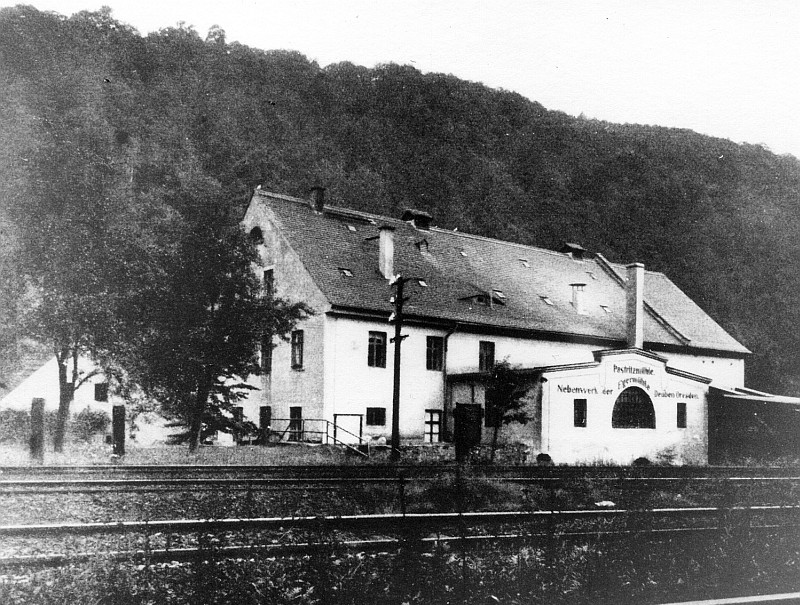
Pastritzmühle Cossmannsdorf

Eine kleinere Mühle war die seit 1836 betriebene Pastritzmühle Cossmannsdorf. Sie wurde am 9. Mai 1945 zur Vernichtung von Getreidevorräten absichtlich in Brand gesetzt. Das Gebäude besteht nicht mehr. Die nach dem Backofenfelsen benannte Backofenmühle Hainsberg bestand bis 1938. Das Gebäude ist noch vorhanden.
Die älteste Mühle war die Mehnertmühle Hainsberg. Sie wurde vor 1348 errichtet und war fast 600 Jahre im Betrieb. 1603 wurde sie erneuert und umgebaut. 1780 wurde sie für 1.700 meißnische Gulden, und 1791 für 3.400 Taler verkauft. Der Mahlzwang wurde am 18. Januar 1844 beendet. 1856 wurde sie für 13.000 Taler verkauft. 1919 wurde eine Brotfabrik eingerichtet, die täglich 3.000 Brote in den Raum Dresden liefern konnte. 1945 wurde sie stillgelegt; das Gebäude ist noch vorhanden.

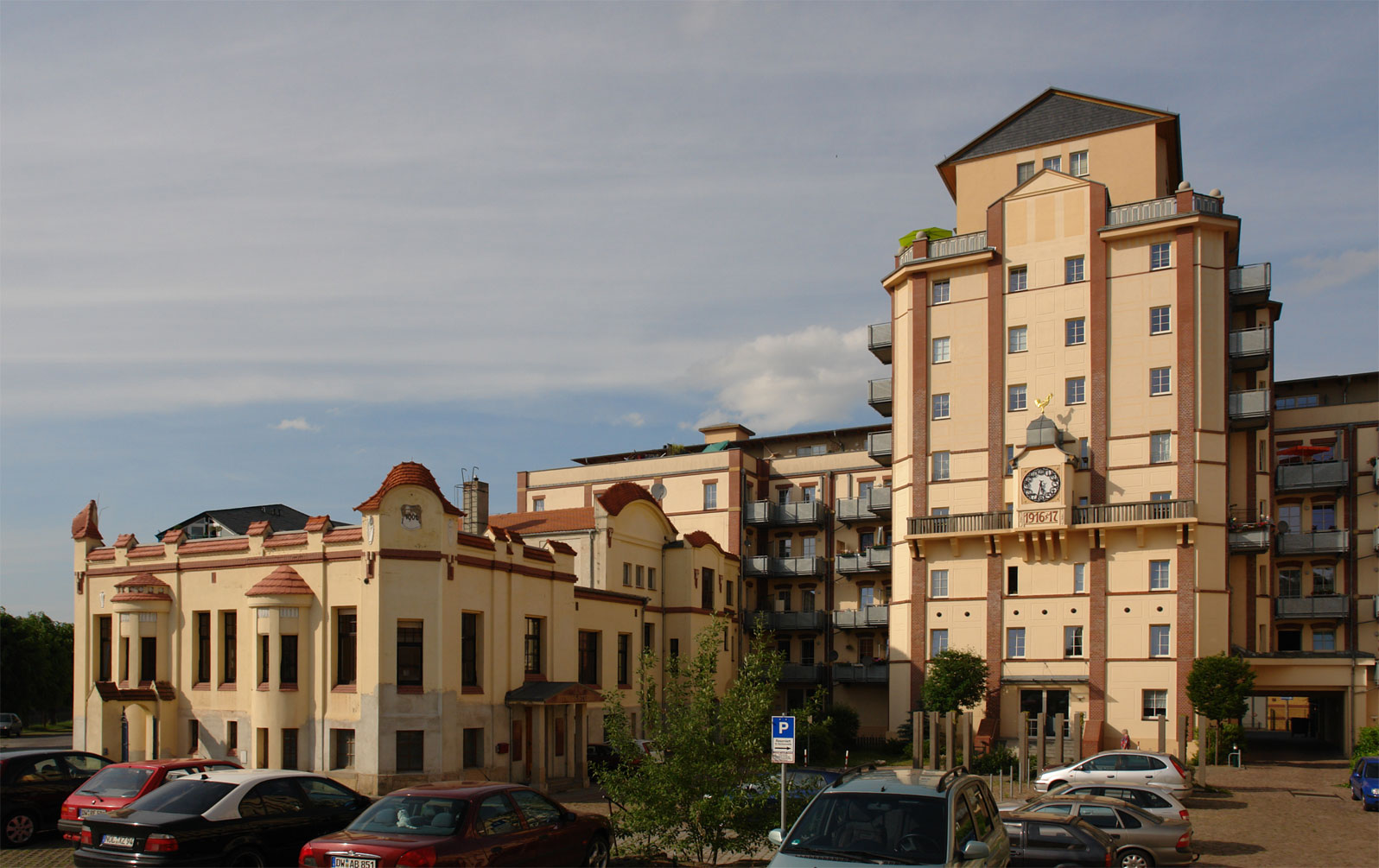
Egermühle nach der Konvertierung

Die Mühle Deuben, heute Egermühle, wurde vor 1465 errichtet. 1747 wurde sie zu einem massiveren Bauwerk mit fünf Mahlgängen umgebaut. Auch eine Branntweinbrennerei wurde eingerichtet, später eine Ölmühle. Der Eigentümer von Gut und Steinkohlenwerk Burgk, Dathe von Burgk, kaufte 1846 Mühle und Inventar für 36.000 Taler. Er richtete eine Schneidemühle ein, die bis 1897 betrieben wurde und eine Knochenstampfe, die nach 1887 aufgegeben wurde. 1876 kaufte Heinrich Richard Eger die Mühle. Er richtete 1879 eine Brotbäckerei ein und 1886 ein Kleinverkaufsgeschäft, das mit dem ersten Telefon in Deuben mit dem Hauptgebäude verbunden war. Während der Hochindustrialisierung wurde von 1893 bis 1895 ein neuer Großbetrieb errichtet mit Weizenmühle, Roggenmühle, Getreidewäscherei und Getreidetrocknerei. Am 9. März 1898 streikten vier Mühlkutscher für eine Lohnerhöhung von 17 auf 18 Mark wöchentlich. Ab 1954 wurde die Mühle als VEB Lebensmittelindustrie Freital volkseigen und versorgte den ganzen Kreis Freital mit Weizen- und Roggenmehl, Brot und Feinbackwaren. Nach der politischen Wende 1989/1990 wurde der Betrieb dauerhaft eingestellt. Ab 1995 wurde die Nutzung völlig geändert und es wurden Mietwohnungen eingerichtet.
Die nördlich liegende Böhmert-Mühle konnte lange nicht gebaut werden. 1588 wurde das erste Baugesuch eingereicht. Der Schösser von Dippoldiswalde wurde angewiesen, die benachbarten Mühlenbesitzer anzuhören. Diese lehnten ab und es wurde eine Baueinstellung verfügt. 1602 und 1604 wurden neue Baugesuche eingereicht mit Hinweis auf den Eigenbedarf des Erbauers. 1617 und 1623 wurde der Bau erneut abgelehnt. Erst 1633 wurde eine Erlaubnis erteilt. Die Mühle blieb bis zur Einstellung im Jahre 1900 in Betrieb.

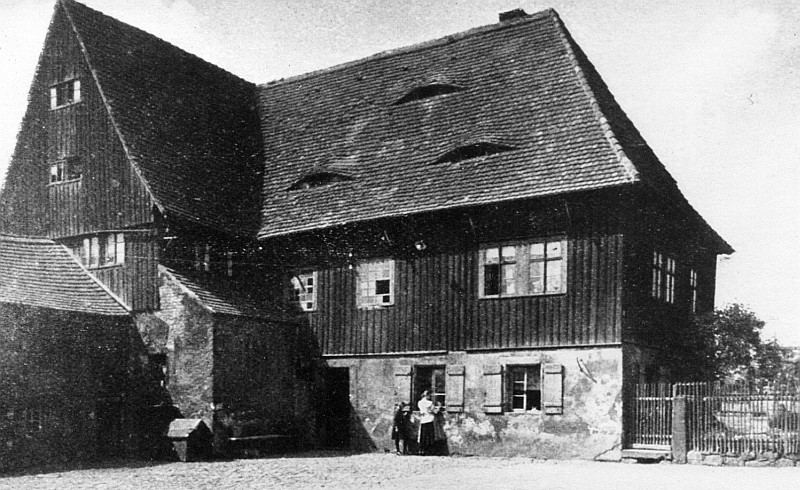
Alte Rote Mühle Döhlen

Die Rote Mühle wurde vor 1566 im östlichsten Teil der Gemarkung Döhlen auf einem Grundstück des Rittergutes errichtet. 1763 kam die Rote Schänke hinzu. Einige den Eigentümern des Rittergutes Döhlen vorbehaltene Zimmer hatten künstlerisch wertvolle Schnitzereien. 1773 wurde die Mühle verkauft. Es wurde ein neues Mahlwerk eingerichtet, das bis zum Abriss 1937 verwendet wurde.
Die etwas nördlich liegende Winkelmühle hat keine schriftliche Überlieferung und gehörte ebenfalls zum Rittergut Döhlen. 1813 kaufte der Schwefelsäurehersteller Gottfried Reichard die nur noch als Bleichhaus verwendete Mühle.
Die Obermühle Potschappel wurde vor 1557 erbaut. Sie gehörte dem Eigentümer der „Thelers Müll“, der späteren Hofemühle. 1888 wurde sie nach mehreren Zwischenverkäufen an die neuen Erwerber Weichhold und Lochmann verkauft. Diese ersetzten das unterschlächtige Wasserrad durch eine Turbine. Im Frühjahr 2002 wurde sie abgebrochen.
Die Hofemühle Potschappel wurde vor 1465 erbaut. 1776 wurde sie für 5.400 Taler verkauft. 1815 wurden vier Mahlgänge, eine Graupenmühle und eine Hirsestampfe eingerichtet. Aus Lohnmüllerei wurde 1860 Handelsmüllerei, und statt der Champagnersteine wurden Porzellan- und Hartgusswalzen eingebaut. Wasserturbinen wurden bis 1958 verwendet. Landesherrliche Hofmühlen wurden erstmals durch Herzog Georg den Bärtigen (reg 1500–1539) gekauft und in eigener Regie betrieben, wobei ein Hofmüller ständig beschäftigt wurde. Der Hofmüller erhielt nach der Mühlenordnung von 1516 ein Sechzehntel des Mahlguts und zusätzlich Wohnung, Feuerholz und Dünnbier. Um die Mühlen in der Fläche gleichmäßig vorhalten zu können, wurde ein Mahlzwang eingeführt, wie er heute noch als Anschluss- und Benutzungszwang bei Wasser, Abwasser und Fernwärme vorkommt. Ab 1688 wurden dann die Mühlen an unternehmerisch allein verantwortliche Mühlenpächter verpachtet. Der Mahlzwang wurde Mitte des 19. Jahrhunderts abgeschafft, auch weil Mühlentechnik dank vorgefertigter und austauschbarer Metallbauteile billiger und verfügbarer wurde.

## Kohlebergbau von 1540 bis 1819
Ab 1540 geriet der Kohlebergbau im Döhlener Becken in den Blick der Verwaltung des Landesherrn. Herzog Moritz von Sachsen erteilte seinem Münzmeister Hans Biener 1542 das Recht, auf jeglichem Grundeigentum zwischen Plauen und Tharandt nach Steinkohlen zu graben. Ziel des Landesherrn war ein dritter Weg zwischen dem anerkannten Abbaurecht des Oberflächeneigentümers und einem kaum nachweisbaren Bergrecht des Landesherrn. Er wollte den Holzverbrauch senken, der auch wegen des Verbaus in den Zwickauer und Freiberger Gruben merklich gestiegen war. Weiter wollte er den Abbau bergbaulich organisieren, um einfache, unsichere und wenig leistungsfähige Bauerngruben wie im Zwickauer Abbaugebiet zu vermeiden. Außerdem sollten die Arbeitskräfte gegen Lohn und nicht im Frondienst arbeiten. 1563 versuchte Kurfürst August von Sachsen den Steinkohlenabbau ganz dem Bergregal zu unterwerfen und betrieb 1576 auch selbst Bergbau in der Nähe der heutigen Kirche von Potschappel. 1577 ließ er den gesamten Kohlebergbau zum eigenen Vermögen schlagen und behandelte die Grundeigentümer wie Pächter. Die Eigentümer wehrten sich vor dem Bergschöffenstuhl Freiberg, verkauften aber dem Landesherrn ihre Kohlenfelder. Im Jahre 1612 erging ein Urteil des Bergschöffenstuhls, wonach Steinkohle kein Metall ist, weil nach Verbrennung nichts Verwertbares übrig bleibt und deshalb der Oberflächeneigentümer abbauberechtigt ist.
Zur Schonung der stark beanspruchten Wälder erließ der Kurfürst Friedrich August II. von Sachsen 1736 eine Anordnung, dass Freiberger Bergschmiede nur Döhlener Steinkohle verbrennen dürften. Ein Gutachten des Bergrats und Salineneinspektors J. G. Borlach stellte aber fest, dass die über 30 Gruben in Potschappel, Döhlen, Pesterwitz, Kohlsdorf und Burgk hierzu kaum in der Lage waren. Stolln, Schächte und Wasserhebeanlagen genügten nicht den bergbautechnischen Ansprüchen. Im Steinkohlenmandat von 1743 erkannte der Landesherr endgültig an, dass Steinkohle, Braunkohle und Torf zum Oberflächeneigentum gehören und nicht dem Landesherrn zustehen. Erst wenn der Oberflächeneigentümer den Abbau nicht innerhalb eines Jahres nach Entdeckung des Vorkommens aufnahm, durften Dritte abbauen. Auf diese Weise erhielten die kleinen Grundherren Rechtssicherheit für ihre Abbaufelder. Magdalena Isabella von Polenz, die 1718 die Güter Zauckerode und Döhlen erwarb gründete 1745 die Döhlische Steinkohlengewerkschaft. 128 Kuxe wurden an sechs Gewerken ausgegeben. Die Eigentümer der Kohlenfelder von Kohlsdorf und Niederhermsdorf, darunter J. C. Burkhardt, schlossen 1759 mit dem Oberhüttenamt Freiberg einen Vertrag über die Lieferung von jährlich 75.020 Gewichtstonnen Schmiedekohle. Das Zwickauer und Lugau-Oelsnitzer Steinkohlenrevier sollten ihre Bedeutung als Großvorkommen erst erlangen, als August Breithaupt 1837 durch systematische Probebohrungen die Reichhaltigkeit der Steinkohlenlager entdeckte.
Auch rechts der Weißeritz führte ein Eigentümerwechsel zu einer Ausweitung des Kohleabbaus. 1767 erwirbt Carl Gottfried Dathe das Gut Burgk von seiner Ehefrau Johanna Sophia Seyler. Er erweiterte bis 1780 den „Alten Schacht“ auf 125 Meter Tiefe und den Kunstschacht auf 101 Meter Tiefe. Es waren die ersten Tiefschächte im Döhlener Becken. Dathe nahm im Revier eine Monopolstellung bei der Lieferung von Steinkohle an die Freiberger Schmelzhütten ein. Nach dem Tod von Carl Gottfried Dathe übernahm 1802 der Hof- und Justitienrat Karl Gottlieb Dathe das Gut Burgk und erweiterte es zu einem bedeutenden Großbetrieb. 1819 übernahm Carl Friedrich August Freiherr Dathe von Burgk das Rittergut Burgk samt den dazugehörigen Bergbauanlagen. Dies gilt als Geburtsstunde der Freiherrlich von Burgker Steinkohlen- und Eisenhüttenwerke.

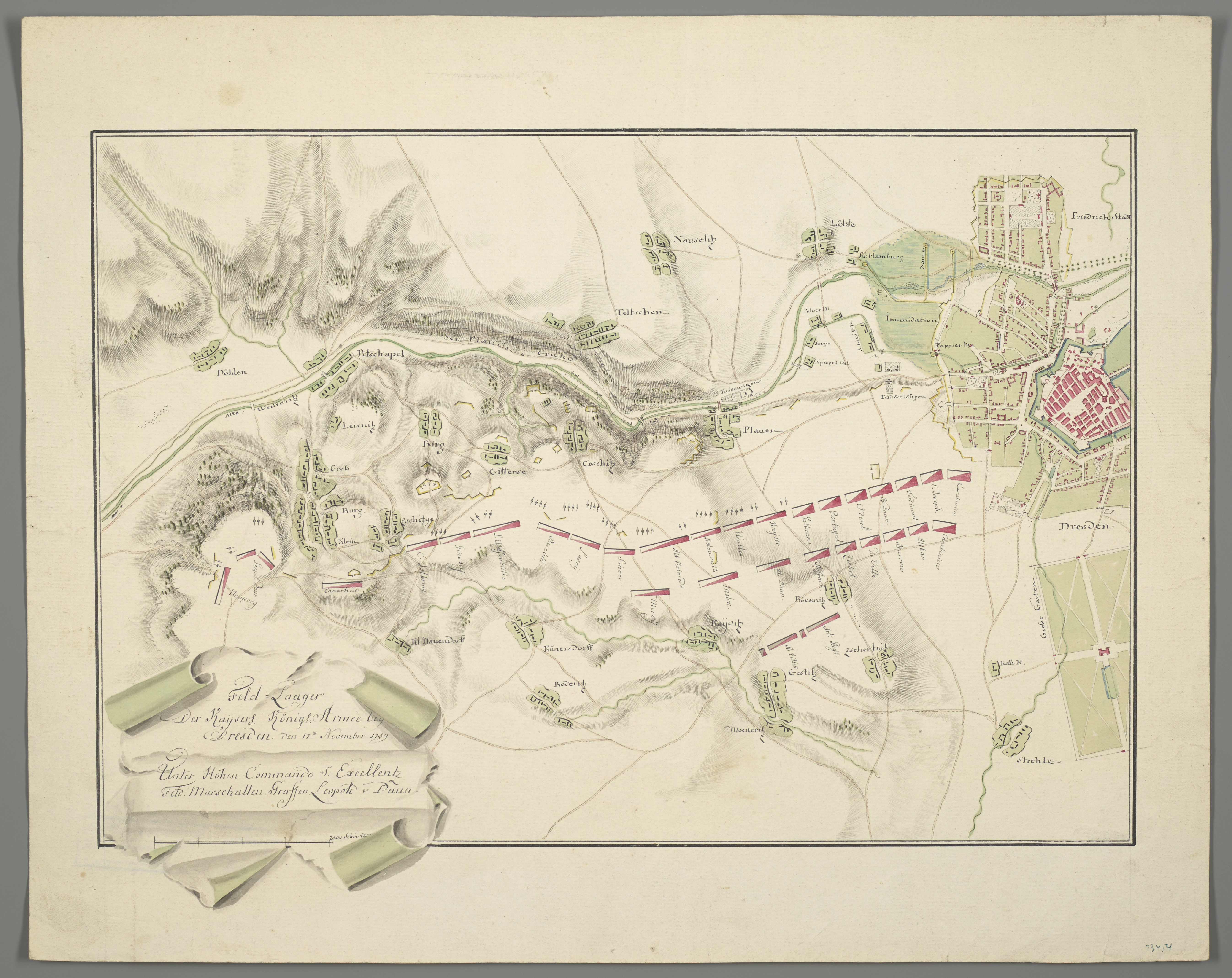
Fahrbarer Weg von Potschappel nach Plauen (Dresden); Stand Ende 1759

1542 wurde der Weg von Potschappel nach Deuben ausgebaut. Ab 1560 führte der erste durchgängige Fußpfad durch den Plauenschen Grund. 1712 wurden Klagen über den einzigen Weg zum Elbtal geäußert, den schlechten und steilen Weg von Potschappel nach Coschütz. Der Kurfürst lehnte aber den Ausbau des Fußpfades zu einem ebenen Weg durch den Gebirgsdurchbruch des Plauenschen Grundes wegen der schwierigen Verhältnisse im Engtal ab. Von 1741 bis 1745 wurde erstmals ein fahrbarer Weg als ebene Verbindung durch das Engtal angelegt. Die Königliche Steinkohlenwerke Zauckerode bauten ihn von 1807 bis 1809 chausseemäßig aus. Von 1807 bis 1821 legten die Steinkohlenwerke einen Fahrweg von Zauckerode nach Kesselsdorf an.

## Vitriol- und Alaunsiederei

### Vitriolwerk Burgk
Kaspar Hause, der Wardein (Probierer) von Freiberg forschte jahrelang nach einer Bergart, aus der sich „Victrill“ also Vitriol und Alaun sieden ließ, um ein beständiges Alaun- und Kupferwasserbergwerk einzurichten. Alaun ist hier der Trivialname für Kaliumaluminiumsulfat, das zum Weißgarmachen von Tierhäuten in der Weißgerberei und zum Vorbehandeln von Stoffen beim Färben verwendet wurde. Vitriol ist der Trivialname für Zinksulfat, Eisensulfat und Kupfersulfat. Eisenvitriol wurde bei der Stofffärberei verwendet, Kupfervitriol zur Holzimprägnierung, zur Konservierung von Tierhäuten und zur Herstellung von Farbstoffen. Hans Harrer, ein Kammermeister des Kurfürsten August von Sachsen (reg. 1553–1586) betrieb von 1558 bis 1580 auf eigene Rechnung eine Vitriol- und Alaunsiederei nebst Stolln im Dorf Burgk und dem östlich davon gelegenen Garten des Vorwerks Burgk. Den Wert der Inanspruchnahme gab der Grundeigentümer von Dorf und Vorwerk mit 465 Gulden jährlich an. Zwischen 1560 und 1568 wurde ein Verlustausgleich von 5.961 Gulden erforderlich, zwischen 1568 und 1580 stieg der Verlust auf 19.036 Gulden. Davon übernahm der Kurfürst 11.343 Gulden und bei Harrer verblieben 7.602 Gulden. Vitriol und Alaun wurden in Fässern auf dem Wasserweg nach Hamburg und Amsterdam gebracht. Harrers Witwe musste die Schulden ihres Mannes an den Grundherrn von Burgk bezahlen und versuchte 1580, das Vitriolwerk an den Kurfürsten zu verkaufen. 1581 wurde der Steiger P. Lorenz mit dem Vitriolwerk belehnt. Wöchentlich wurden in Burgk 200 Hohlmaßtonnen (17 Gewichtstonnen) Steinkohle abgebaut. Der Steiger erhielt für die Hohlmaßtonne Steinkohlen (86,7 kg) sechs Groschen und für die Hohlmaßtonne grauen Schiefer, also grauharte Kohle zum Alaun- und Vitriolsieden, neun Groschen.

### Vitriolwerk Potschappel

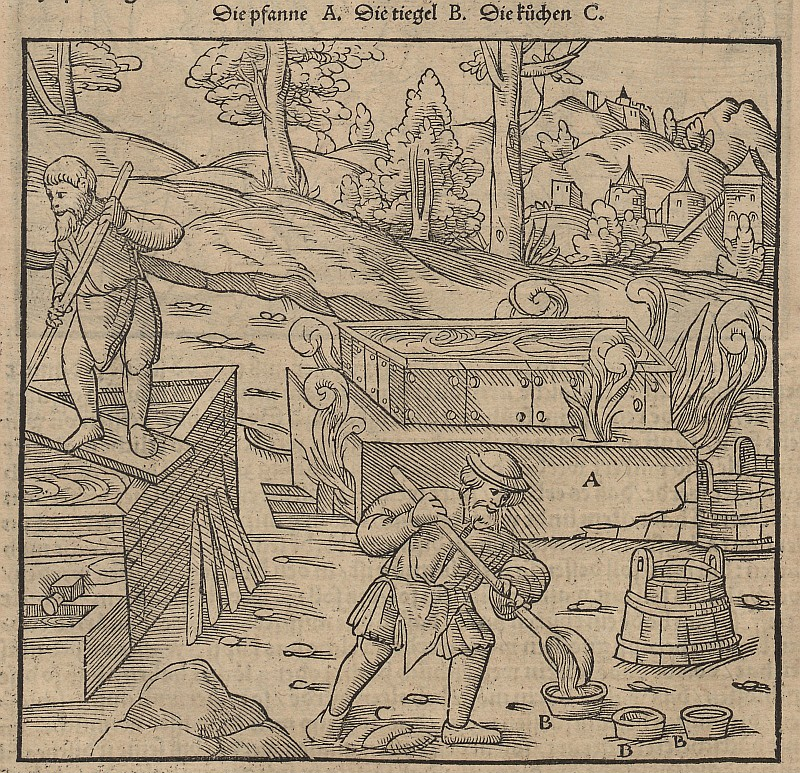
Vitriolgewinnung im Laugekasten nach Georgius Agricola

Der Kurfürst richtete aber im selben Jahr näher an der Weißeritz, in Potschappel an der heutigen Uferstraße, eine neue, größere Vitriolhütte ein. Sie bestand aus Siedehaus, Kupferhaus, einer Schmiede und einem Pferdestall. Der Kurfürst zog dafür von Gut Potschappel ein Grundstück ein. Es wurde ein neues Wehr in der Weißeritz gebaut und ein Graben zum Werk gezogen. Ständig beschäftigt wurden im 24-Stunden-Betrieb Steiger, Laugensteiger, Schichtmeister, Bergleute, Pfannenknechte, Laugenarbeiter, Arbeiter zum Holzsägen- und Holzhacken. Als Tagelöhner wurden Maurer, Bergschmiede, Zimmerleute, Röhrmeister, Glaser, Dachdecker und Bauern im Fuhrlohn anfallweise beschäftigt. Grauharte Kohle wurde zerkleinert und auf Laugenhalden ausgewaschen. Die Flüssigkeit wurde im Laugekasten aufgefangen und mit einer mit Ledermanschetten abgedichteten Pumpe durch Holzröhren in eine bleierne Pfanne im Siedehaus gepumpt. Dort wurde mit sehr viel Holz, aber nicht mit der vorhandenen Kohle, die Lauge eingedampft. Die so konzentrierte Lauge wurde mit dem Fuhrwerk ins Feinhaus in der südöstlichen Ecke des Schlosses Dresden gebracht und dort weiter verarbeitet. 1582 wurden 5.061 Hohlmaßtonnen, also 437 Gewichtstonnen Steinkohle und 1586, dem Jahr der Betriebseinstellung 7.437 Hohlmaßtonnen, also 637 Gewichtstonnen Steinkohle verarbeitet. Nicht zum Erfolg führte das Brennen von Schieferasche, da „Pyrit nicht aufgeschlossen wird.“ Nach Einstellung des Siedebetriebs in Potschappel wurde das Inventar des Alaunwerks in das Zeughaus des Landesherrn verbracht, das heute als Albertinum ein Museum ist. 1780 bestand in Potschappel am Geiersgraben bei den heutigen Hausgrundstücken zur Schicht 54/56 eine Oleumbrennerei, in der rauchende Schweflige Säure hergestellt wurde.

### Vitriol und Schwefelsäurewerk Potschappel
1796 beantragte Ernst Heinrich v. Hagen, der Eigentümer des Ritterguts Potschappel eine Konzession zur Errichtung eines Vitriolwerks in Potschappel, im oberen Teil des Geiersgrabens, wo die Grenzen der Dörfer Potschappel, Birkigt, und Zschiedge aneinanderstießen. Mit dem Bergamt entstand ein juristischer Streit, ob die Konzession dem Bergregal oder dem Oberflächeneigentum unterfiel. Es wurde ein Vergleich geschlossen, wonach die Konzession gegen eine jährliche feste Abgabe von 70 Talern erteilt wurde. Es gab folgende Auflagen: Beschäftigung von Lohnarbeitern, also Ausschluss von Fronarbeiten der Bauern, Abgabe von 4 Talern jährlich pro Siedepfanne an die Altenberger Zehntenkasse; Pflicht zu Produktionsaufzeichnungen und -berichten, Pflicht zur Feuerung nur mit Steinkohle statt mit Brennholz. Im Jahre 1804 wurden 1.131 Scheffel, also 98 Gewichtstonnen vitriolige Schieferkohle verarbeitet. Sie wurde vollständig abgedampft, bis nur noch Kristalle übrigblieben. Die Belegschaft bestand aus einem Siedemeister, einem Nachtsieder, fünf Laugenbrechern und zwei Oleumbrechern für die Oleumbrennerei.

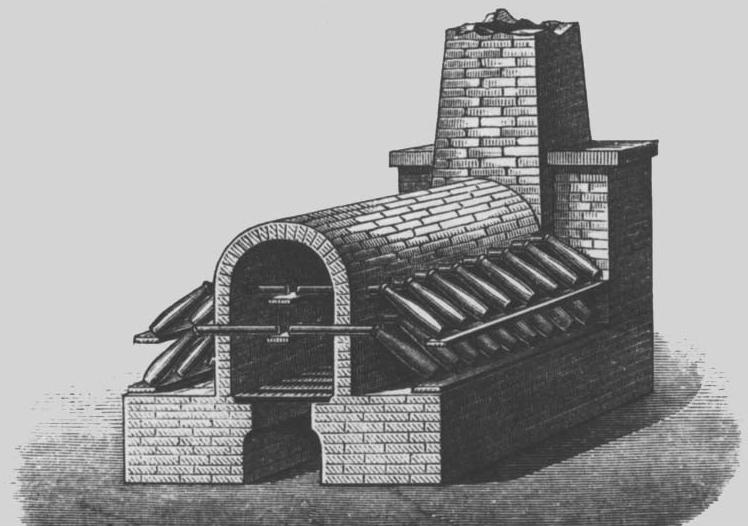
Galeerenofen

1799 wurde auch Schwefelsäure nach dem Vitriolverfahren hergestellt. 18 Galeerenöfen mit je 24 Retorten waren im Einsatz. Sechs Brenner waren für drei Öfen verantwortlich. Das Vorrichten nahm 10–12 Stunden und das Brennen 36 Stunden in Anspruch. Jede Woche fanden drei Brände statt. Im Jahresdurchschnitt wurden produziert: 1.500 Zentner, also 75 Gewichtstonnen Vitriol, und 10.500 Pfund, also 5,2 Gewichtstonnen Schwefelsäure, die als Vitriol-Öl bezeichnet wurde. 5 Dresdner Scheffel, also 430 kg Steinkohle ergaben einen Zentner, also 50 kg Vitriol. Benötigt wurde auch noch ein Klafter, also 250–300 kg Scheitholz. Im Jahr 1811 bekam man für ein Pfund Vitriolöl 7 Groschen im Verkauf.
1812 stellte der Eigentümer des Ritterguts Potschappel einen Antrag auf Erweiterung des Vitriol-Privilegs auf Alaun. Das Oberbergamt Altenberg lehnt den Antrag ab, aber das angerufene Geheime Finanzkollegium stimmte ihm zu. Die Konzession wurde mit den Auflagen versehen nur Potschappler Steinkohle zu verfeuern und 6 Groschen pro Zentner Alaun an die Bergamtskasse Altenberg abzuführen. Während der napoleonische Kriege hausten in den Jahren 1813 bis 1814 Franzosen fünf Monate im Rittergut Potschappel und zerstörten die Siedepfannen, stürzten Öfen um und hackten Vitriolbänke entzwei. Der Wiederherstellungsaufwand betrug 1.600 Gulden. 1836 wurde der Betrieb eingestellt; einige Gebäude wurden vom Steinkohlenwerk weiter genutzt.
Gottfried Reichard trat 1812 in das Vitriolwerk Potschappel ein und produzierte Schwefelsäure, die wegen Napoleons Kontinentalsperre seit 1806 nicht mehr aus England bezogen werden konnte. Reichard kaufte 1813 die ehemalige Winkelmühle auf dem Gebiete des Kammerguts Döhlen, die als Bleichhaus verwendet wurde. 1823 gründete er mit seinem Bruder Carl August Reichard die Vitriolfabrik in Döhlen. Schwefelsäure wurde von Kattundruckereien, Färbereien, Bleichen, Stearinfabriken und Ölraffinerien verwendet. Eine Rede von Gottfried Reichard vor dem Gewerbeverein zu Dresden im Jahre 1840 wurde als Eintritt des Weißeritztals in das industrielle Zeitalter verstanden. 1842 produzierten 24 Arbeiter in sechs Bleikammern und zwei Platinkesseln täglich bis zu 40 Zentner Schwefelsäure. Daneben produzierte Reichard rauchende Schwefelsäure, Vitriolöl, Salpetersäure, Salzsäure und Soda und sonstige Hilfsstoffe für Färbereien und Druckereien. Er kaufte Kohlenfelder in Niederpesterwitz, und konnte durch besondere Einrichtung der Öfen die dortige minderwertige Kohle verbrennen. 75 Jahre lang, bis zur Betriebseinstellung 1898 wurden täglich 7 t Kohle verarbeitet. Gottfried Reichard starb 1844.

## Zeit der Romantik und Empfindsamkeit

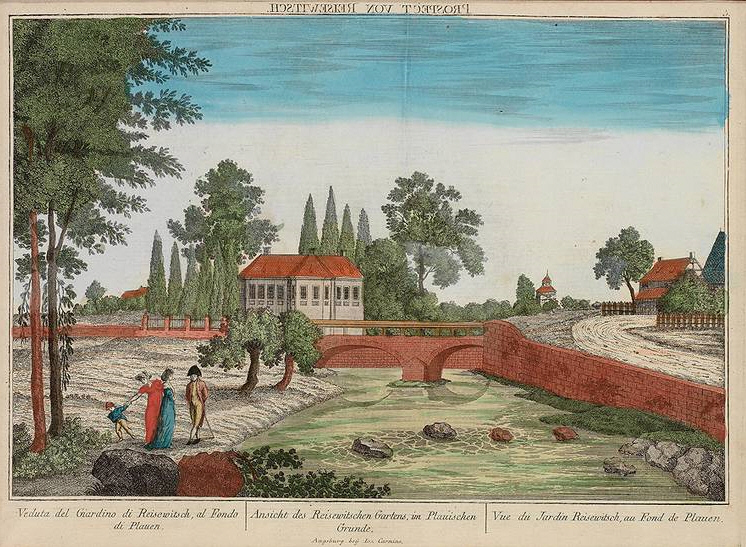
Wasserpalais Reisewitzscher Garten 1780

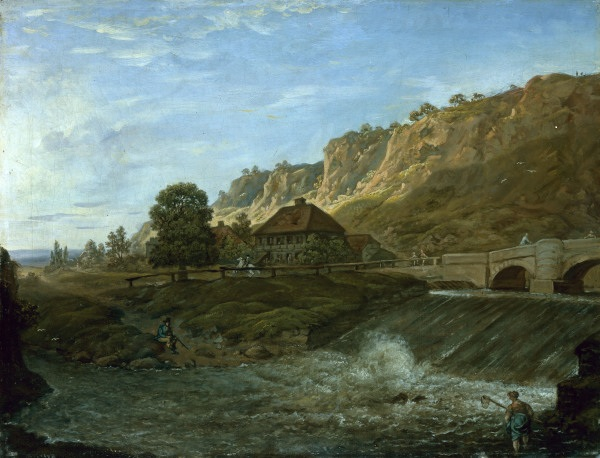
Plauenscher Grund von Anton Graff (1736–1867)
Blick vom heutigen Kraftwerk auf die Hegereiterbrücke

Die erste Initiative zur Entdeckung des Weißeritztals als Landschaftserlebnis, insbesondere des Plauenschen Grundes, des Engtals von Plauen nach Potschappel, ging vom Fürstenhaus aus. Kurfürst Johann Georg IV. errichtete für seine Geliebte Magdalena Sibylla von Neitschütz 1692 ein Wasserpalais in Sichtweite der Plauener Hofmühle. August der Starke ließ 1698 für Zar Peter I. von Russland (reg. 1696–1725) bei der heutigen Felsenkeller-Brauerei einen Festzug sächsischer Bergknappen veranstalten. Am selben Ort veranstaltete August der Starke 1719 anlässlich der Vermählung seines Sohnes, des späteren Kurfürsten Friedrich August II. mit der österreichischen Erzherzogin Maria Josepha von Österreich ein Saturnfest mit 1600 Bergleuten. In einem Saturntempel wurden für die anwesenden Gäste Münzen geschlagen. Eingeleitet wurde das Fest mit einer Treibjagd, in deren Verlauf sich Hirsche, Rehe und ein Bär vom Hohen Stein in das Engtal der Weißeritz stürzten. Die Literatur näherte sich dem Weißeritztal 1739 bis 1769 mit kürzeren poetischen Beschreibungen des angenehmen und vergnüglichen Landlebens in Roßthal, Pesterwitz und Dölzschen. Johann Karl Wezel veröffentlichte 1780 einen Roman Herrmann und Ulrike. Die Protagonisten treffen sich im Plauenschen Grund, der ausführlich beschrieben wird.
Eine erste Darstellung des Weißeritztals unter den Blickwinkeln von Geologie, Mineralogie und Erzvorkommen verfasste der Schriftsteller und Jurist Benjamin Gottfried Weinart (1751–1813). Sie erschien 1781 unter dem Titel: Die Beschreibung des plauischen Grundes bei Dresden und enthält auch einen Bericht über das Saturnfest 1719. Im Jahre 1799 gab dann Wilhelm Gottlieb Becker, ein Professor an der Ritterakademie Dresden, das erste umfängliche und grundlegende Werk Der Plauische Grund bei Dresden heraus und fügte ein Pflanzen- und Insektenverzeichnis und Rißwerke zum Steinkohlenabbau bei. Eine populär gewordene Gedichtesammlung Frühlingskranz aus dem Plauenschen Grund verfasste der Lyriker und Reiseschriftsteller Wilhelm Müller (1794–1827).
Gleichzeitig entstanden im „Zeitalter der Empfindsamkeit“ zwischen 1770 und 1830 weit über tausend bildliche Darstellungen, vornehmlich Zeichnungen und Radierungen, die die „wildromantische Schönheit“ des Tals bis Tharandt verherrlichen.
Viele Bildwerke stammen von den Brüdern Carl August Wizani (1767–1818) und Johann Friedrich Wizani (1770–1835), die viele Zeichnungen und Radierungen gemeinsam schufen. Weitere Künstler waren: der Maler und Radierer Johann Gottfried Jentzsch (1759–1826); Christian Gottlob Hammer (1779–1864), der ab 1829 Professor an der Dresdner Kunstakademie war; Caspar David Friedrich (1774–1860), Mitglied der Dresdner Akademie ab 1818; Carl August Richter (1770–1848), Professor an der Dresdner Kunstakademie von 1814 bis 1834 und sein Sohn Ludwig Richter (1803–1834), der ab 1841 Professor an der Dresdner Kunstakademie war. Während der Umweltzerstörung ab 1840 durch Industrialisierung und Bevölkerungswachstum hielt die in der Romantik geweckte Naturbegeisterung die Erinnerung an die noch nicht zerstörte Natur wach.

## Frühe Industrien mit Wasserkraft

### Bienertmühle

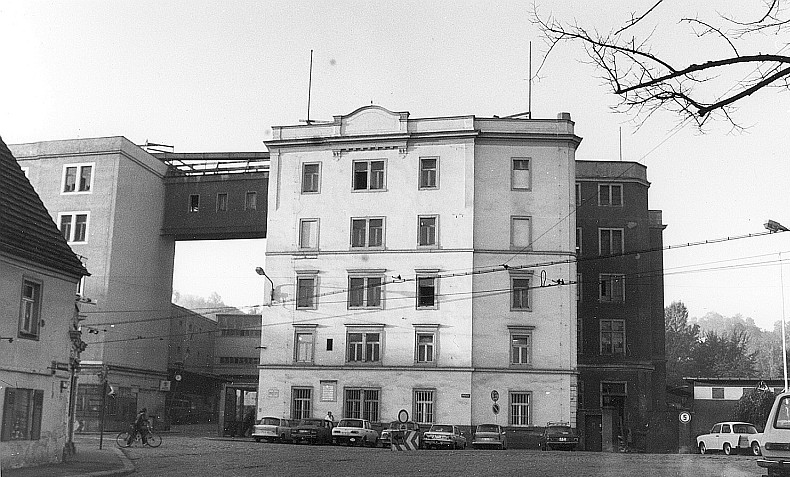
Bienertmühle (frühere Hofmühle), Mühlenarchiv Günter Rapp

Die unterhalb des Hohen Steins und östlich der Weißeritz liegende Bienertmühle befand sich nicht am Weißeritzmühlgraben, sondern an einem nur für sie geschaffenen, ebenfalls von der Weißeritz abgeleiteten Mühlgraben. Dessen Stauwehr ist noch heute an der Hegereiterbrücke am Ausgang des Plauenschen Grundes erhalten. Der Rücklauf bzw. die Einmündung dieses Mühlgrabens lag zuletzt flussabwärts rechts an der Hofmühlenstraße nahe der Weißeritzbrücke Altplauen. Die Bienertmühle war bis 1565 die Walkmühle der Dresdner Tuchmacher. Kurfürst August kaufte sie 1568, und um sie als Hofmühle betreiben zu können, führte er 1569 den Mahlzwang für 32 umliegende Ortschaften mit 210 Mahlgästen ein. Bis 1571 ließ er die Mühle zum Mühlwerk mit 16 Mahlgängen umbauen. 1661 wurde der Mahlzwang auf 66 Orte erweitert. Die Mühle wurde auf Verschleiß gefahren, bis der Mahlzwang 1851 wegfiel. Ein Jahr später wurde Traugott Bienert als Pächter gewonnen, und dieser begann zügig mit Modernisierungen und Erweiterungen. Er stellte 1853 drei Mahlgänge auf das Wiener System um, um feineres Mehl mahlen zu können. Wasserturbinen baute Bienert in den Jahren 1858 und 1859 ein, ebenso hydraulische Pressen für die Ölmühle von 1857 bis 1861. Von 1867 bis 1869 baute er neue Speicher mit Gleisanschluss an die Strecke der Albertsbahn AG. 1872 konnte er die Mühle für 150.000 Taler kaufen. Bienert baute 1874 eine Gasanstalt westlich der Weißeritz, die die Mühle und das Dorf Plauen mit Leuchtgas versorgte. 1875 bis 1879 baute Bienert eine Wasserleitung, die das Dorf ebenfalls mitnutzen konnte. Innerhalb von 30 Jahren wurde die Bienertmühle der größte der 13 Fabrikbetriebe in Plauen. Die Mühle hatte 212 Arbeiter und wurde zur bedeutendsten Mühle im Raum Dresden. In der Friedrichstadt ließen Bienerts Söhne Theodor und Erwin am Alberthafen die Hafenmühle errichten. Bis 1992 wurde in Plauen noch eine Brotfabrik betrieben. Nach kurzem Leerstand wurde das Bienertmühlenareal allmählich wieder revitalisiert.
Eine weitere Walkmühle nördlich der Bienertmühle, gelegen am späteren Weißeritzmühlgraben, erwähnt für 1550 der Humelius-Riss. Sie hatte zwei Wasserräder hintereinander und hatte auch einen Mahlgang für Getreide. Bis 1915 diente sie der Feilenschleiferei Trinks und war Kistenfabrik bis zum Abbruch 1934.

### Spiegelschleife
Der flussabwärts nächste Betrieb war die Spiegelschleife. Am selben Standort bestand von 1700 bis 1710 ein Eisenhammerwerk mit Schmiede. Die Kurfürstliche Kammer kaufte 1710, im Jahr der Gründung der Meißner Porzellanmanufaktur, den Eisenhammer für 2000 Taler. und baute ihn um zur Polier- und Schneidemühle für Jaspis und Achat mit acht Steinsägen. Es handelt sich um eine territorialherrliche, merkantilistische Gründung, an höfischem Bedarf orientiert, technisch bedeutsam, blieb aber typischerweise ein unrentabler Zuschussbetrieb. Die Unwirtschaftlichkeit wurde 1715 nachgewiesen. Deshalb wurde die Spiegelschleife von 1715 bis 1720 zur Churfürstlichen Spiegel-Schleif- und Poliermühle umgebaut. Das Glas wurde glattgeschliffen, und mit Zinnfolie und Quecksilber unterlegt. Dafür gab es eine Folienschlägerei, Sandkammer, Gipskammer und Silberwaschhäuschen. Die Unwirtschaftlichkeit der zweiten Manufakturgründung stellte sich bis 1720 heraus. Die Spiegelschleife wurde bis 1744 verpachtet, galt wieder als Fass ohne Boden und vegetierte am Rande zur Unwirtschaftlichkeit. Der Siebenjährige Krieg (1756–1763) brachte häufige Unterbrechungen im Betrieb mit sich. 1773 wurde der Betrieb stillgelegt. Für die Zeit von 1780 bis 1783 fand man einen neuen Pächter, und nach 1783 nahm die Rentkammer den unwirtschaftlichen Betrieb zurück. 1787 wurde ein neues Arbeiterwohnhaus gebaut, und bis 1811 verlief der Betrieb erstmals zufriedenstellend, da die Spiegelschleife billiger produzierte als die böhmische Konkurrenz. In den Napoleonischen Kriegen wurde die Spiegelschleife im August 1813 erstmals beschossen, aber sie wurde nur leicht beschädigt. Im Oktober erlitt sie schwere Schäden an Wänden und Dächern, und im November äscherten russische Truppen Gebäude, Wasserrad und Maschinen ein. 1820 wurde die Ruine an einen Sekretär des Hausmarschallamts verkauft. Dieser richtete eine Baumwollspinnerei und -färberei mit Wohnungen, Stallungen, Wagenremise und Kutscherstube ein. Von 1821 bis 1829 wurde sie als „Rosenbaum’sche Spinnfabrik“ betrieben, und ab 1829 als Ölpresse. Ab 1871 wurden hölzerne Haus- und Küchengeräte hergestellt. Eine Dampfmaschine wurde eingebaut, und danach wurde eine Tabakrösterei und eine Strohgeflechtfärberei betrieben. Von 1887 bis zur Bombardierung 1945 wurde die Lippoldsche Schokoladenfabrik betrieben, Die Betreiber bauten 1909 eine Turbine älterer Bauart ein und 1911 zwei stehende Francis-Turbinen.

### Pulvermühle

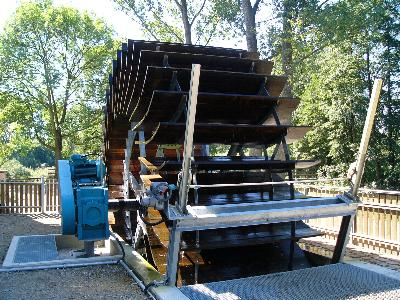
Zuppinger-Wasserrad

Die Pulvermühle wurde 1576 erbaut mit zwei Werken und acht Pulverstampfen. Es gab Waghaus, Stampfhaus, Körnhaus, und eine Wohnstube für den Pulvermüller. Es ereigneten sich immer wieder Explosionen, weil die mit Metallschuhen bestückten Stampfen auf ein nicht herausgesiebtes Steinchen trafen und einen Funken schlugen, der dann das Pulver in Brand setzte. Die Pulvermühle wurde teilweise beschädigt durch Explosionen in den Jahren 1613, 1638, und 1640. Nur das Wasserrad überlebte das Jahr 1689. Körnhaus, Trockenstube und Munitionsgewölbe wurden durch eine Explosion im Juni beschädigt, Stampfhaus und Läuterhaus durch eine Explosion im November. Der Wiederaufbau wurde sofort begonnen. Als August der Starke 1730 das Feuerwerk für das Zeithainer Lager vor der Pulvermühle erproben ließ, kam es wieder zur Explosion. Es wurden größere Baumaßnahmen geplant, aber nur kleinere verwirklicht. Statt einer Jahresproduktion von 198 Zentner wurden nun bis zu 600 Zentner gefordert. 1775 explodierten 18 Zentner Pulver; 50 Soldaten und 60 Baugefangene sollten den Brand löschen. Dabei starben 6 Pulverarbeiter und 2 Löschmänner. Der Wiederaufbau fand 1776 und 1777 statt; zum Mahlwerk kamen Kollergänge hinzu, also Senkrechtwalzen zum Zerdrücken des zu zerkleinernden Gutes. Erweitert wurde die Pulvermühle um ein Arbeiterwohnhaus und ein Herrenhaus für Ausflüge des Kurfürsten. Die letzte Explosion fand 1796 statt; ein nochmaliger Wiederaufbau von 1798 bis 1799 modernisierte die Pulvermühle mit einem Laboratorium für die Produktion und mit Trockenaborten für die Pulverarbeiter. Im Jahre 1875 wurde die Pulverherstellung in Dresden eingestellt und in die neu errichtete Königlich Sächsische Pulverfabrik nach Gnaschwitz bei Bautzen verlegt. Im Anschluss daran verpachtete man die freigewordenen Gebäude der alten Pulvermühle, u. a. als Farbholzraspel und ab etwa 1900 siedelte sich im ehemaligen Salpeterhaus eine kleine Getreidemühle an. Sie wurde mit einem unterschlächtigen Zuppinger-Wasserrad betrieben, welches durch eine unterirdische Transmissionswelle mit dem Mühlengebäude verbunden war. Im Jahre 1945 kam es durch Bombenangriffe zur weitgehenden Zerstörung sämtlicher Gebäude.

### Flößerei
Zwischen Pulvermühle und Kanonenbohrwerk wurde ein Floßhof eingerichtet. Er lag dort, wo der Zellesche Weg in die Kesselsdorfer Straße übergeht. 1521 verordnete Herzog Georg der Bärtige (reg. 1500–1539), dass die stark geschädigten Wälder rund um Dresden zu schonen seien und das Holz aus dem Osterzgebirge und insbesondere dem Tharandter Wald zu entnehmen sei. Im selben Jahr ließ er einen Holzgarten anlegen. Die größte Ausdehnung hatte der Stapelplatz für geflößtes Holz 1717 unter Kurfürst August dem Starken (reg. 1694–1733); es wurden 14.295 Tonnen Holz gestapelt. Bis 1850 war Holz kaum ersetzbar; es wurde zum Bauen in der Skelettbauweise (Fachwerk), zur Wärmeerzeugung für den Hausbrand und für die Herstellung von Grundstoffen verwendet, wie Eisen, Kupfer, Glas und Vitriol. Ausgebohrte Baumstämme wurden als Holzrohre für Wasserleitungen verwendet. Geflößt wurde aber hauptsächlich Brenn- und Scheitholz, weil die Weißeritz für die Langholzflößerei zu wenig Wasser führte. Ein Großteil der Holzschwemme fand während der Schneeschmelze statt.

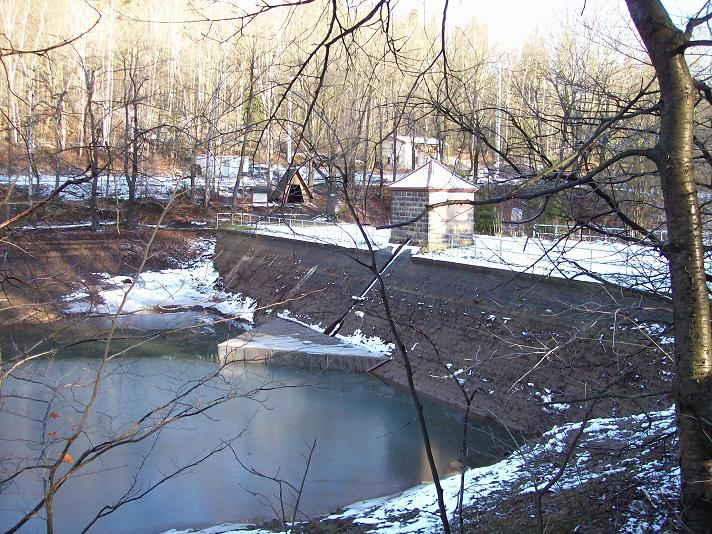
Seerenteich – für die Schwallflößerei

Die natürliche Wassermenge wurde durch Flößereiteiche verstärkt, deren Wasser als Schwall abgelassen wurde. Der größte war der bis zu sechs Meter tiefe Seerenteich am Seerenbach bei Kleindorfhain. Das Holz wurde über den Weißeritzmühlgraben durch den Haupteinlasskanal auf das Floßhofgelände geschoben und konnte auf drei Felder schwimmend verteilt werden. Zum Aufnehmen, Vermessen und Stapeln des Holzes wurde das Wasser in die Weißeritz abgelassen. Das Holz wurde in Dresdener Ellen gemessen und nach Schragen und Klaftern verkauft; ein Schragen zu drei Klaftern entsprach 15,2 m². Die Holzpreise schwankten stark; entscheidend waren die Flößkosten je nach Entfernung des Einschlagreviers. Auch Witterungseinflüsse und Kriege erhöhten die Preise. Auf dem Holzhof gab es Scheunen, Stallungen, einen Meilerplatz und eine Wohnung für den Kohlbrenner und den Holzanweiser. Ein selbständiger Pächter mit der Bezeichnung Floßmeister betrieb den Holzhof, seine Gehilfen hießen Holzknechte. Gefährdungssituationen ergaben sich im am Ende des Winters, wenn Holz und Schlickeis die Einlassrechen zu den Mühlen verstopften. Das Wasser staute sich an, und die Rechen brachen, oder mussten vorsorglich gebrochen werden, um das Stauwasser so niedrig wie möglich zu halten. 1875 wurde der Floßhof aufgegeben, weil das Holz mit der Eisenbahn von Tharandt auf den nahen Albertsbahnhof gebracht werden konnte.

### Kupferhammer, Kanonenbohrwerk

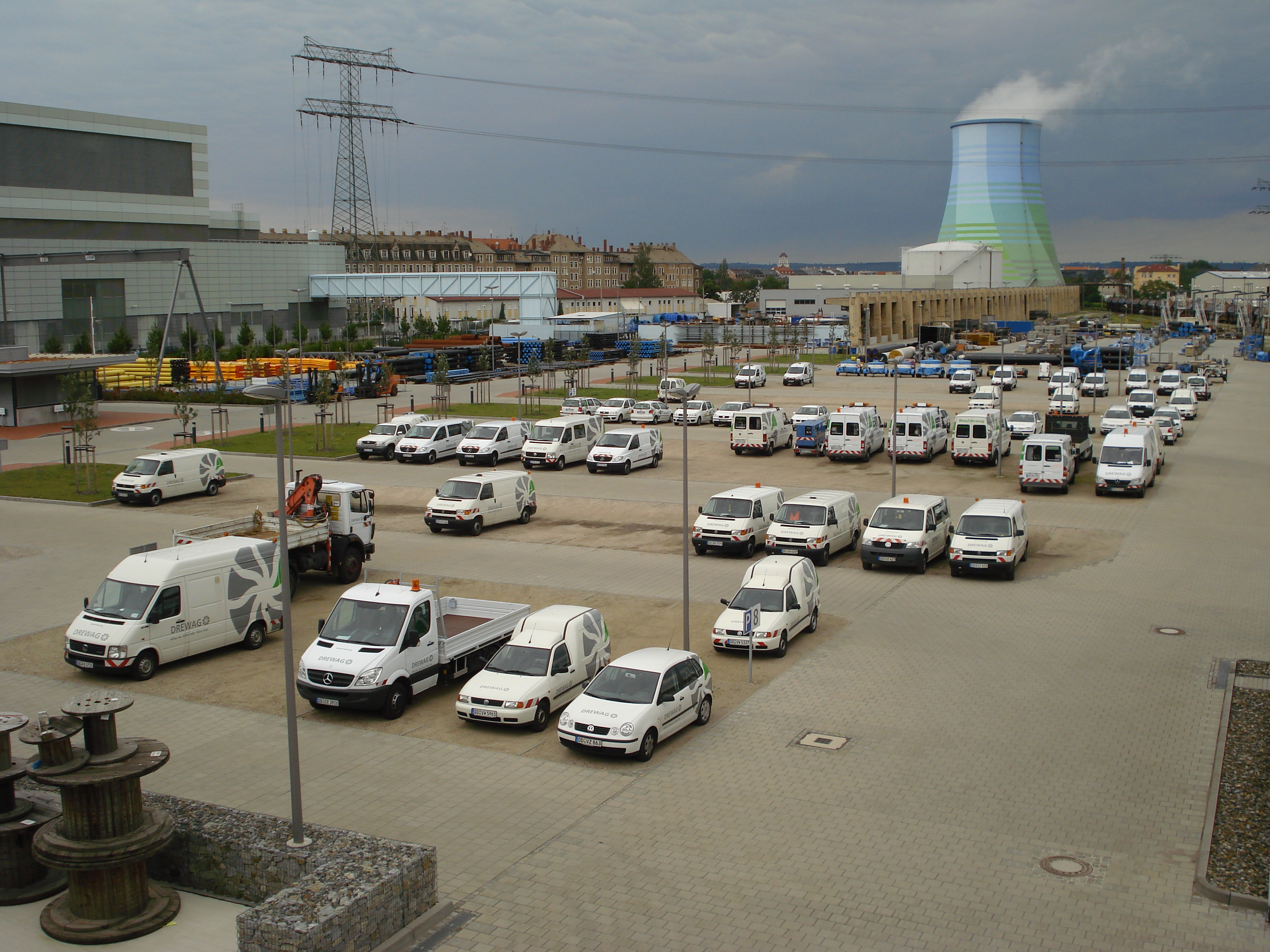
Kraftwerk Nossener Brücke, Standort des früheren Kanonenbohrwerks

Der Kupferhammer wurde erstmals 1550 im Humelius-Riss zeichnerisch erfasst. Der Kurfürst erwarb 1665 den Kupferhammer vom kurfürstlichen Oberzeugmeister Paul Buchner. 1730 verpachtete der Kurfürst den Kupferhammer; im Pachtvertrag wurde vereinbart, dass der Hammerpächter den Mühlgraben nicht zulasten des Unterliegers, der Pulvermühle, geschlossen halten darf. Der Pachtvertrag wurde nicht erneuert, und das Hauptzeughaus errichtete 1765 in 178 Arbeitstagen eine inventiöse (innovative) Horizontal- und Vertikalbohrmaschine. Das Gebäude mit hoher Mauer und einem mit Kupfer gedeckten geschweiften Zeltdach prägte für lange Zeit die Umgebung. Außer den Bohrmaschinen gab es eine Schmelze und Schmiede zur Wiederverarbeitung der Bohrspäne. Außerdem gab es einen Kranich, einen hölzernen Hebearm mit Flaschenzug, dessen Seil um die Wasserradwelle gewickelt wurde. Der Bohrwerksbetrieb wurde 1870 eingestellt, und das Gebäude wurde an den letzten Bohrwerksmeister verpachtet, der dort vielflüglige Windmotoren hauptsächlich für ländliche Wasserpumpen herstellte und eine Vernickelungsanstalt betrieb. 1928 ereignete sich ein Großfeuer und das Gebäude blieb leer, bis es 1945 bombardiert wurde. Auf dem Gelände wurde von 1993 bis 1995 ein Gasturbinen-Heizkraftwerk errichtet.

### Papiermühle
Herzog Albrecht (reg 1486–1500) errichtete für den landesherrlichen Eigenbedarf vor 1500 eine Papiermühle, im heutigen Gleisdreieck zwischen Hauptbahnhof, dem Bahnhof Mitte und dem Güterbahnhof Dresden-Altstadt. 1518 wurde sie an Michael Schaffhirt verkauft. Schaffhirt erhielt das Privileg, das sächsische Rautenkranzwappen als Wasserzeichen zu verwenden (1578). Unberechtigten Verwendern des Warenzeichens wurden 40 Gulden Strafe und Wegnahme des gezeichneten Papiers angedroht. Auf das Messinggeflecht der Papierform wurde ein weiteres Messingdrahtgeflecht aufgelegt, so dass das Papier an dieser Stelle dünner und durchsichtiger wurde. Zur Rohstoffversorgung erhielt die Mühle am 4. Juni 1578 das Lumpensammel privileg von vier Meilen im Umkreis. Außerdem durften hier keine weiteren Papiermühlen errichtet werde. 1633 wurde das Privileg umgeändert auf die 15 Ämter Annaberg, Dresden, Dippoldiswalde, Doberlug, Düben, Eilenburg, Finsterwalde, Liebenwerda, Meißen, Mühlberg, Oschatz, Schlieben, Schweinitz, Torgau und Wurzen. Aufgrund des Dreißigjährigen Krieges von 1618 bis 1648 verschlechterten sich die wirtschaftlichen Verhältnisse, so dass 1629 der Münzschreiber Cornelius Melde die Papiermühle übernahm, dessen Familie die Mühle bis 1688 führt. Johann Gottlob Schuchardt übernahm 1717 die Papiermühle von seinem Vater und baute auf dem Mühlendach eine Flügelwindmühle, deren Turm mit den Flügeln lange als Landmarke wahrgenommen wurde. 5 bis 6 PS dürfte das Windrad geleistet haben und 10 bis 15 PS das Wasserrad je nach Durchflussmenge. Leider konnte die Windmühle nie richtig in Gang gebracht werden. Im Siebenjährigen Krieg ließ der preußische Gouverneur Generalleutnant Karl Christoph Graf von Schmettau die Vorstadt am 10. November 1758 abbrennen. Wie der Besitzer Fischer beschrieb, blieb ihm nur die Sachen am Leibe übrig. Die Papiermühle lag in Schutt und Asche, sogar unterirdische Wasserrohre waren zerstört. 1784 konnte Carl August Schaffhirt die Mühle ersteigern. Er baute sie wieder neu auf, erweiterte und modernisierte sie. Er konnte sie aber nicht lange im wieder erworbenen Familienbesitz halten und musste sie 1786 halbfertig an seinen Kompagnon Christian Ephraim Fischer verkaufen. Die Mühle wurde bis 1791 gut ausgestattet. Drei unterschlächtige Wasserräder trieben ein Stampfwerk mit 9 Stampflöchern an, in denen angefaulte Lumpen weich gestampft wurden. Weiter trieben sie zwei Holländer-Walzen an, die den mit Wasser zähflüssig gemachten Lumpenbrei in einem engen Holztrog zerdrückten und zerrieben. Es gelang Carl August Schaffhirt, die Papiermühle 1802 wieder zurückzukaufen. Sie blieb in Familienbesitz bis zur Umwandlung in die Dresdener Papierfabrik Aktiengesellschaft im Jahre 1858.

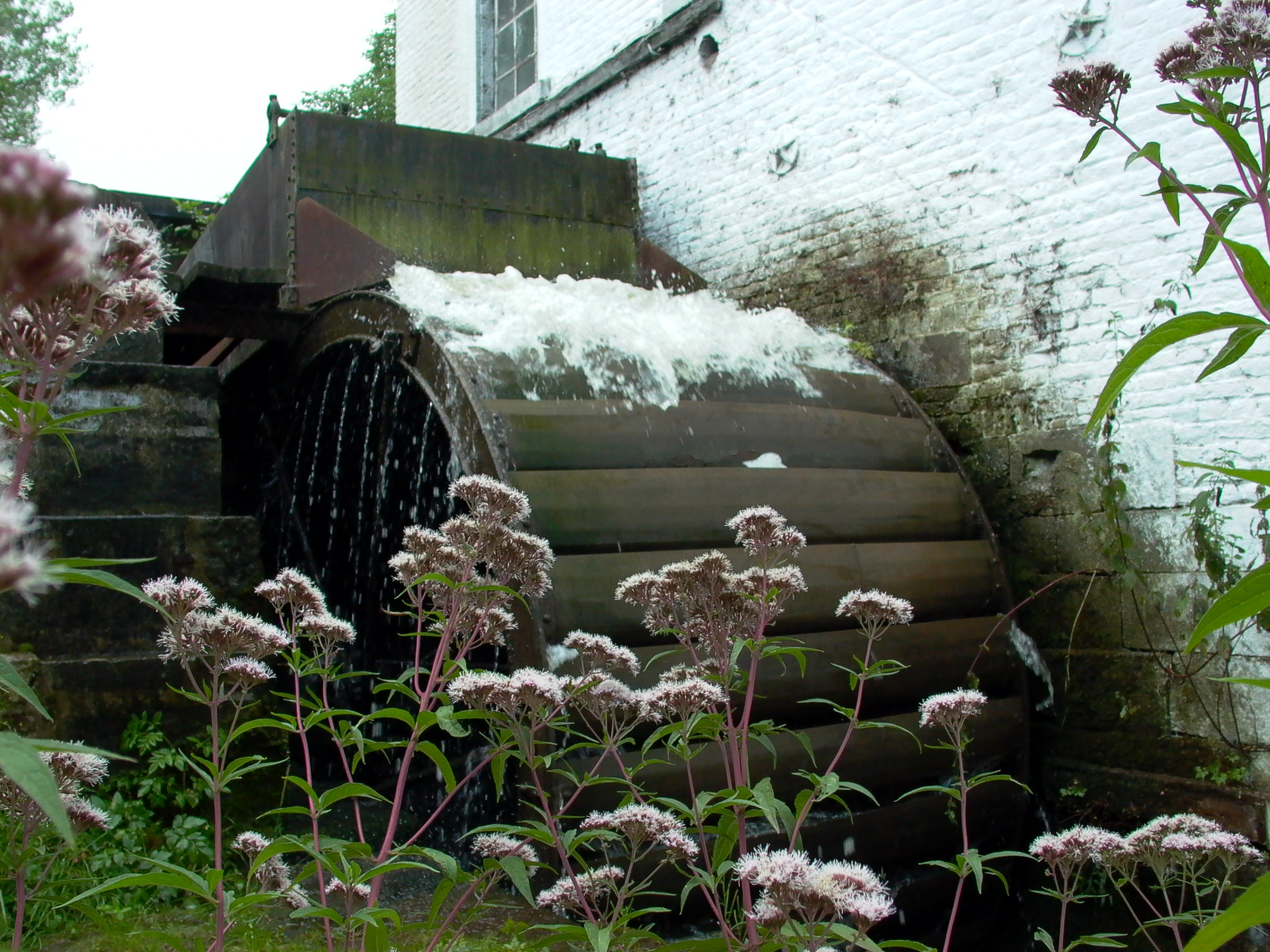
Oberschlächtiges Poncelet-Wasserrad

Die Papiermühle wurde 1878 umfassend modernisiert. Die unterschlächtigen Wasserräder wurden durch ein hochwirksames, mittelschlächtiges Poncelet-Wasserrad ersetzt. Es wurden zwei Woolf’sche Verbunddampfmaschinen mit einer Nennleistung von je 80 PS und zwei hochstehende Dampfmaschinen mit einer Nennleistung von je 8 PS eingebaut. Jährlich konnten 1.500 Tonnen Lumpen und 500 Tonnen Holzstoff zu Papier verarbeitet werden. Die Papierfabrik ließ mehrere Tiefbrunnen bohren, denn das Wasser aus dem Weißeritzmühlgraben war zu schmutzig und das Wasser aus dem städtischen Leitungsnetz war zu teuer für die Papierproduktion. Produziert wurden zwischen 1,25 Mio. Pfund und 2,25 Mio. Pfund Papier jährlich. Beschäftigt waren zwischen 180 und 300 Arbeitskräfte, davon 60 % Frauen. Eine noch leistungsfähigere Dampfmaschine mit 250 PS wurde 1902 eingebaut, und geplant war eine weitere Dampfmaschine mit 120 PS. Allerdings hielt der Betrieb der Konkurrenz modernerer Fabriken nicht stand und wurde 1914 stillgelegt. Das Gelände wurde an die Königlich Sächsische Staatsbahn verkauft, welche die große Fabrikanlage vollständig abtrug.

### Silberhammer
Kurfürst August (reg 1553–1586) gründete 1556 die zweite Dresdner Silbermünze zwischen Schloss und Elbebrücke. Dort wurde ab 1559 auch ein Pochwerk und ein Ziehwerk mit einem unterschlächtigen Wasserrad mit Wasser aus dem Kaitzbach, verstetigt durch den Münzmeisterteich in Mockritz betrieben. Als die Hofkirche errichtet werden solle, stand das Pochwerk im Weg. Für das Ausglühen und Strecken der Zaine mit Hilfe von Flachwalzen wurde deshalb 1700 am heutigen Staatsschauspiel der 35 m lange und 15 m breite Silberhammer errichtet. Dort wurden aus den Silberstangen die Rohlinge geschnitten, anschließend gerändelt, und zum Prägen zurück in die Münze gefahren. Es waren ungefähr jährlich 200 Fuhren mit einem bewachten Handwagen. Ein neuer, verkleinerter Silberhammer wurde von 1803 bis 1886 betrieben. Das Mühlrad war 7½ m hoch und 2 m breit und war in einer begehbaren Radstube eingehaust, die im Winter mit der Abwärme der Glühöfen beheizt werden konnte. Zum Schutz vor winterlichen Eisplatten konnte das Wasserrad aus dem Mühlgraben herausgehoben werden. Es gab auch einen Nebenkanal zum Abfluss des Hochwassers. Das große Wasserrad brach 1885, und nach Übergang des Münzprägerechts auf das Deutsche Reich wurde die Dresdner Münze 1886 nach Freiberg verlegt, so dass dem Silberhammer der Abnehmer wegfiel. 1887 wurde das Gebäude an die Stadt Dresden verkauft und 1897 abgebrochen.

### Glashütte und Patientenburg
Zur Deckung des Bedarfs des Hofes wurde 1697 in einem ehemaligen Eisenhammer an der heutigen Maxstraße eine Steinschneide- und Poliermühle eingerichtet. 1698 wurde auch eine kurfürstlich-sächsische Glashütte („Ostrahütte“) gegründet und 1700 als königlich-polnische und kurfürstlich-sächsische Glasfabrique in der umgebauten Steinschneide- und Poliermühle untergebracht. Schon 1706 wurde die Glashütte planmäßig niedergelegt, um im Nordischen Krieg freies Schussfeld zu haben, aber im selben Jahr wieder aufgerichtet. Da ein wirtschaftlicher Betrieb nicht möglich war, wurde ein fähiger Pächter gesucht und mit dem Universalgelehrten Ehrenfried Walther von Tschirnhaus im Jahre 1709 gefunden. Bei dieser Gelegenheit wurde 1710 ein Inventar errichtet. Neben höfischen Luxusgütern, wie Kron- und Wandleuchtern wurden auch Gebrauchsgüter wie Butterdosen, Salzfässer, Nachtgeschirre und Uringläser aufgezählt. Ein Elbehochwasser zerstörte 1712 die Glasfabrique, und Johann Friedrich Böttger fertigte danach gut verkäufliches Rubinglas. Die Hochzeit von Kurprinz Friedrich August II. und der habsburgischen Kaisertochter Maria Josepha sorgte 1719 noch einmal für einen kurzen Aufschwung der Glashütte. Nach einem Feuer im Jahr 1723 wurde die Glashütte 1726 für nur noch 22 Arbeiter verkleinert wieder aufgebaut. Der Bruder des sächsischen premier ministre Heinrich Graf Brühl, Hans Moritz von Brühl, pachtete 1746 die Glashütte, aber schon 1753 wurde der Pachtvertrag aufgehoben und in der ehemaligen Glashütte eine Patientenburg für alte und kranke Hofbedienstete eingerichtet, die bis zum Abbruch 1842 Bestand hatte.

### Nudelmühle
Der Hofschauspieler Antonio Bartoldi erbaute 1773 auf Höhe der heutigen Theaterwerkstätten ein Wohnhaus an der Ostra-Allee mit einem kleinen, rückwärtigen Mühlengebäude und betrieb dort eine Nudel- bzw. Makkaronimühle. Seine Kinder führten diese frühindustrielle Lebensmittelfabrik bis ca. 1830 weiter. Im Jahre 1854 erwarb der Stahl- und Modellschmied J.C. Bär das Anwesen, auf dem sich ab 1880 auch die kleine Schankwirtschaft „Zur alten Nudelmühle“ etablierte. Das Haus wurde 1913 abgerissen und durch einen Gründerzeitbau ersetzt. Darin existierte bis zur Zerstörung des Gebäudes im Jahre 1945 wiederum eine Schankwirtschaft, jetzt unter dem Namen „Restaurant alte Nudelmühle“. Bis zum Abriss der Ruine 1972 wurde diese provisorisch weitergeführt. Die Nudelmühle leitete mit der seit 1802 produzierenden Rübenzuckerfabrik von Franz Carl Achard und der seit 1828 betriebenen van Houten-Kakao-Rösterei die Frühindustrialisierung in der Lebensmittelherstellung ein.

### Schmelzmühle
Die letzte Mühle war die Schmelzmühle, bevor sich der Weißeritzmühlgraben schwarz und schmutzig in die Elbe ergoss. Kurfürst Moritz kaufte 1550 einen Baumgarten zwischen Elbe und Ostra-Allee und baute ihn zu größerem Gut aus. Nach Plänen von Hans Irmisch ließ 1582 er eine Schmelzhütte zur Erzeugung von Kupfer errichten. Das Erz wurde teuer aus dem Erzgebirge und dem Harz herbei geschafft. Reste aus der Dresdner Münze wurden auch eingeschmolzen. Der Betrieb wurde schon 1586 wieder eingestellt und nur noch ein Schmelzer blieb übrig. 1606 wurde eine Getreidemühle mit zwei Mahlgängen eingerichtet. Die Schweden zerstörten die Getreidemühle 1706 im Nordischen Krieg. Im selben Jahr wurde die Mühle wieder aufgebaut, allerdings als Stampfwerk zur Herstellung von Schmirgel nebst zwei Drehbänken. Im Laufe der nächsten Jahre kamen unterschiedliche Maschinen zum Schneiden, Schleifen und Polieren dazu. Die Schmelzmühle diente auch als Gewürz- und Graupenmühle, als Pochwerk und Farbholzraspel. Die Mühle brannte 1848 ab und wurde an einen Privatmann verkauft, der den Mühlenbetrieb einstellte. Später wurde ein Speditionsgeschäft und eine Feuerwehrgerätefabrik betrieben. Das Mühlengebäude wurde 1899 abgerissen, das Wohnhaus 1945 zerstört.
Außerdem gab es in Dresden eine Würzmühle (seit 1550), eine Schnupftabakmühle (seit 1766) und eine Tabakmühle (1769), die aber nicht beschrieben sind.

## Frühe Form der Luftfahrt: Ballonfahrten
Das Ballonfahrerehepaar Wilhelmine Reichard (1788–1848) und Gottfried Reichard (1776–1844) hatte seinen Lebensmittelpunkt ab 1812 in Döhlen.
Gottfried Reichard fuhr 1810 zum ersten Mal Ballon. Er baute einen Gasballon, nicht den schon bekannten Heißluftballon. Wilhelmine Reichard fuhr zum ersten Mal am 16. April 1811 in Berlin. Die Fahrt dauerte 85 Minuten und Wilhelmine Reichard erreichte eine Höhe von 5.171 m. Im selben Jahr zog das Ehepaar nach Dresden in die Große Plauensche Gasse um. Wilhelmine Reichards dritte Ballonfahrt ging von Dresden aus am 3. September 1811. Sie erreichte unfreiwillig eine Höhe von 7.800 m. Nach 60 Minuten stürzte sie bei Saupsdorf ab, weil sie ohnmächtig wurde. Sie wurde durch Bäume aufgefangen und überstand den Absturz unversehrt. Der Ballon wurde dabei bis zur Unbrauchbarkeit zerrissen. Wegen des Geldmangels trat eine Zwangspause ein. Gottfried Reichard veröffentlichte über die Fahrt 1811 die Beschreibung der von Wilhelmine Reichard geb. Schmidt unternommenen dritten Luftreise. 1812 zog das Ehepaar an den Altmarkt Nr. 9 in Dresden. Gottfried Reichard trat im selben Jahr in die von Hagensche Vitriolfabrik ein. Es erfolgte nochmals ein Umzug nach Döhlen in die Winkelmühle an der Weißeritz. Ab 1815 standen die wissenschaftlichen Fragestellungen der Ballonfahrer in Umrissen fest: Wie wirken sich die unterschiedlichen Luftschichten auf das körperliche Befinden aus? Sind die Lufttemperaturen abhängig von der Entfernung von der Erdoberfläche? Wilhelmine Reichard verneinte diesen Zusammenhang. Ist die Luft oben anders beschaffen als unten? Wilhelmine Reichard nahm Luftproben, aber über eine Auswertung ist nichts überliefert. Kann der Fahrtverlauf eines Ballons von der Erde aus beobachtet und aufgezeichnet werden? Dies glückte 1820 in Wien. Die vierte Fahrt 1816 war die erste Zielfahrt und führte von Berlin nach Fürstenwalde. Erstmals nahm Wilhelmine Reichard einen zahlenden Passagier mit. Mit dreieinhalb Stunden war es die längste Fahrt von Wilhelmine Reichard. Die fünfte Fahrt 1816 in Hamburg war die weiteste Fahrt mit 222,6 km. Auch diesmal wurde ein Fahrgast mitgenommen.

Ballon aus Mantuaner Taft 1820

Von 1816 bis 1820 wurde ein Ballon mit folgenden technischen Daten verwendet: Der Durchmesser betrug 24 bairische Fuß und zwei Zoll, etwa 7 m. Der Umfang betrug 76 bairische Fuß, die Oberfläche 1.839 bairische Quadratfuß, der Rauminhalt betrug 7.417 bairische Kubikfuß, etwa 185 m³. Das Gewicht des Ballons betrug einschließlich Ball, Netz, Korb und Anker 103 Pfund. Der Ball war aus roten und gelben Segmenten von Mantuaner Taft zusammengenäht und kostete etwas mehr als 1800 Taler. Für die Zielfahrt von Berlin nach Fürstenwalde 1816 mit zwei Personen zu insgesamt 262 Pfund wurde Wasserstoffgas aus 2.440 Pfund Schwefelsäure und 2.400 Pfund Eisen benötigt. 1818 führte Gottfried Reichard bei öffentlichen Vorträgen Modellbälle aus Goldschlägerhaut vor, die das Ehepaar selbst in aufwendiger Handarbeit zusammennähte. Goldschlägerhaut ist der innere Teil des Blinddarms des Rindes, der bei der Blattgoldherstellung als Trennmittel benutzt wird. 1819 ging der Ballon von Sophie Blanchard, der französischen Ballonfahrerin in Paris in Flammen auf, weil aus dem Korb abgeschossene Feuerwerksraketen auf den Ballon fielen und den Wasserstoff zur Explosion brachten. Wilhelmine Reichard verzichtete auf Raketen. Die vierzehnte Fahrt fand 1820 in Prag statt. Danach vermarkteten die Reichards die Ballonfahrten zur Finanzierung einer eigenen Vitriolfabrik. Ebenfalls 1820 fand die sechzehnte und letzte Fahrt von Wilhelmine Reichard in Wien statt. Wilhelmine Reichard ließ diese Fahrt von der kaiserlich-königlichen Universitätssternwarte und der kaiserlich-königlichen Triangulationsdirektion trigonometrisch vermessen. Mit Hilfe aufeinander abgestimmter Chronometer wurde der Ballon alle drei Minuten in horizontaler und vertikaler Richtung vermessen und ein Verlaufsdiagramm angefertigt.
Gottfried Reichard baute ab 1821 eine eigene Vitriolfabrik in Döhlen und betrieb sie ab 1823 mit seinem Bruder Carl August Reichard. In Deutschland war die Vitriolherstellung wegen der Kontinentalsperre Napoleons ertragreich. Gottfried Reichards letzte, sechzehnte Ballonfahrt war auf dem Münchener Oktoberfest 1835. Die letzte Neuerfindung war, dass der Ballon aus Baumwollstoff gefertigt wurde und nach dem Nähen mit Leinölfirnis gasundurchlässig gemacht wurde. Er kostete nur 400 statt der mehr als 1.800 Taler. Da der Baumwollball 100 Pfund schwerer war als ein Ball aus Seide entstanden Mehrkosten für je 6 Zentner Schwefelsäure und Eisen oder Zink. In seinem Todesjahr 1844 resümierte Gottfried Reichard, dass die horizontale Leitung des Luftballes eine absolute Unmöglichkeit ist und bleiben wird. An einer nützlichen Anwendung des Ballonfahrens könne man sich nicht erfreuen. Die seit 1794 bekannte militärische Nutzung zur Gefechtsfeldaufklärung blieb dabei außer Betracht. Wilhelmine Reichard starb 1848 und wurde wie Wilhelm Reichard auf dem Friedhof Döhlen beerdigt. Wilhelmine Reichard war die Hauptgestalt der Erzählung Wanda von Karl May. Wilhelmine Reichard wurde 2003 in die Neue Deutsche Biographie aufgenommen.

## Nachhaltige Forstwirtschaft

### Übernutzung des Waldes

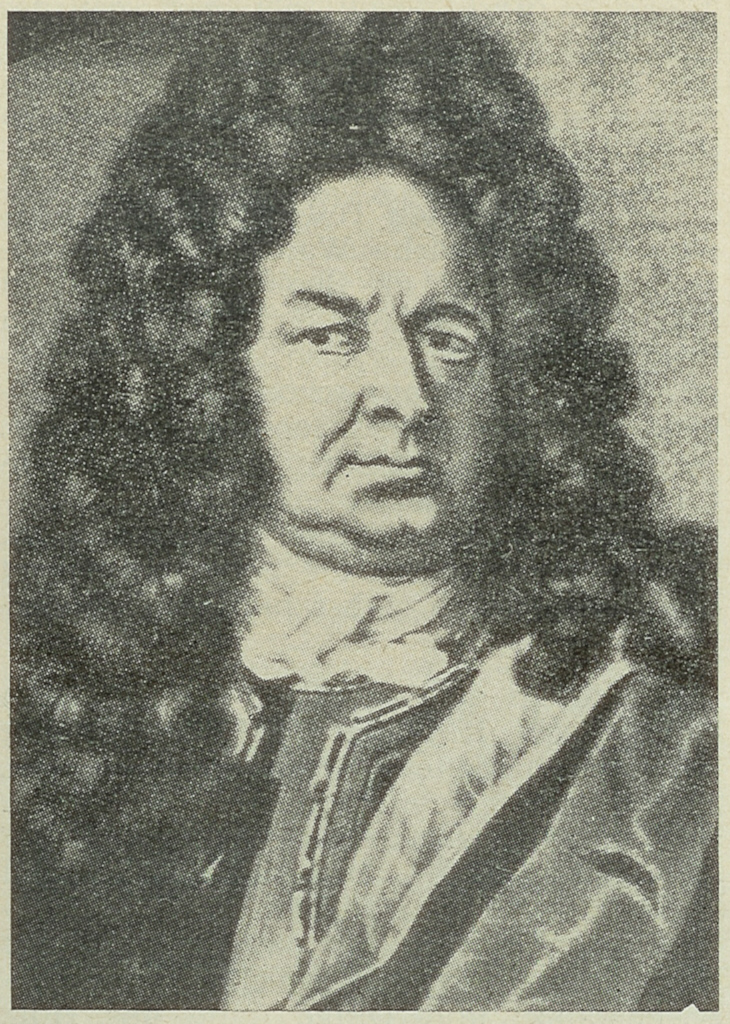
Hanß Carl von Carlowitz

Ab 1500 wirkte sich der Holzverbrauch nachteilig auf die Wälder aus. Die Entnahmen für den Bergbau, für die Herstellung von Holzkohle für Schmelzhütten und Schmieden, für Glashütten und Bauholz waren zu groß, als sie durch natürliches Nachwachsen wieder hätten ausgeglichen werden können. Buchen wurden als Brennholz, Tannen und Fichten als Bauholz bevorzugt. Große Schäden rief das Beweiden mit Ziegen hervor, die Keimlinge von Tannen und Fichten abfraßen. Die Bauern entnahmen trockenes Laub als Einstreu für Ställe, was zu einer Unterdüngung des Waldbodens führte. Im unteren Bergland nahmen Eichen, Birken und Aspen zu. Der Mangel an nutzbaren Altbäumen veranlasste Kurfürst August (reg. 1553–1586) zum Erlass einer Holzordnung gegen Raubbau im Jahre 1697. Der Freiberger Berghauptmann Hanß Carl von Carlowitz, Verfasser der Sylvicultura oeconomica, erließ 1713 eine Anweisung zur wilden Baumzucht, und machte erste Versuche der Nadelholzpflanzung und -aussaat zur Wiederaufforstung. Dies beseitigte aber den Raubbau am Wald und die Holznot nicht, das Holz wurde vielmehr täglich knapper.

### Forstliche Hochschule Tharandt
Der Sächsische König berief 1811 Heinrich Cotta zum Direktor der sächsischen Vermessungsanstalt. Dieser brachte eine private Forstlehranstalt mit, aus der 1816 die königlich-sächsische Forstakademie Tharandt hervorging, eine Stätte für Lehre, Forschung und zur Theoriegewinnung. 1811 richtete Johann Adam Reum den heute vielfach vergrößerten Forstbotanischen Garten Tharandt ein.
Martin Faustmann, Max Robert Preßler und Friedrich Judeich entwickelten von 1849 bis 1858 die Bodenreinertragslehre, wonach ein Waldbestand dann einzuschlagen ist, wenn er höchste Verzinsung bringt, und nicht mehr weiterwächst. Bei Fichten ist dies in vergleichsweise kurzer Zeit, nach 85 Jahren der Fall. Der Tharandter Wald bestand 1811 nur noch aus leichten Gebüschwäldern aus Pioniergehölzen und krumm gewachsenen Stockausschlägen. Es gab wenige Altbäume; der Wald war naturnah, aber wirtschaftlich unzureichend.

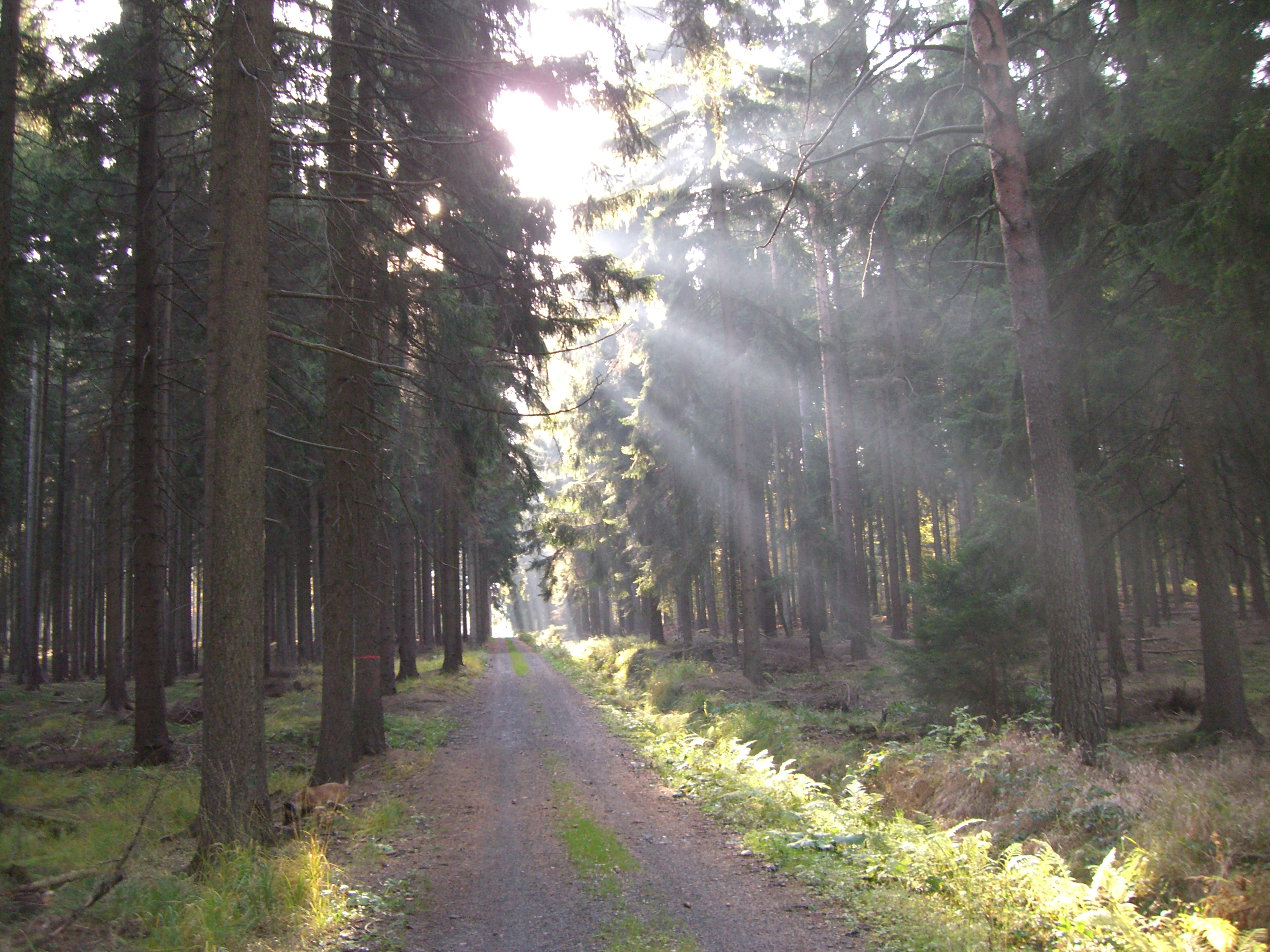
Tharandter Wald

Eine Abhilfe sollte durch den Reinanbau von schnellwachsenden und ertragreichen Nadelhölzern geschaffen werden. Besonders geeignet waren Kiefern für den Heideboden und Fichten für den Tharandter Wald. Die besondere Eignung lag darin, dass Saatgut schnell und billig gewonnen werden konnte, das Klima auf Freiflächen den Nadelbäumen zuträglich war, und sie vom Wild nicht verbissen wurden. In der Industrie waren sie vielseitig verwendbar, auch für die Herstellung von Papier und Pappe. Es entstanden Altersklassenwälder mit verschiedenen Bestandesblöcken; und der jeweils älteste Bestandesblock wurde im Stück kahl geschlagen. Kiefern und Fichten vertragen diese Kahlschlagswirtschaft, sind aber empfindlich gegenüber Schwefeldioxid und dem Borkenkäfer als Sekundärschädling. Im Tharandter Wald überwiegen heute noch Nadelbaumreinbestände; im Forstrevier Grillenburg gibt es weniger als ein Prozent naturnahen Anteil, im Forstrevier Tharandt 14 Prozent. Die in der Forstlichen Hochschule Tharandt entwickelte Forstpolitik war insgesamt erfolgreich, denn die nicht mehr gewährleistete Holzversorgung wurde wiederhergestellt. Der Holzvorrat verdoppelte sich, und der Holzzuwachs verdreifachte sich. Der Instabilität der Nadelwälder gegenüber Sturm konnte die sächsische Schmalkahlschlagswirtschaft abhelfen. Naturnaher Wald überlebte an den Steilhängen der Weißeritztäler, dort besteht mit über 1000 ha das bedeutsamste naturnahe Waldgebiet in Sachsen. Dieser Wald könnte der Klimaerwärmung standhalten.

### Forst- und Agrikulturchemie
Ein erstes chemisches Labor wurde 1844 in Tharandt in der Hafergasse, der heutigen Heinrich-Cotta-Straße eingerichtet. Der tatkräftige sächsische Landwirtschaftspolitiker Theodor Reuning veranlasste 1847 die Einrichtung eines Lehrstuhls für Agrikulturchemie und die Berufung von Julius Adolf Stöckhardt.

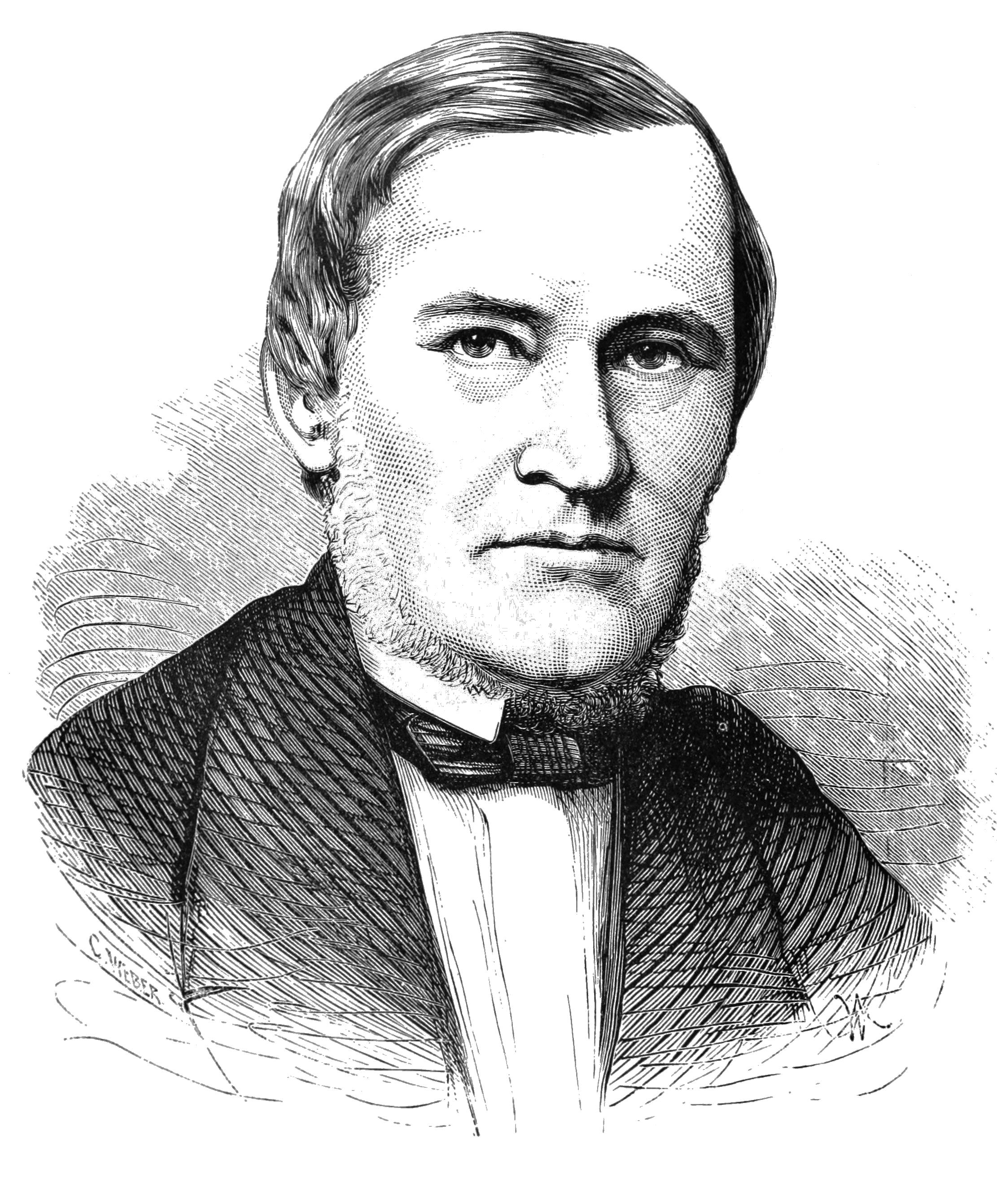
Julius Adolph Stöckhardt

Stöckhardt war von 1838 bis 1846 Gewerbelehrer in Chemnitz. Noch in Chemnitz veröffentlichte er 1846 die erste Auflage des Lehrbuchs Schule der Chemie. 20 Auflagen in Deutschland bis 1900 zeigten den dringenden Bedarf an einem Grundlagenwerk. Übersetzungen in zehn Fremdsprachen belegten damaligen Vorsprung Deutschlands in der Chemieausbildung. Die Schule der Chemie wurde ins Englische, Finnische, Französische, Niederländische, Italienische, Ungarische, Polnische, Russische, Schwedische und ins Tschechische übersetzt. In Japan war sie das erste Chemielehrbuch überhaupt. Vier Nobelpreisträger wurden von Stöckhardt beeinflusst: Adolf von Baeyer (1835–1917), Emil Fischer (1852–1919), Wilhelm Ostwald (1853–1932) und Otto Wallach (1847–1931). Stöckhardt propagierte ab 1850 die Stickstoffdüngung von Ackerpflanzen gegen Justus von Liebig und seinen ehemaligen Mentor Theodor Reuning, der auf Seiten Liebigs blieb. Nach und nach stellte sich die mangelnde Wasserlöslichkeit der Düngermischungen von Liebig heraus. In Tharandt veröffentlichte Stöckhardt 1851 die Chemische Feldpredigten und das Guanobüchlein. Die ab 1832 in Sachsen begonnene Bauernbefreiung war neben der Einführung von Papiergeld, der Landflucht und der industriellen Revolution nur zu verwirklichen dank der Ertragssteigerungen durch Kunstdünger; ansonsten wäre ein ungewisser Ausgang wegen der erheblichen Zahllasten für die Bauern denkbar gewesen.
Theodor Reuning, Wilhelm Crusius und Julius Adolf Stöckhardt richteten in Möckern bei Leipzig 1851 eine landwirtschaftliche Versuchsstation ein, weil sich bei Tharandt kein geeignetes Gut fand.
Hermann Hellriegel, Assistent von Stöckhardt von 1851 bis 1856, entdeckte die Stickstoffbindung durch Knöllchenbakterien und gründete 1881 die Sachsen-Anhaltische Herzogliche Landesversuchsanstalt in Bernburg/Saale, das heutige Prof. Hellriegel-Institut an der Fachhochschule Anhalt, Bernburg. Der Nachfolger Stöckhardts, Julius von Schroeder, gründete in Freiberg 1889 die Deutsche Gerberschule und 1897 die Deutsche Versuchsanstalt für Lederindustrie, die heute als Forschungsinstitut für Leder- und Kunststoffbahnen (FILK) Freiberg weiterhin tätig ist. Wilhelm Sandermann gründete 1947 das Institut für Holzchemie und Chemische Technologie des Holzes der Bundesforschungsanstalt für Forst- und Holzwirtschaft in Reinbek bei Hamburg. Es ist heute bekannt als Institut für Holztechnologie und Holzbiologie, Team Holzchemie des Bundesforschungsinstitutes für Ländliche Räume, Wald und Fischerei.
Die Agrikulturwissenschaften wurden 1870 nach Leipzig verlegt, wo sie bis Schließung der Fakultät 1993 verblieben. Stöckhardt war ab 1870 nur noch Professor für Chemie. Er verstarb 1897 in Tharandt.

### Immissionsforschung

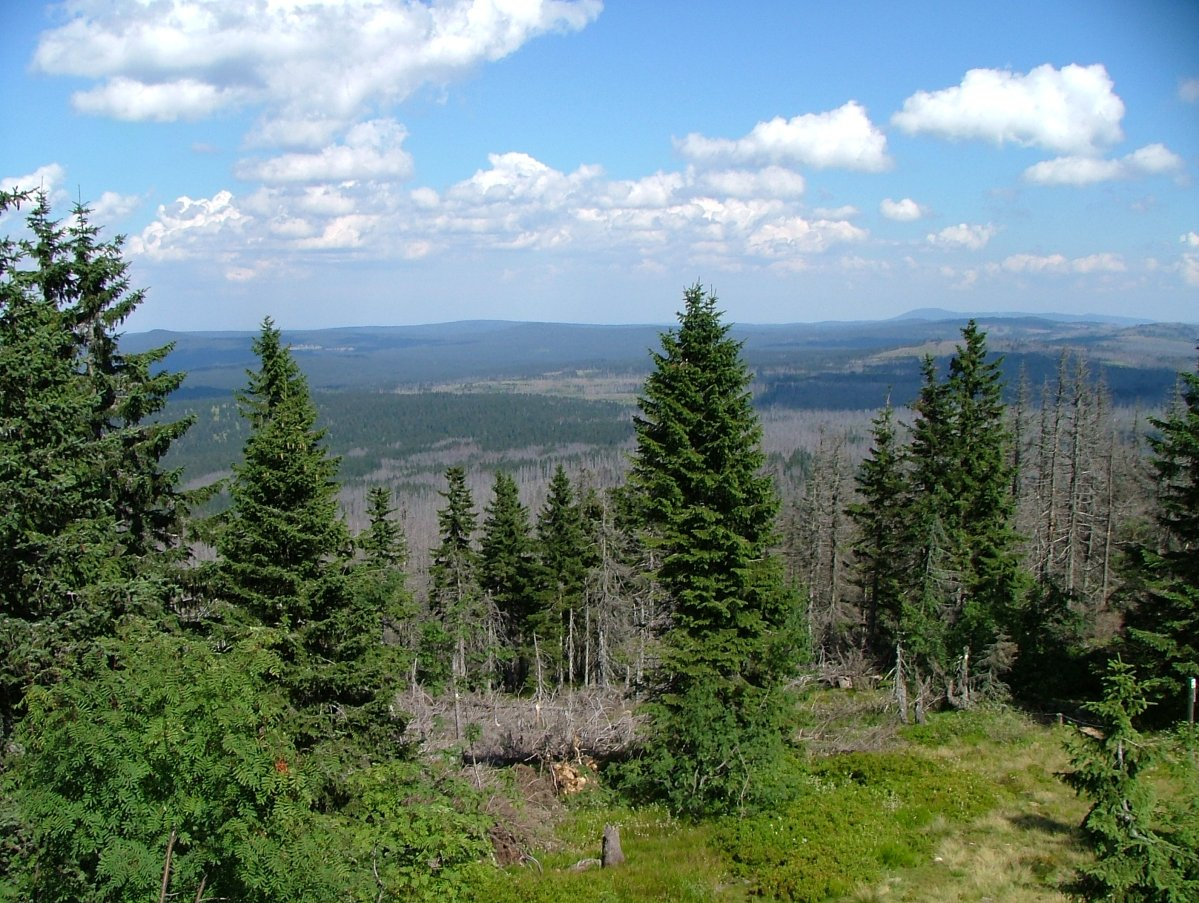
Neuartige Waldschäden

Dass der Hüttenrauch des Freiberger Reviers Bäume schädigt, war ab Mitte des 19. Jahrhunderts bekannt. Stöckhardt veröffentlichte 1850 in der Zeitschrift für Deutsche Landwirthe den ersten wissenschaftlichen Aufsatz über Rauchschäden unter dem Titel Über einige durch den Bergbau- und Hüttenbetrieb für die Landeskultur entstehende Benachteiligungen. Ab 1871 veröffentlichte Julius von Schroeder Untersuchungen zur Einwirkung der schwefligen Säure auf Pflanzen und zur Beschädigung der Vegetation durch saure Gase. Das erste Buch über Die Beschädigung der Vegetation durch Rauch und die Oberharzer Hüttenrauchschäden veröffentlichten Carl Reuß und Julius von Schroeder 1883. Das Buch blieb länger als hundert Jahre maßgebliche Basisliteratur und wurde 1986 noch einmal nachgedruckt.

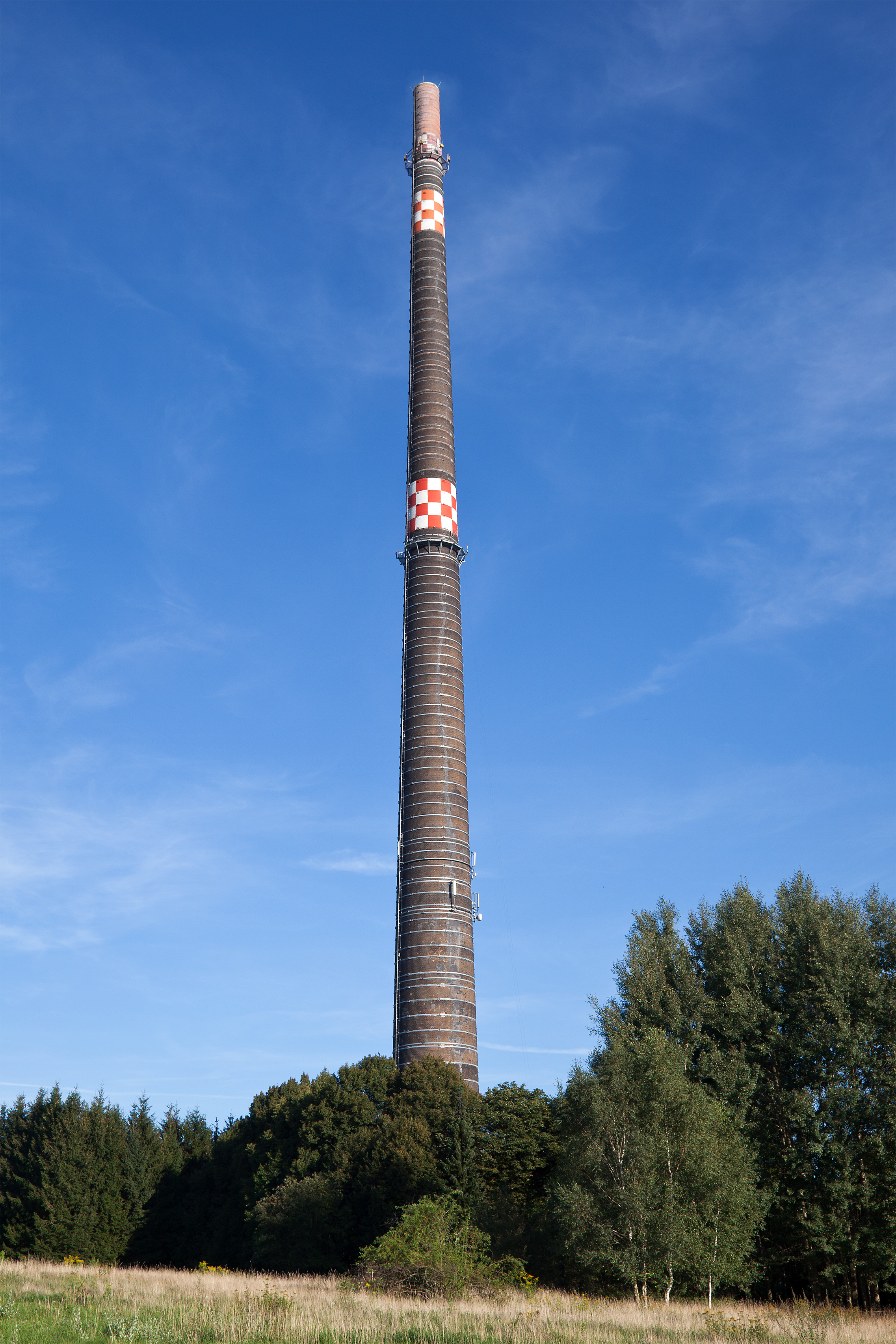
Halsbrücker Esse

Nach Errichtung der hohen Esse der Halsbrücker Schmelzhütten 1889 verminderten sich die Hüttenrauchschäden im Freiberger Gebiet. Ab 1900 gewann die Braunkohleverwertung im nordböhmischen Becken an Bedeutung, vornehmlich im Raum Brüx, Teplitz, Oberleutensdorf und Komotau. Zwischen 1939 und 1945 kam noch die Braunkohlehydrierung zur Gewinnung von Flugbenzin hinzu, die ebenfalls Rauchschäden verursachte. Ab 1960 begannen wegen der Rauchschäden die Fichtenreinbestände abzusterben. Sie werden heute als „klassische Waldschäden“ bezeichnet. Weitere Schäden verursachte der Borkenkäfer als Sekundärschädling, insbesondere der Buchdrucker. Bis 1980 entwickelten sich Erzgebirge und Tharandter Wald zum ökologischen Katastrophengebiet. Seit 1961 wurde deshalb die forstliche Immissionsforschung am Institut für Pflanzen- und Holzchemie durch Hans-Günther Däßler wieder aufgebaut. Eine forstliche Rauchschadensgroßraumdiagnose im Erz- und Elbsandsteingebirge wurde 1968 publiziert.
Hans-Günther Däßler veröffentlichte erstmals 1976 ein Überblicks- und Lehrwerk über den Einfluss von Luftverunreinigungen auf die Vegetation – Ursachen, Wirkung, Gegenmaßnahmen. Es erlebte bis 1991 vier Auflagen und Übersetzungen ins Ungarische, Russische und Englische. Ab 1988 wurden Schäden durch Stickoxide als Neuartige Waldschäden am Institut für Pflanzen- und Holzchemie beschrieben und erforscht. Nach der Emeritierung von Däßler setzte Otto Wienhaus ab 1990 die Immissionsforschung fort.
Stickoxide (NOx) lassen Ozon entstehen, ein sehr aggressives Oxidationsmittel, das auch die Blattorgane von Pflanzen angreift. Dadurch wurden Nadelbäume geschädigt, aber auch Buchen. Praktische Gegenmaßnahmen wurden ab 1980 ergriffen, die ab 1990 zu einer Verbesserung der Waldqualität führten. Seit 1980 wurden rauchresistente Baumarten gepflanzt, insbesondere Stechfichte, Küsten-Kiefer, Westliche Weymouth-Kiefer und Japanische Lärche, die allerdings nicht ertragreich sind. Inländische geeignete Gehölze fanden sich nicht. Seit 1990 wurden Produktionsstätten mit Staubfiltern, Schwefeldioxid- und Stickoxidfiltern versehen. Die Forstverwaltung wirkte der Versauerung der Böden mit großflächigen Kalkungen entgegen. Eine lang anhaltende Inversionswetterlage brachte 1995 noch einmal 1.000 ha Erzgebirgswald zum Absterben. Langanhaltende Trockenperioden in den Jahren 2003 und 2006 förderten die Massenvermehrung von Borkenkäfern. Die Wirkung von Stickoxidfiltern und von Abgaskatalysatoren wird teilweise durch vermehrten Autoverkehr wieder aufgehoben. Seit 1990 wird ökologischer Waldumbau betrieben, dessen Ziel stabile, naturnahe Mischwälder sind.

## Kohlebergbau 1804–1825
Zur Wasserhaltung, also der Entwässerung der Grubengebäude, errichteten Bergleute aus Johanngeorgenstadt zwischen 1804 und 1806 ein Kunstgezeuge, ein Pumpwerk im Neuen Döhlener Kunstschacht. Die Bergleute mussten im völlig überfüllten Winzerhaus in Döhlen in unhygienischen Verhältnissen hausen. Die Antriebsenergie für das Kunstgezeuge lieferte ein 13,60 m hohes Wasserrad, das in den Mühlgraben oberhalb der Roten Mühle eingebaut wurde. Dort wurde 17,5 m hohes Fachwerkgebäude mit Glockenturm als Kunstradgebäude errichtet. Die Kraftübertragung erfolgte über ein Feldgestänge von 424 m Länge. Eine Glocke läutete bei jeder Umdrehung. Die Anlage konnte zwar einen Wassereinbruch im Jahre 1807 in Döhlen mit 9 Toten nicht aufhalten, aber sie konnte das Wasser in 40 Tagen wieder aus dem Grubengebäude pumpen.
Die Investitionen überforderten den Eigentümer Christoph von Schönberg und auf sein Betreiben kaufte der Fiskus 1806 die Rittergüter Döhlen und Zauckerode nebst den Bergwerken links der Weißeritz für 425.000 Taler, wovon 215.000 Taler auf die Abbaurechte, und 210.000 Taler auf Oberflächeneigentum und Gebäude entfielen. Aus dem Leopold Erbstolln Niederhermsdorf, den beiden Abbaufeldern Zauckerode mit neun Schächten, und Döhlen mit acht Schächten und einem Tagebau entstand 1806 das Königliche Steinkohlenwerk Zauckerode, der erste Staats- und Großbetrieb im Döhlener Becken. Er wurde dem Bergamt Freiberg unterstellt. Die oberste Leitung hatte Carl Wilhelm von Oppel inne. Die Lokaladministration wurde Ernst Friedrich Wilhelm Lindig übertragen. Zur Gewinnung reiner Schmiedekohle wurde 1810, durch den Faktor Ernst Friedrich Wilhelm Lindig, die Kohlenwäsche erfunden. Beim Aufschwemmen mit Wasser trieb die leichte reine Kohle nach oben, nach unten sank die schwerere minderwertige Kohle und das taube Gestein. Die Nassaufbereitung fand erstmals in Zauckerode statt. 1820 wurde dort das erste Kohlenwaschhaus errichtet.
Von 1817 bis 1837 wurde zur Entwässerung der Reviere Döhlen und Zauckerode der 5.685 m lange Tiefe Elbstolln aufgefahren, der in Cotta in die Elbe mündet. Die Leitung des Steinkohlenwerks bereitete Pläne vor für die zusätzliche Nutzung des Elbstollns zur Kohlenabfuhr in Kähnen oder einer eingleisigen Stollenbahn. Das Finanzministerium nahm aber keine Stellung zu den Plänen. Ab 1817 wurde Kohle auch für den privaten Verbrauch nachgefragt. Zögernd setzte sich die Kohle als Hausbrand durch, denn offene Feuer und Herde waren wegen des Kohlenrauchs nicht für die Verbrennung von Kohle geeignet.

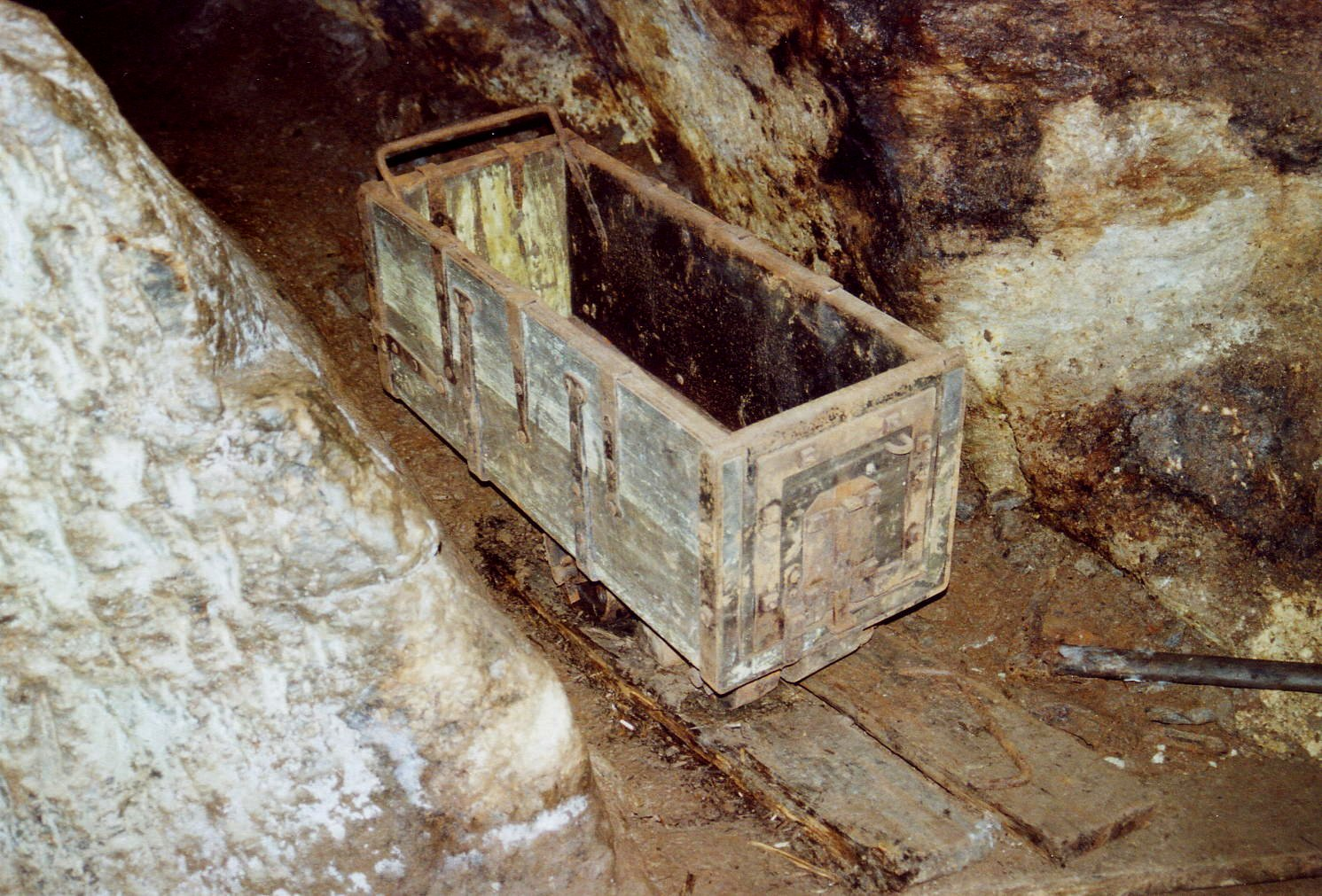
Grubenhunt aus Freiberg

Erst ab 1817 war die Technik so weit fortgeschritten, dass der König den Hausbesitzern aufgeben konnte, den Mietern und Bewohnern die Nutzung von Steinkohle und Torf nicht länger zu untersagen. Dennoch wurde Holz immer noch knapper und teurer. 1847 waren selbst in Bergmannsfamilien die Stubenöfen noch nicht für die Steinkohlenfeuerung tauglich. Das königliche Bergamt Freiberg setzte deshalb eine Prämie von 50 Talern aus für die Konstruktion eines billigen, sparsamen und bequem zu bedienenden Stubenofens.
Eine von Christian Friedrich Brendel gebaute Niederdruckdampfmaschine zur Entwässerung des Grubenfelds Zauckerode leitete 1820, als erste Dampfmaschine im sächsischen Bergbau, die Mechanisierung des Bergbaus ein. Der Erbe des Gutes elb, Carl Friedrich August Krebß reagierte mit Einführung des Uniformzwanges und jährlichen Bergparaden in Burgk ab 1821; beides wurde später auch auf die Bediensteten des Eisenhammers Dölzschen ausgedehnt. Der Uniformzwang wurde 1918 aufgehoben. Durch ein weiteres Steinkohlenmandat von 1822 wurde es möglich, dass die Erbauer von Wasserlösestolln benachbarte Dritte für Kosten des Stollnbaus heranziehen konnten, wenn deren Grubenbaue ebenfalls entwässert wurden. Dies traf insbesondere für die Anlieger des Weißeritzstolln und des Tiefen Elbstolln zu. In Burgk wurde 1823 mit der Verkokung von Kohle begonnen. Im Jahr 1828, gelang erstmals die Stadtgaserzeugung; in Burgk wurde eine öffentliche Gasbeleuchtung installiert. Ab 1838 wurden in der Förderung schrittweise die Schubkarren durch Hunte ersetzt. Ab 1873 wurde die Grubenbahn in Zauckerode mit Pferden gezogen.

## Industrien
Vornehmlich im 19. Jahrhundert entstanden Industrien, die stark diversifizierten, nicht ausschließlich vorkommens- oder absatznah waren und oft überörtliche Bedeutung erlangten:

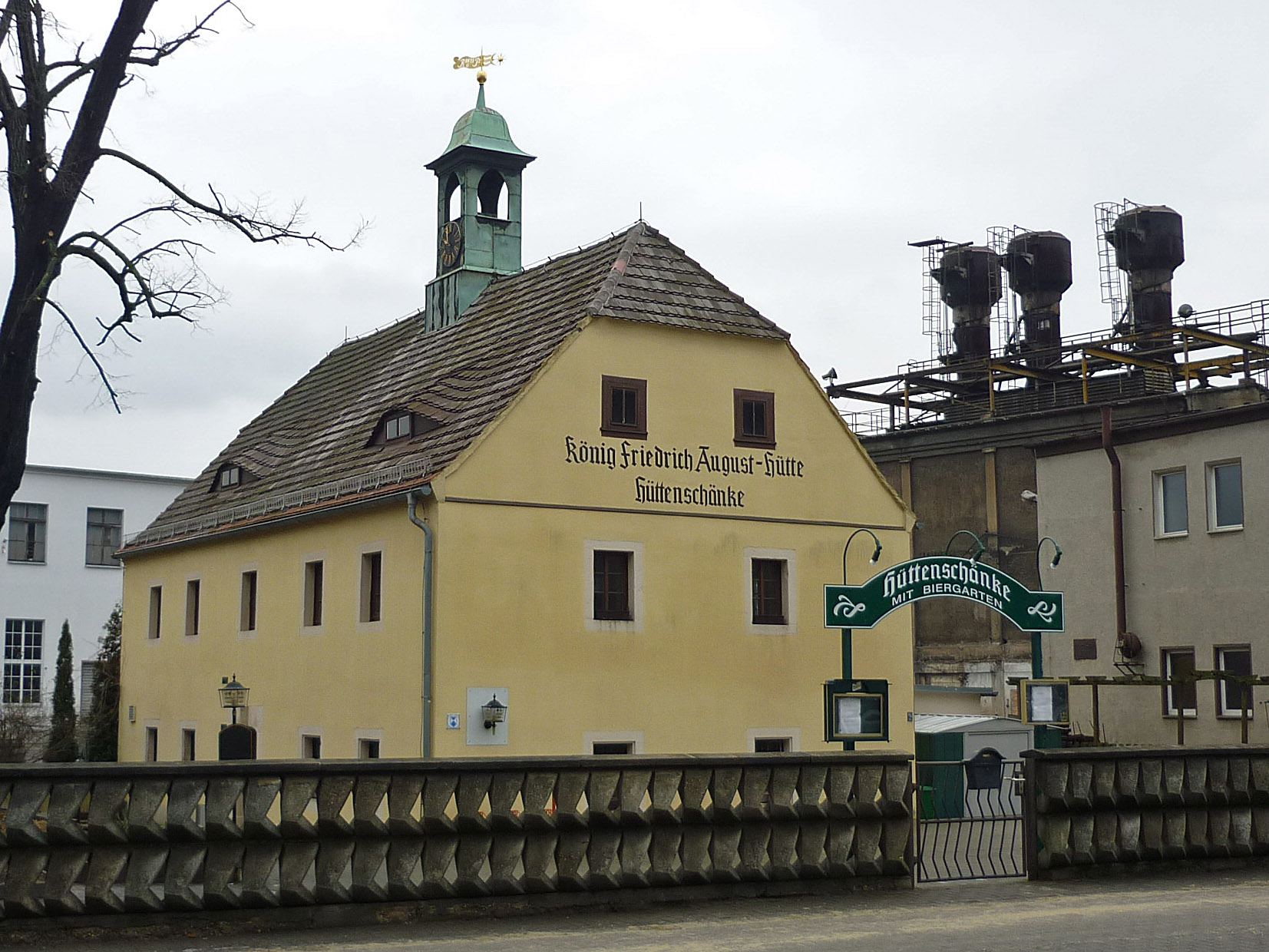
Eisenhammer Dölzschen

- Rittergutsbrauerei Döhlen (1725–1991); das ab 1983 gebraute Schwarzbier „Schwarzer Steiger“ wird von der Markenrechtsinhaberin Feldschlösschen AG Dresden weiter gebraut.
- Eisenhammer Dölzschen (1794), ab 1846 König-Friedrich-August-Hütte.[129]
- Von Hagen’sche Glasfabrik (1802–1820). Teil des Ritterguts Potschappel, bekannt geworden durch ein Bild von Caspar David Friedrich.
- Königliche Friedrichshütte, gegründet 1818, staatlich subventioniert mit 9000 Talern. Später Glasfabrik Döhlen, durch Friedrich August Siemens übernommen 1871; heute noch in Betrieb als Glashütte Freital.
- Vitriolfabrik Reichard (1823–1898) von Carl Gottfried und Carl August Reichard, Döhlen.
- Dampfkesselfabrik Zauckerode (1829) von Robert Lattermann.[130]
- Türkischrot- und Garnfärberei Römer, Hainsberg (1836). Die Industrialisierung beruhte im Weißeritztal freilich nicht auf der ländlichen Spinnerei und Weberei wie im übrigen Sachsen, sondern auf der Grundstoffindustrie.[131] Ein ehemaliges Betriebsgebäude der Färberei wird von der Papierfabrik Hainsberg genutzt.

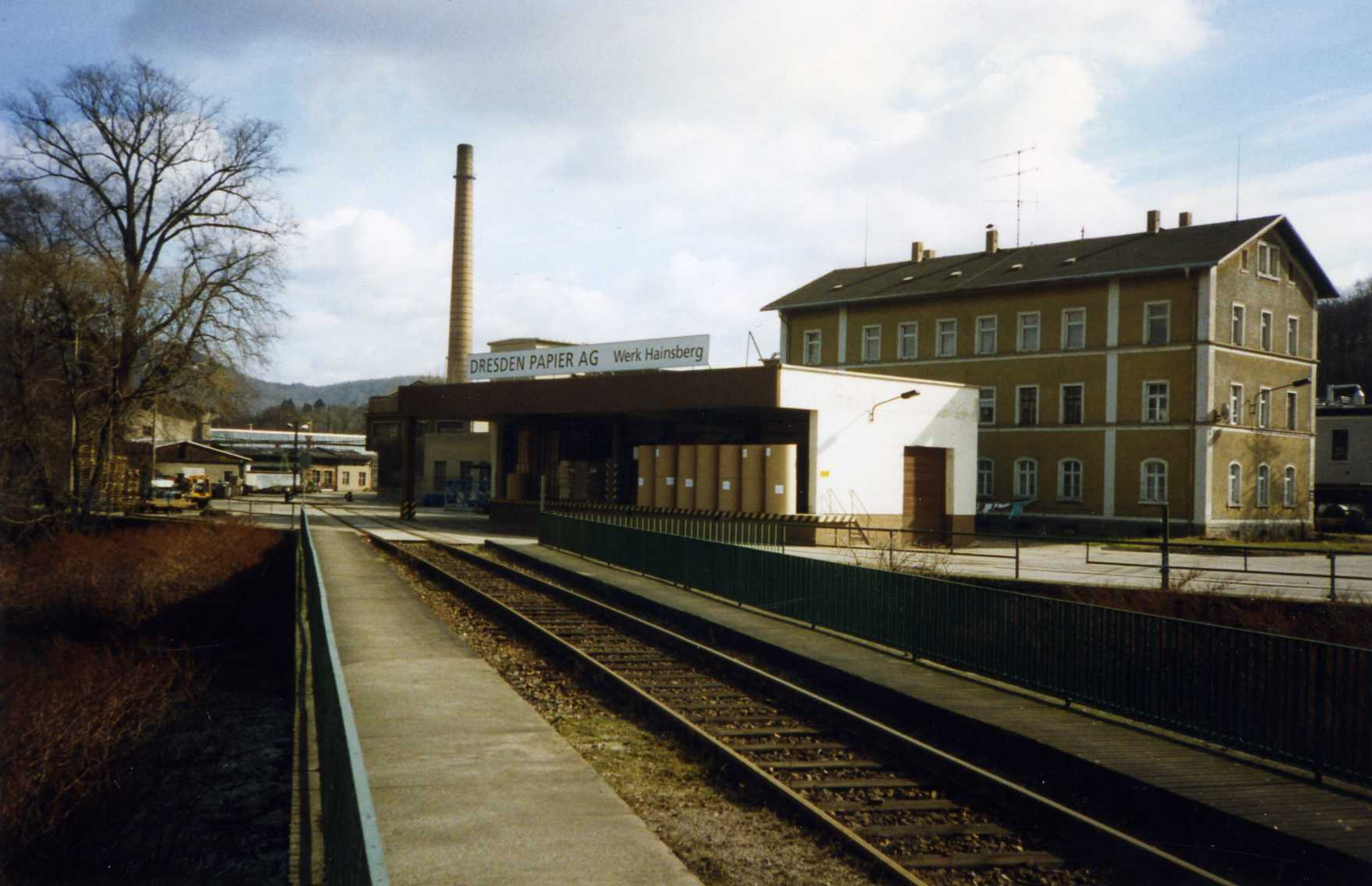
Papierfabrik Hainsberg (1994)

- Holzschleiferei und Strohstoffabrik Hainsberg (1838), später Thodesche Papierfabrik Hainsberg mit 850 Beschäftigten; sie war 1867 eine der größten Papierfabriken im Deutschen Bund. Sie ist heute noch im Betrieb als Papierfabrik Hainsberg und stellt Recycling-Papier her. Die von 1869 bis 1901 betriebene Strohstoffaufbereitungsanlage errichtete Emil Nacke, der später als Automobilhersteller bekannt wurde.
- Polstermöbelindustrie Oelsa-Rabenau (1840). Ferdinand Reuter begann 1840 mit dem Handel von handwerklich hergestellten Stühlen in Rabenau. Er nahm die industrielle Stuhlproduktion 1866 im Vorwerk der Burg Rabenau auf. 1888 hatte das Unternehmen 600 Werksangehörige und 2000 Heimarbeiter. 1911 wurde das Unternehmen nach 26 Wochen Streik liquidiert. 1919 wurde mit Kinostühlen der Betrieb wieder aufgenommen. 1946 wurde das Werk demontiert. Wiederaufnahme des Betriebs mit Kastenmöbeln 1952. Zusammenschluss mit Werken in Cottbus, Waldheim und Frankenberg zum VEB Vereinigte Polstermöbelindustrie 1971. Polstermöbelkombinat Oelsa-Rabenau 1979. Ab 1980 wurde fast nur noch exportiert, unter anderem zu IKEA. Ab 1988 war Dr. Andreas Käppler Betriebsdirektor; der Betrieb hatte 1600 Werksangehörige. Ab 1990 Treuhandbetrieb, 1992 von mehreren Käufern, darunter Dr. Andreas Käppler, übernommen. 1998 wurde eine CNC-Zuschneideanlage und 2011 ein computergesteuerter Cutter für Leder und Stoff in Betrieb genommen. Das Unternehmen produziert heute hochwertige wandelbare Polstermöbel.
- Lebensmittelhandlung Wimmer, Potschappel (1842).
- Samtfabrik Gebrüder Berndt, Deuben (1844). Später wurde eine Lederfabrik eingerichtet.
- Maschinenbauanstalt Johannes Samuel Petzhold, Döhlen (1853). Mit seiner 1863 für den Eigenbedarf erbauten Gasbereitungsanstalt belieferte Petzhold bis 1872 den Plauenschen Grund mit Gas.[132] Ab 1870 wurden Kreiselmischer für Schokolade, Farben, Schuhcreme, Kosmetika und Molkereiprodukte hergestellt.
- Otto Baumann Lohgerberei und Treibriemenfabrik (1855). Riemenleder.

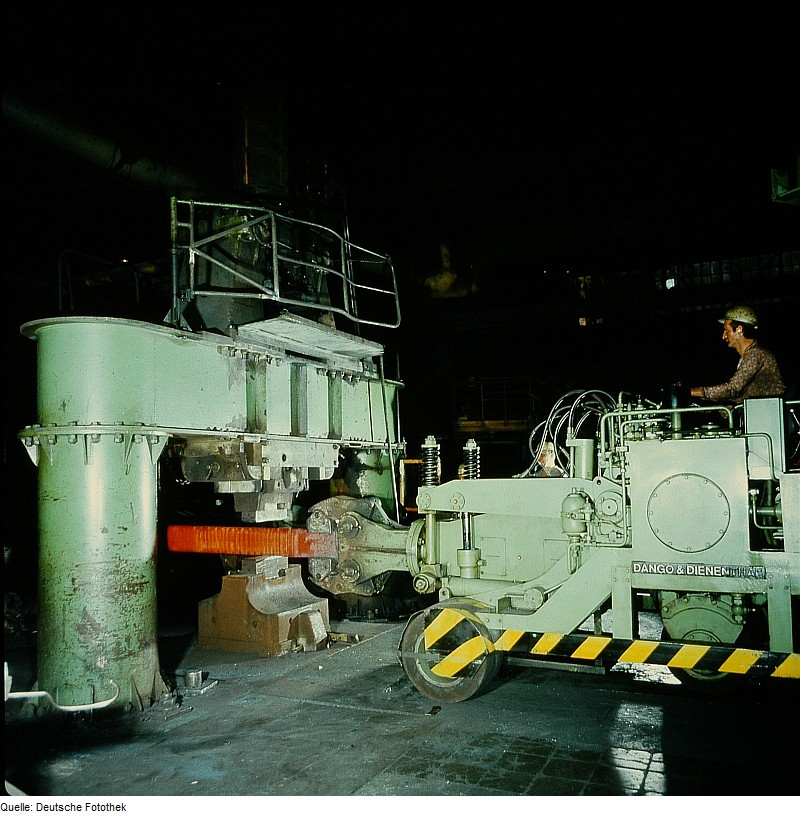
Schmieden im Edelstahlwerk; Foto: Eugen Nosko

- Sächsische Gußstahlfabrik bei Dresden (1855): später Gussstahlwerke Döhlen. Die früheste Stahlproduktion wurde 1857 mit Holzkohleneisen aus Berggießhübel aufgenommen. Ab 1930 kaufte der Freistaat Sachsen die Aktienmehrheit auf. Schrittweise wurde das Unternehmen ab 1933 auf Kriegsproduktion umgestellt. Die Demontage erfolgte in den Jahren 1945 und 1946. Der Neubeginn erfolgte 1948 als Hüttenwerk Döhlen. Die Stahlproduktion wurde 1949 wieder aufgenommen. 1965 wurde ein Vakuumstahlwerk für ultrareine Schmiedeblöcke eingerichtet. Ein Zehn-Tonnen-Plasmaofen folgte 1972. Das Unternehmen besteht als Edelstahlwerk Freital weiter und hat überregionale Bedeutung.[133]
- Feilenfabrik Mehlhose, Hainsberg (1860).
- Zigarrenfabrik Weisser, Potschappel (1862).
- Naxos-Schleifmittelwerk Georg Voß und Co, Deuben (1862). Georg Voß verlagert sein Dresdner Fabrikgeschäft für Schmirgel, Schmirgelpapier, Glaspapier und Glasleinen von Dresden nach Deuben und gründet mit Reinhard Berndt auf dem Grundstück seiner Samtfabrik das Naxos-Schleifmittelwerk. 1880 Übergabe an Guido Zische. 1897 scheitert die Herstellung von Korund (Siliciumcarbid) aus Petrolkoks und Sand in Acheson-Öfen im Kraftwerk im Plauenschen Grund. Import von Siliciumcarbid aus USA; Herstellung des Sensenwetzsteins „Silicar“. Fortführung als VEB (K) Spezial-Schleifmittelwerk bis zur Eingliederung in den VEB Prüfgerätewerk Medingen 1963.[134]
- Kakao- und Schokoladenfabrik Teubner, Deuben (1866).
- Zigarrenfabrik Friedrich, Döhlen (1871).
- Hainsberger Schamottwaren- und Schmelztiegelwerke (1874). Ab 1883 Schmelztiegelfabrik Gebrüder Römer.
- Porzellanfabrik Carl Thieme, Potschappel: Das Unternehmen zog 1872 von Dresden nach Potschappel um. Ab 1864 wurde Porzellanmalerei in Dresden betrieben, hauptsächlich Veduten und Porträts als Einzelstücke. Das Unternehmen versteht sich heute als Hersteller von Kunst und nicht von Kunsthandwerk. Das Unternehmen exportiert hauptsächlich.
- Armaturenfabrik Michalk, Deuben. Das Unternehmen wurde 1879 gegründet und produzierte Gas- und Wasserabsperrschieber, Wasserhähne und Öl-Press-Schmierpumpen. Die Michalksche Einheitsschmierpumpe für Lokomotiven mit 500 bar Betriebsdruck erlangte eine deutschlandweite Bedeutung. Ab 1929 stellte das Unternehmen Schuhklebemaschinen her.
- Kammgarnspinnerei Dietel und Schmidt, Cossmannsdorf. Das Unternehmen wurde 1880 von Franz Dietel und Felix Schmidt gegründet und beschäftigte 300 Arbeitskräfte für 14.000 Spindeln, angetrieben von einer Dampfmaschine mit 200 PS. Aus Wollwaschwasser wurde ab 1883 Gas gewonnen für eine eigene Beleuchtungsanstalt. Die Textilindustrie spielte im Weißeritztal nur eine geringere Rolle; die Metallindustrie dominierte. 1927 erwarb die Spinnerei Coßmannsdorf GmbH die Aktienmehrheit an der Kammgarnspinnerei zu Leipzig. Da die Spinnerei Coßmannsdorf eine Rohweiß-Spinnerei war, wurde die Kammgarnspinnerei Leipzig zur Buntspinnerei ausgebaut. 1990 wurde das Unternehmen als VEB Buntgarnwerke Freital stillgelegt; ab 1994 umgebaut zum Einkaufszentrum Weißeritz-Park von Roger Wolf und Henning Pentzlin.
- Xylolith-Plattenfabrik, Döhlen (1886). Das Unternehmen stellte wasser- und säurefeste Bodenplatten aus einem Zement-Holzgemisch her, die oft als Fabrikböden Anwendung fanden.
- Lederfabrik Sohre, Deuben (1893). 1895 kam eine Chromgerberei dazu; 1910/1911 erfolgte der Neubau auf heutigem Gelände. Die verfallende Industrieruine wird nicht mehr genutzt.
- Alfred Brückner, Werkstatt für Reise- und Atelierkameras, Rabenau (1900).
- Ferdinand Merkel, Unternehmen zur Herstellung photographischer Apparate, Tharandt (1900–1945). Ausbildung der späteren Gründer der Weka-Kamerawerke Walter Waurich und Theodor Weber. Neuanfang nach Insolvenz in der Weltwirtschaftskrise 1928 durch Fritz und Charlotte Richter. Umstellung von Holz- auf Metallbau. 140 Beschäftigte im Jahre 1935. Zweiäugige Spiegelreflexkamera „Reflekta“ in großen Stückzahlen. Einbeziehung in das Rüstungsprogramm 1939. Demontage und Enteignung nach 1945.[135]
- VEB Elektro- und Radiozubehör, Dorfhain. Otto Ellinger und Max Geißler eröffneten 1900 in Tharandt die Elektrotechnischen Werkstätten Ellinger & Geißler zur Herstellung von Licht- und Kraftübertragungsanlagen. 1904 wurde eine Fabrik in Dorfhain errichtet. Ab 1934 wurden auch Schichtdrehwiderstände und Röhrensockel für Radioapparate produziert. 1945 wurde das Unternehmen demontiert. Mit einer zurückgelassenen Erstausstattung nahmen 30 Werksangehörige den Betrieb wieder auf. Ab 1946 Enteignung und Ausbau. 1969 Zusammenschluss mit VEB Mechanik und Feinwerktechnik Glashütte zum VEB Elektronische Bauelemente Dorfhain. 1970 hatte das Werk 1517 Arbeitskräfte, davon 970 Frauen. Hergestellt wurden Widerstände, Potentiometer, Kondensatoren, Kontaktbauelemente, Leiterplatten und Schalter.[136] 1990 Treuhandbetrieb, 1991 Übernahme durch AB-Elektronik GmbH Werne/Westfalen. 1997 eigenständige GmbH; Anteilseigner TT-Electronics, Weybridge, Surrey. Hergestellt werden Temperatur- und Drucksensoren von 344 Mitarbeitern, darunter 11 Lehrlingen.
- Sächsisches Stanz- und Ziehwerk, Hainsberg (1902), ab 1911 Hainsberger Metallwerk. Es baute nach 1946 auch Krafträder und kurzzeitig Autos. Das Unternehmen besteht heute noch als Hainsberger Metallwerk GmbH.
- Kolbe und Schulze, Fabrik photographischer Apparate (1902) im Plauenschen Grund.[137]
- Glasformen- und Glasmaschinenbau Friedrich Wilhelm Kutzscher, Deuben (1905–1990).
- Bombastus-Werke, Potschappel (1906). Die Bombastus-Werke stellen bis heute ununterbrochen Salbeiprodukte und Tees her. Das Unternehmen hat europaweite Bedeutung und exportiert auch nach Asien.
- Maschinenbau Fischer, Potschappel (1910).
- WEKA Kamera Werke Waurich und Weber, Deuben (1914), ab 1920 WELTA-Kamerawerke, Hainsberg.
- Thowe-Kamerawerk, Potschappel (1914). Mitbegründer war Woldemar Beier, der 1923 auch die Kamerafabrik Beier in Deuben gründete. Ab 1931 wurde eine der frühen Kleinbildkameras produziert.
- Rumbo-Seifenwerke, Potschappel (1916). Albert Rumberg produzierte Seifenpulver der Marke „Überalles“, Kernseife, Schmierseife und Kerzen; im Zweiten Weltkrieg Tonseife. Das Unternehmen besteht nicht mehr; die ehemaligen Werksräume werden von Händlern genutzt.
- Deutsche Elektrion Öl-Gesellschaft, Birkigt (1917), Deutsche Voltolwerke von 1922 bis 1946.
- Spezialmaschinen- und Wachspapierfabrik Otto Hänsel Birkigt, (1918). Otto Hänsel verlegte seine 1911 gegründete Fabrik für Verpackungsmaschinenbau von Leipzig nach Birkigt, um näher an seinem Absatzgebiet Dresden, dem Zentrum der Süßwaren- und Schokoladenindustrie zu sein. Er erfand ein maschinentaugliches Wachspapier zum Einwickeln von Bonbons und konnte beide Produkte auf einander abgestimmt anbieten. 1939 hatte der Betrieb 360 Arbeiter und Angestellte. Während des Zweiten Weltkriegs wurden Kriegsgefangene und Zwangsarbeiter beschäftigt. Am 24. August 1944 wurde der Betrieb irrtümlich anstelle eines Flugmotorenölherstellers, der Rhenania-Ossag AG, bombardiert und bis auf Teile des Wohnhauses völlig zerstört. Es gab 82 Tote. 1948 gründete Otto Hänsel in Hannover die Hänsel Papierwerk GmbH. In Freital verbliebene Reste wurden in das Kombinat NAGEMA eingegliedert. Die Cats Haensel Flexible Packaging GmbH stellt in Birkigt bis heute Wachspapier her.[138]
- Konservenfabrik Werner, Potschappel (1920); heute noch in Betrieb als „Werners Kloßmehl“.
- Kraftfahrzeugwerk Klahre und Gentsch, Potschappel (1921–1928). Produziert wurden von 1924 bis 1928 das Leichtmotorrad Typ L mit einem Hubraum von 142 cm³ und mit einer Leistung von 2,5 PS; die Getriebekrafträder B G und B G-Sport mit einem Hubraum von 175 cm³ und einer Leistung von 3,5 PS; das Getriebekraftrad B G (1927) mit einem Hubraum von 196 cm³ und einer Leistung von 4 PS. Die Motoren wurden von den Motorenwerken Zschopau geliefert, deren Hauptaktionär Jørgen Skafte Rasmussen war.[139]
- Benn Kupplungen GmbH, Döhlen, 1922.
- Kamerawerke Karl Pouva (1939); Pouva produzierte die billige, aber brauchbare und weit verbreitete Einfachstkamera „Pouva Start“.
- VEB Plastmaschinenwerk Freital (1948); weil auf dem Gebiet der sowjetischen Besatzungszone kein selbständiger Plastmaschinenbau existierte, wurde ein Pressen- und Pumpenbaubetrieb zu einem der sieben Spritzgießmaschinenhersteller der DDR weiterentwickelt. Im Durchschnitt wurden mit 925 Mitarbeitern 568 Spritzgießmaschinen jährlich hergestellt. Nach der Wiedervereinigung wurden bis zur Insolvenz 1997 noch insgesamt 322 Spritzgießmaschinen gebaut.
- Uranaufbereitungsfabrik 93 der Wismut AG, Döhlen (1948–1960). Von 1948 bis 1954 wurde Erzkohle aus den Revieren Heidenschanze, Gittersee und dem Unteren Revier Burgk sauer gelaugt. Aus der Trübe wurde Uranylchlorid mit Kammerfilterpressen gewonnen. Aus dem Uranylchlorid-Filterkuchen wurde mit Natronlauge gelbes Natriumdiuranat (Yellow cake) ausgefällt. Das Konzentrat wurde in die Zeche 50 nach Aue transportiert und von dort weiter in die Sowjetunion zur Anreicherung. Von 1957 bis 1960 wurde Erzschiefer aus den Ronneburger Lagerstätten mit der Eisenbahn herangeführt und basisch gelaugt. Die verbrauchte Lauge wurde über Spülrohrleitungen in vier höhergelegene Schlammteiche ohne Basisabdichtung gepumpt. Im nicht sanierten Schlammteich 4 lagern 0,7 Mio. m³ radioaktive Feinschlämme und 15.000 m³ leicht radioaktives Wasser.[140] 1950–1960 wurden 2.410 t Erz verarbeitet. 1953 waren ungefähr 600 Personen in den Tätigkeitsfeldern Chemiker, Ingenieur, Klassierer, Pressenführer, Pumper, Schlosser und Maschinist beschäftigt.[141]
- VEB Prüfgerätewerk Medingen (1960). Das Medinger Prüfgerätewerk übernahm 472 freigesetzte Beschäftigte der VEB Welta-Kamerawerke Deuben und verlegte seinen Sitz nach Freital. Gebaut wurden Thermostate, Kryostate, Laborrührwerke, Teile für andere Laborgeräte und Haushalts-Heißwasserspeicher.[142] Ab 1961 Rotationsviskosimeter Rheotest. 1972–1982 Diskontinuierlicher Analysen-Automat DA 240–244.[143] Ab 1980 Festvolumendosierer DS 250.[144] 1990 Übernahme durch die Treuhandanstalt; 1993 Umwandlung in eine GmbH. Stilllegung der Freitaler Betriebsteile 1993. Der Medinger Betriebsteil wurde reprivatisiert und wird heute unter der Firmierung Rheotest Medingen GmbH weiter betrieben.

## Motorisierter Verkehr

### Albertsbahn
Schon 1823, zwei Jahre vor Inbetriebnahme der ersten Eisenbahn in England im Jahr 1825, wurde eine Verkehrsverbindung zwischen Leipzig und dem Steinkohlenrevier im Plauenschen Grund für dringlich gehalten. Nach Inbetriebnahme der ersten Eisenbahn im Jahr 1830 von Nürnberg nach Fürth regte Friedrich List in seiner Schrift: Über ein sächsisches Eisenbahnsystem als Grundlage eines allgemeinen Deutschen Eisenbahn-Systems 1833 erstmals an, das Döhlener Kohlenrevier mit der Eisenbahn an Leipzig anzuschließen. List bevorzugte eine linkselbische Variante für die erste deutsche Ferneisenbahn von Leipzig nach Dresden, weil er mit dem Kohlentransport an die Elbe durch den Tiefen Elbstolln rechnete. Die Größe der Braunkohlevorkommen im Leipziger Tiefland sollte erst gegen Ende des 19. Jahrhunderts bekannt werden. Die Bahn wurde aber 1838 auf Veranlassung des sächsischen Wasserbaudirektors Karl Theodor Kunz mit bautechnischer Begründung rechtselbisch geführt.

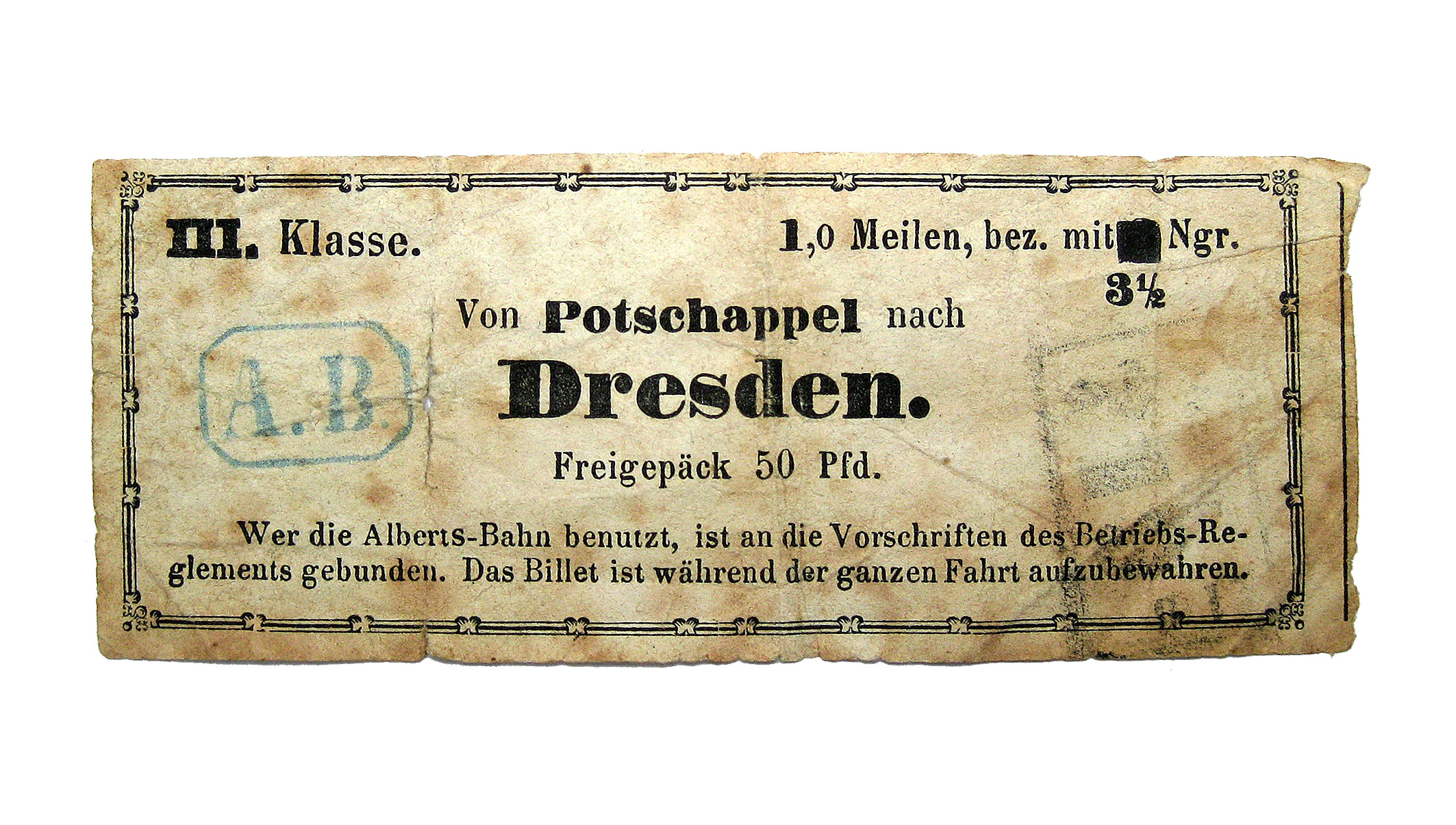
Fahrkarte der Albertsbahn

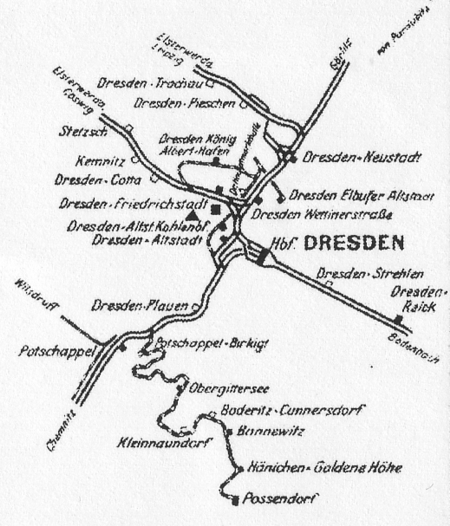
Der Eisenbahnknoten Dresden um 1908

Friedrich Karl Pressler plante die Eisenbahnstrecke zum Steinkohlengebiet und weiter nach Freiberg über die im April 1852 eröffnete, kombinierte Marienbrücke. Die 13,6 km lange Kohlenbahn von Dresden nach Tharandt wurde von 1853 bis 1855 gebaut. Sie endete aber linkselbisch im Albertsbahnhof ohne Anschluss an die Fernbahn. Von dort ermöglichte die 3,2 km lange Elbezweigbahn den Weitertransport der Kohle zum Einschiffungsplatz an der Elbe. Die Eisenbahn transportierte nicht nur Döhlener Kohle und Eisen; der Eisenbahnbau selbst brauchte Koks, Kohle, Kleineisen und Schienen. Für die Eisenbahn musste das Feldgestänge zwischen Döhlen und der Weißeritz erhöht und unterquert werden. Die 26,4 km lange Strecke von Tharandt nach Freiberg wurde 1862 in Betrieb genommen. Technisch war der Bau schwierig wegen der Steigung im Verhältnis 1:39 zwischen Tharandt und Edler Krone. Generell erlaubt war für Hauptbahnen nur eine Steigung von 1:40. Eine direkte Strecke von Plauen zum Güterbahnhof Dresden-Altstadt im Falkenschlag, der heutigen Zwickauer Straße, wurde 1865/66 gebaut, und 1868 verlor der Albertsbahnhof an der Freiberger Straße seine Selbständigkeit. Er wurde aber noch als Kohlen- und Baustoffbahnhof genutzt und diente letztmals 1993 zur Anlieferung von Baumaterial für das nahe World Trade Center. Die Lücke in der Magistrale zwischen Chemnitz und Flöha wurde 1866 geschlossen, zwischen Flöha und Freiberg 1869.
Vierzehn Jahre nach der Inbetriebnahme 1869 wurde die Albertsbahn zum Böhmischen Bahnhof, dem Vorgängerbahnhof des Hauptbahnhofs, verlängert und so erstmals an das Fernbahnnetz angeschlossen. 1966 wurde die Bahn bis Reichenbach elektrifiziert und ab 1996 wurde der Oberbau neu erstellt. Durch die Augustflut 2002 wurde die Bahn von Edler Krone bis Dresden zerstört, und anschließend wieder aufgebaut. Die Weichen werden zentral mit Computer von Leipzig aus gesteuert.

### Windbergbahn
Zwischen 1855 und 1857 wurde die Hänichener Kohlezweigbahn als normalspurige Nebenbahn von der Albertsbahn AG erbaut. Sie gilt als erste deutsche Gebirgsbahn. Sie wurde zum Abtransport der im Revier geförderten Kohlen zwischen Freital und Hänichen erbaut. Zwischen 1906 und 1908 wurde die Bahn ausgebaut und bis Possendorf verlängert. Nach Fertigstellung wurde aus der reinen Industriebahn eine öffentlich Bahnlinie, die so bis 1951 in Betrieb war. 1951 wurde der Abschnitt Kleinaundorf-Possendorf stillgelegt. Im Jahr 1950 begann die Wismut AG im Stadtteil Coschütz/Gittersee mit der Errichtung einer Uranerzaufbereitungsanlage. Die Windbergbahn war ab Freital das Transportmittel, um die in Sachsen und Thüringen geförderten Uranerze zur Aufbereitung zu transportieren. Zusätzlich kamen ab 1952 Transporte für den in Gittersee errichteten Bergbaubetrieb hinzu. 1957 wurde der Personenbetrieb eingestellt. Der Betrieb auf dem Abschnitt Gittersee-Kleinaundorf wurde 1967 stillgelegt. Nach der Schließung der Aufbereitungsanlage 1965, wurden die Kohlezüge und ab 1968 die Züge mit der Erzkohle ab Gittersee nach Freital transportiert. 1993 wurde der Betrieb auf der Strecke eingestellt.

### Schmalspurbahn Freital-Potschappel–Nossen
Das Nossen-Wilsdruffer Schmalspurnetz war über Zauckerode und Potschappel an das Weißeritztal angebunden. Von Potschappel nach Niederhermsdorf (Albertschacht), gab es ein Dreischienengleis.

### Weißeritztalbahn
Die erste Planung für die Schmalspurbahn von Hainsberg nach Kipsdorf wurde 1865 aufgenommen. Die Vermessungsarbeiten erfolgten 1880, der erste Spatenstich 1881. Die Bahn erreichte Schmiedeberg 1882 und Kipsdorf 1883. Sie dient seit 1990 nur noch dem Ausflugsverkehr. Sie ist 26 km lang und hatte ursprünglich 28 Anschlussstellen für Mühlen und Betriebe. Sie litt unter den drei Hochwasserkatastrophen.

## Kohlebergbau 1852–1967
Von 1852 bis 1854 wurden in Döhlen und Zauckerode die kleinen Zieh- und Haspelschächte außer Betrieb genommen und die Befahrung auf die drei Hauptschächte Oppelschacht (benannt nach Carl Wilhelm von Oppel), Albertschacht und Döhlener Kunstschacht konzentriert. Das Burgker Steinkohlenwerk erhielt 1857 sein erstes Bergmannskrankenhaus mit sieben Betten. Aus den Kohlen rechts der Weißeritz trat wegen des durch die Radionukleide verursachten höheren Inkohlungsgrades viel Methan aus. Am 2. August 1869 ereignete sich eine Schlagwetterexplosion im Segen-Gottes- und Neuhoffnungsschacht bei Burgk, die 276 Bergleuten das Leben kostete. Es ist bis heute das schwerste Grubenunglück in Sachsen. An sie erinnert ein Denkmal am Segen-Gottes-Schacht. Otto Lilienthal erfand 1878 für die Königlichen Steinkohlenwerke eine Schrämmaschine. Auch links der Weißeritz, wo weniger Methan austrat, im Carola- und Albertschacht, wurden 1881 elektrische Schnellläuferventilatoren eingebaut.

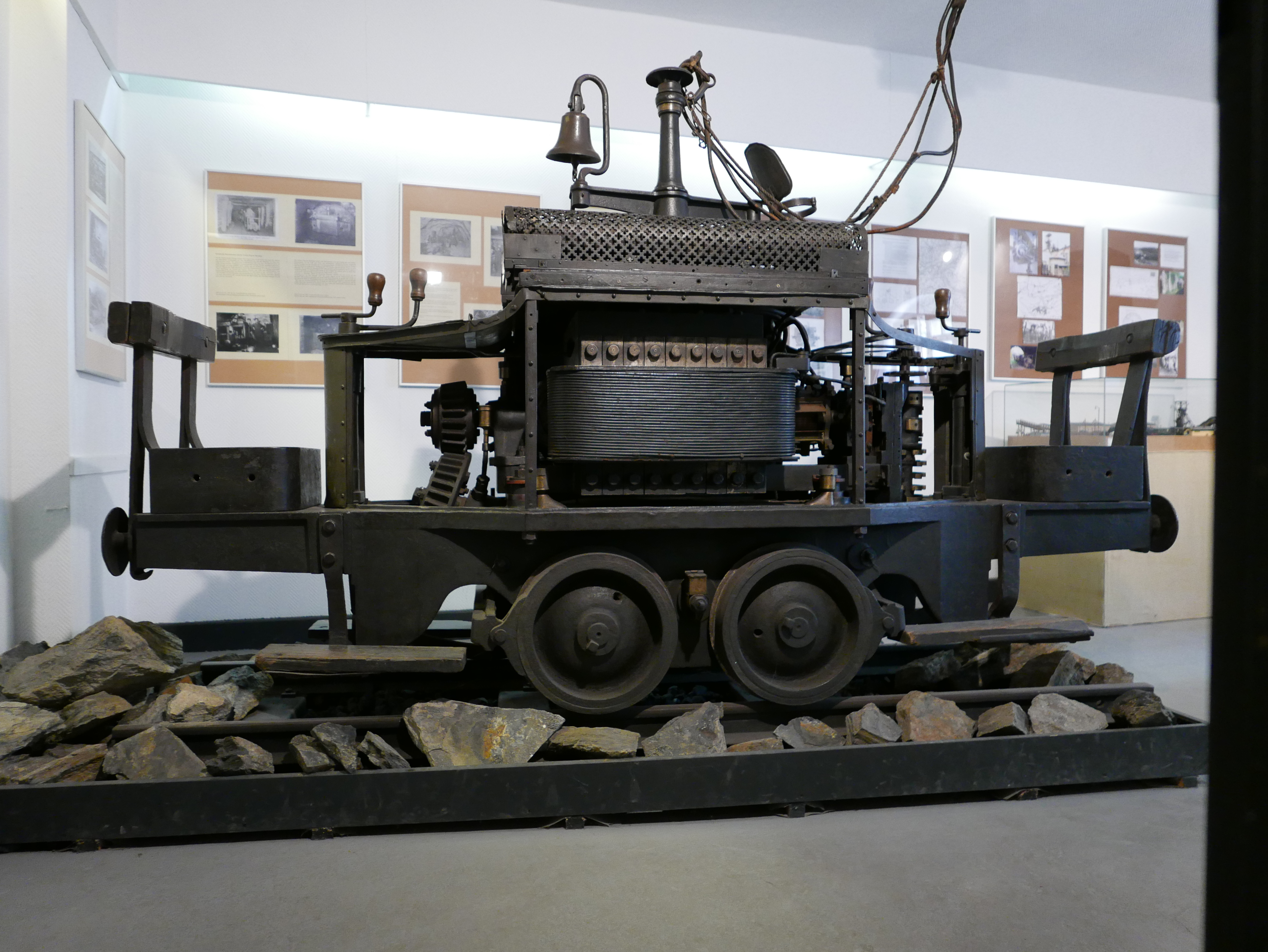
Erste elektrische Grubenlokomotive von Siemens & Halske, 1882

Ab 1873 wurden die Hunte in Zauckerode auf Schienen mit Grubenpferden gezogen. Im Juni 1878 legte Siemens den ersten Entwurf für eine elektrische Grubenlokomotive vor. Die erste brauchbare Elektrolokomotive der Welt wurde 1879 auf der Berliner Gewerbeausstellung vorgeführt. Am 16. Mai 1881 wurde die erste elektrische Straßenbahn der Welt zwischen Bahnhof Lichterfelde und der Preußischen Hauptkadettenanstalt in Betrieb genommen. Die Zeche Anhalt zeigte das erste Interesse an der Elektrischen Lokomotive. Der Probebetrieb mit einer elektrischen Lokomotive wurde am 25. August 1882 in Zauckerode aufgenommen. Die Spannung an der Lok betrug 80–90 V. Die Stromstärke konnte mit bis zu höchstens 70 Ampere bereitgestellt werden. Die Kosten für Lokomotive, Dampfmaschine, Generator, 700 m Fahrleitung und Zuleitungskabel beliefen sich auf 16.238 Mark. Zwischen 1883 und 1902 wurden 52 Lokomotiven ähnlicher Art gebaut. Eine zweite Lok ähnlicher Bauart kaufte das Steinkohlenwerk 1891. Die erste Lok „Dorothea“ wurde 1892 wie die zweite Lok umgebaut. Das Gleis war 620 m lang und wurde 1892 auf 750 m verlängert. Je Zug konnte die Lokomotive 20 Hunte befördern. Die Kosten beliefen sich pro elektrisch gezogenen Hunt auf 1,88 Pfennig; mit Grubenpferd auf 4,00 Pfennig. Die Bahn blieb aber eine isolierte Anlage ohne Ausweichstellen. Unfälle mit elektrischem Strom wurden nicht bekannt. Die Grubenbahn wurde am 30. Juni 1927 eingestellt und dem Hersteller zurückgegeben. Die Lok wurde ab 1932 bei Siemens in Berlin ausgestellt. 1954 wurde sie mit dem Flugzeug nach München ins Deutsche Museum überführt und wurde 1998 wieder nach Freital gebracht. Sie steht aber nicht mehr am Einsatzort Zauckerode, sondern östlich der Weißeritz in einer umgebauten Stallung des ehemaligen Rittergutes Burgk.
Die erste elektrische Fördermaschine im hiesigen Revier, wurde 1909 im König-Georg-Schacht in Weißig eingebaut. Der Höhepunkt der Steinkohlenförderung lag für die Steinkohlenwerke rechts und links der Weißeritz mit 660.484 Tonnen im Jahre 1900, die von 2.960 Bergleuten gefördert wurden. Von da an machte sich die allmähliche Erschöpfung der Lagerstätten bemerkbar und die Produktionsmenge sank stetig. Der erste stillgelegte Schacht war der Segen-Gottes-Schacht 1916. Als nächster wurde 1927 der Oppelschacht abgeworfen. Der Marienschacht und der Glückauf-Schacht folgten beide 1930. Der Betrieb auf dem König-Georg Schacht wurde 1937 eingestellt. Weil Sachsen nach dem Zweiten Weltkrieg keine Kohlen aus dem Ruhrgebiet und aus den Kohlerevieren Oberschlesiens mehr beziehen durfte, gewann der Kohlebergbau im Döhlener Becken nochmals an Bedeutung. Es wurden mehrere Versuche unternommen, links der Weißeritz Kohlenflözreste auszubeuten. Der 1946 in der Nähe des ehemaligen Oppelschachtes in Zauckerode niedergebrachte neue Schacht, wurde im Oktober 1948 nach dem Aktivisten Arthur Teuchert umbenannt und 1959 wegen Erschöpfung der Vorräte stillgelegt. Ebenfalls 1959 erfolgte die Schließung der Döhlener Paul-Berndt-Grube (ehemalige Königin-Carola-Schächte). Die Döhlener Wäsche wurde bis 1960 mit Kohle aus Gittersee beschickt, auf Verschleiß gefahren und als lebende Industrieruine stillgelegt. 1956 nahm der VEB Steinkohlenwerk Freital, ab 1958 VEB Steinkohlenwerk „Willi Agatz“, den Abbau von Steinkohlen rechts der Weißeritz in den Baufeldern Heidenschanze, Gittersee und Bannewitz wieder auf. Im Revier Glück Auf Schacht wurden Restpfeiler abgebaut. Am 31. Dezember 1967 wurde der Abbau von Energiekohle endgültig eingestellt und das Revier sowie das Unternehmen als Bergbaubetrieb „Willi Agatz“ der SDAG Wismut zur Gewinnung von Urankohlen übergeben. Die Restvorräte betragen noch 136.000 Tonnen Steinkohle. Eine grobe Schätzung nach Rissen der Markscheider im Jahre 1972 geht davon aus, dass 53,2 Mio. m³ Kohle, ohne Uranerzkohle, abgebaut wurden. Die Kohle war bedeutsam für die Frühindustrialisierung und die industrielle Revolution in Mittelsachsen, hatte aber kaum Bedeutung über Sachsen hinaus. Lediglich nach Hettstedt in der preußischen Provinz Sachsen und in die Saline Rothenburg (Saale) wurde Kohle aus dem Döhlener Becken geliefert.

## Bildung einer Industriestadt im Döhlener Becken
Im Jahre 1843 löste sich aus den „Vereinigten Sparkassen zu Tharandt, Wilsdruff und des Plauenschen Grundes“ die „Sparkasse im Plauenschen Grund“ heraus für die Gemeinden Döhlen, Weißig, Niederpesterwitz, Deuben, Niederhäslich, Großburgk, Kleinburgk, Potschappel, Birkigt, und Zschiedge. Die Sparkasse vergrößerte sich bis 1861.
1864 beantragte Johann Samuel Petzhold, der in Döhlen eine kleine Gasanstalt für den Eigenbedarf seiner Eisengießerei und Maschinenbauanstalt betrieb, eine Konzession zur Belieferung der Dörfer Hainsberg, Deuben, Döhlen, Potschappel und Neucoschütz mit Gas. 1865 ging das erste Gaslicht in Betrieb.

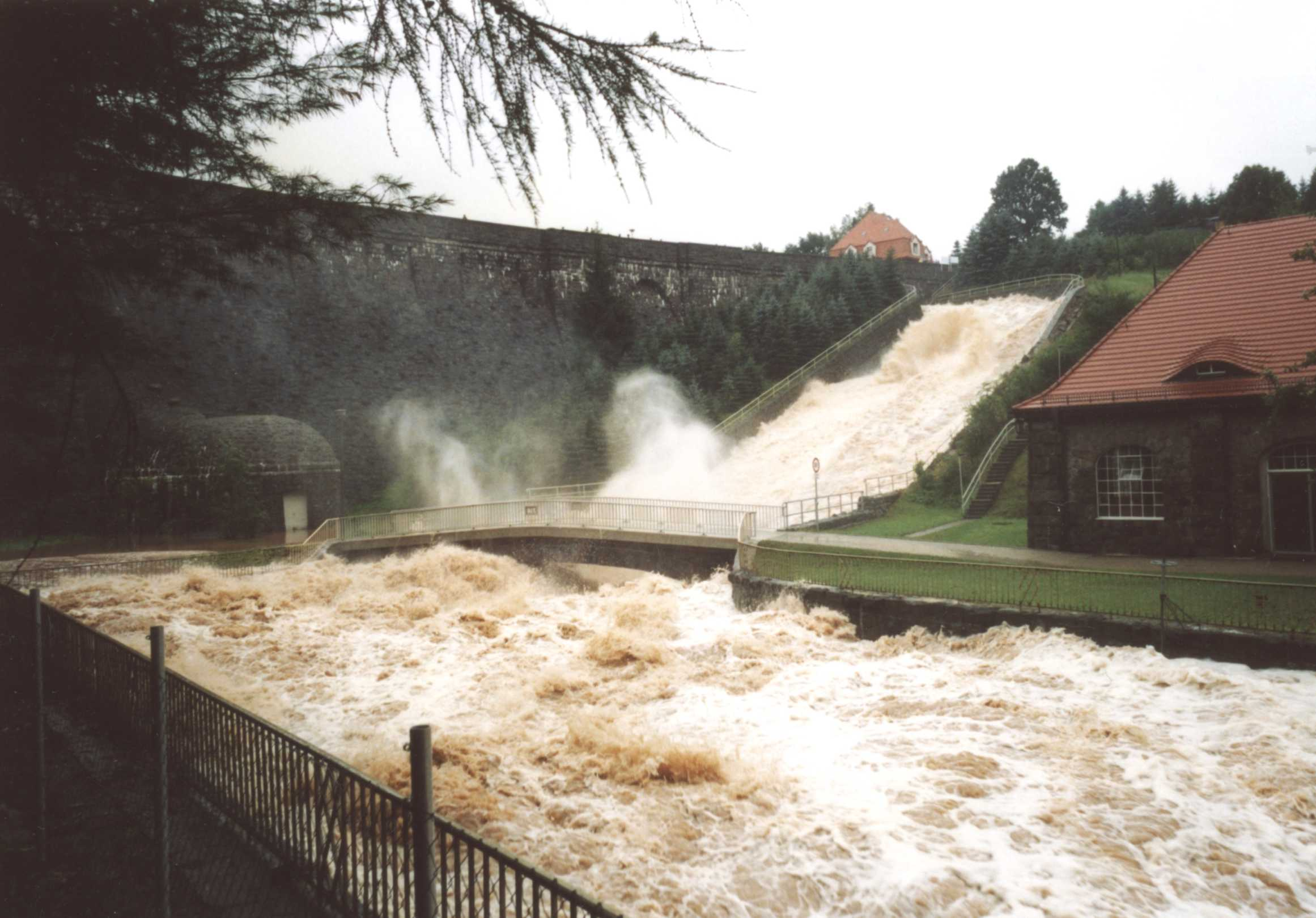
Talsperre Malter 2002

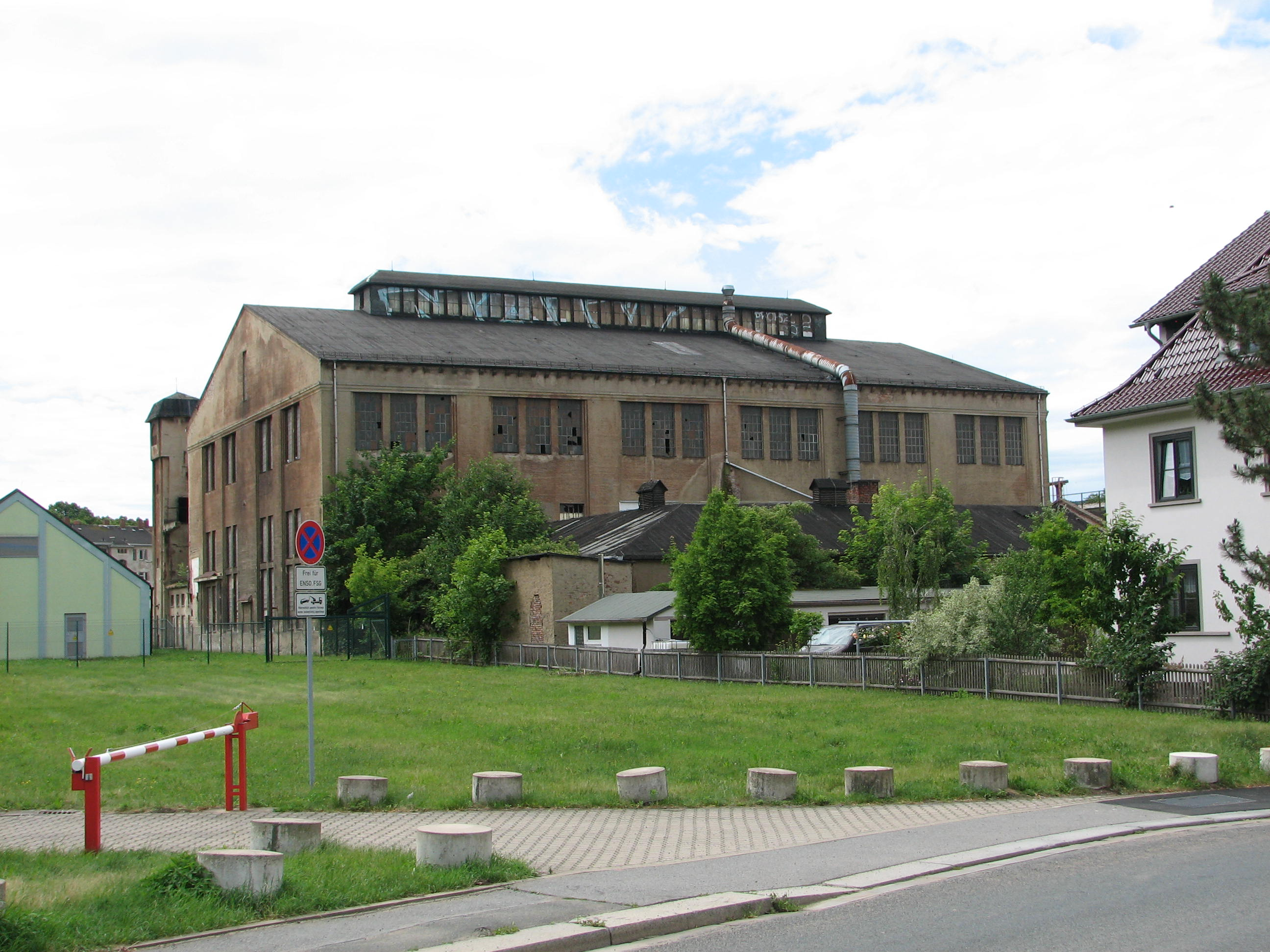
Kraftwerkshalle Freital-Döhlen 1896–1929, Abriss 2012/2013

1893, als die öffentlichen Stromversorgung in Tharandt begann, beschlossen die Vertreter der Gemeinderäte von Deuben, Niederhäslich, Schweinsdorf, Döhlen, Potschappel, Niederpesterwitz, Somsdorf, Coschütz und Dölzschen den Bau eines Kohlekraftwerks. 1895 bauten die Gemeinden Deuben, Niederhäslich, Potschappel, Hainsberg und Coschütz das Kraftwerk und gründeten 1896 den „Gemeindeverband Elektrizitätswerk für den Plauenschen Grund zu Deuben“. Das Versorgungsgebiet erweiterte sich bis 1900 auf Rabenau, Tharandt, Somsdorf, Coßmannsdorf, Eckersdorf, Weißig, Unterweißig, Saalhausen, Döhlen und Niederpesterwitz. Das Kohlekraftwerk versorgte die Plauensche Grundbahn, die 1902 in Betrieb genommene, parallel zur Albertsbahn geführte Straßenbahnlinie mit Strom. 1929 wurde das Kohlekraftwerk stillgelegt.
1892 gründeten die Gemeinden des Plauenschen Grundes einen Verein der Weißeritz-Wasser-Interessenten, aus dem eine Zwangsgenossenschaft zur Einrichtung von Sammelteichen, Staubecken und Talsperren zur Vermeidung von Hoch- und Niedrigwässern hervorgehen sollte. Erst ab 1908 wurde mit dem Bau der Talsperren Malter und Klingenberg begonnen, und 1909 wurde die Weißeritz-Talsperren-Genossenschaft gegründet. Sie betrieb die noch bestehenden vier Wasserkraftwerke Tharandt, Rabenauer Grund (später Rudelt-Kraftwerk), Malter und Klingenberg.
Der Gemeinderat Deuben hielt 1895 auf Initiative des Deubener Bürgermeisters und Modernisierers Ernst Robert Rudelt in einem Verwaltungsbericht die Gründung einer Stadt für zweckmäßig. Darauf erfolgte aber keine Reaktion. In einem ersten Schritt verschmolz 1900 Schweinsdorf mit Deuben und 1914 kam Niederhäslich dazu. Ab 1902 wurde eine Straßenbahnlinie von Dresden nach Deuben bis zum Goethepark geführt und später nach Hainsberg erweitert.
Deuben, Döhlen, Potschappel und Niederhäslich warben 1909 bei der Amtshauptmannschaft Dresden für die Gründung einer Stadt und stießen auf Ablehnung, da das Königreich Sachsen eine Verstädterung verhindern wollte. Eine erste öffentliche Einigungsversammlung im goldenen Löwen in Potschappel endete ergebnislos. Erst 1919 veranlassten USPD und SPD Vereinigungsverhandlungen zwischen Deuben, Döhlen und Potschappel. Die Genehmigungsbehörde, das Ministerium des Innern, lehnte 1920 den Plan wegen einer zu erwartenden Unterdeckung des Haushalts um 300.000 Reichsmark ab. Nachbesserungen erfolgten, und die Zusage der Genehmigung erfolgte 1921. Der Stadtname wurde von den Gemeinderäten der fusionierenden Gemeinden auf Freital bestimmt, in den Umfragen der örtlichen Zeitung wurde „Weißeritz“ oder „Deuben“ favorisiert.

## Militärisch bedeutsame Industrien im Zweiten Weltkrieg
Die Industrie des Weißeritztals wurde umfänglich in die Kriegswirtschaft eingegliedert. So produzierten:
- das Eisenhammerwerk Dölzschen: ab 1933 Panzerlüfter, Gewehrläufe, Geschossmäntel.
- die Spezialmaschinen- und Wachspapierfabrik Otto Hänsel, Birkigt: statt Bonbonverpackungsmaschinen und Dropsrollmaschinen Flakteile und Munition und ab 1940 Sprenggranaten für die Marine.
- die Gebrüder Bühler GmbH, Mühlenbauanstalt und Maschinenfabrik, Birkigt: gepanzerte Schlitten und Sanitätsschlitten für Pferdebespannung.
- die Gebrüder Bindler Maschinenfabrik, Döhlen: die Kampfwagenkanone KwK 7,5 cm für Panzer III und Kanonenwagen.
- die Birkigter Kunstmöbelfabrik Anton Schega: statt Möbel und Radiogehäuse Munitionsabdeckungen und Bugradklappen für Junkers-Flugzeuge.
- die Welta-Kamerawerk Waurich und Weber: statt Kameras nur noch Rüstungsaufträge.
- die Kamerafabrik Woldemar Beier, Deuben: Fernsteuerungen für die Luftwaffe.
- die Lederfabrik Sohre, Deuben: Pistolentaschen und Luftwaffenausrüstung.
- die Deutsche Voltol Werke GmbH: Schmieröl.

Die Deutschen Voltolwerke GmbH produzierten seit 1917 mit Rapsöl gemischtes und mit Wechselstrom behandeltes Schmieröl für Flugzeuge in großen Höhen. Josef und Leopold Stern gründeten mit konfisziertem belgischem Betriebsvermögen 1917 die Elektrion-Ölgesellschaft. Eigentümer war die Rhenania-Ossag ab 1926, die später von der Deutschen Shell AG übernommen wurde. Zu Kriegsbeginn 1939 wurden 1933 Tonnen Voltol produziert. Die Voltolwerke wurden 1941 in die Zielkarte der Westalliierten aufgenommen. Am 21. Juli 1944 wurde die südöstlich gelegene Mühlenbauanstalt Bühler irrtümlich als Ölziel bezeichnet. Die Bomberangriffe am 24. August 1944 um 12:45 richteten sich gegen das Verpackungsunternehmen Hänsel in der Coschützer Straße 88 und gegen die Mühlenbauanstalt Bühler in der Gitterseer Straße 19. Es gab 242 Tote. BBC meldete am 24. August 1944 um 17:00 einen Angriff auf den Freitaler Shell-Mineralölbetrieb. Mitursächlich für diesen Irrtum dürfte gewesen sein, dass die Paraffinbestände des Verpackungsunternehmens Hänsel in Brand gesetzt wurden.
Das Joint Oil Targets Committee bezeichnete am 4. September 1944 die Freitaler Voltol-Fabrik als „kürzlich schwer beschädigt“. Voltol wurde ab 1946 nicht mehr produziert.
- die Freitaler-Stahl-Industrie (FSI), Döhlen: Panzer- und Sprenggranaten

Die am 19. Dezember 1939 gegründete Freitaler-Stahl-Industrie G.m.b.H., war das größte, direkte Rüstungsunternehmen der Region. Es gehörte zum Flick-Konzern und befand sich in Freital-Döhlen. Produktionsschwerpunkt waren Panzer- und Sprenggranaten. Die Belegschaftsstärke betrug zum Kriegsende 1945 2900 Mann. Davon waren 40 % ausländische Arbeitskräfte. Überwiegend Zwangsarbeiter aus Litauen, der Tschechoslowakei und Frankreich aber auch 25 % Kriegsgefangene aus der UdSSR. Nach 1945 wurde die FSI als ehemaliges Rüstungsunternehmen aufgelöst, die Anlagen demontiert und große Teile der Gebäude gesprengt. In der verbliebenen Halle und den Verwaltungsgebäuden gründete der ehemalige Betriebsingenieur der FSI, Johannes Vogler, die Mechanischen Werkstätten Freital (MWF) und 1953 zog hier das spätere Plastmaschinenwerk Freital ein.

## Kriegsfolgen
Wesentliche Kriegsfolgen waren die sowjetische Besetzung, die Abtrennung Mitteldeutschlands vom industrialisierten Westdeutschland mit dem Ruhrgebiet, und von Ostdeutschland nebst dem kohlenreichen Oberschlesien. Der wegen Erschöpfung der Lagerstätten unrentabel gewordene Steinkohlenabbau im Döhlener Becken musste wegen Mangels an Transportmitteln wieder aufgenommen werden. Weitere Folge waren Wachstumshemmnisse wegen der sowjetisch geprägten Zentralverwaltungswirtschaft und Handelshemmnisse wegen der Beschränkung des Devisenverkehrs.

## Abbau von Urankohle

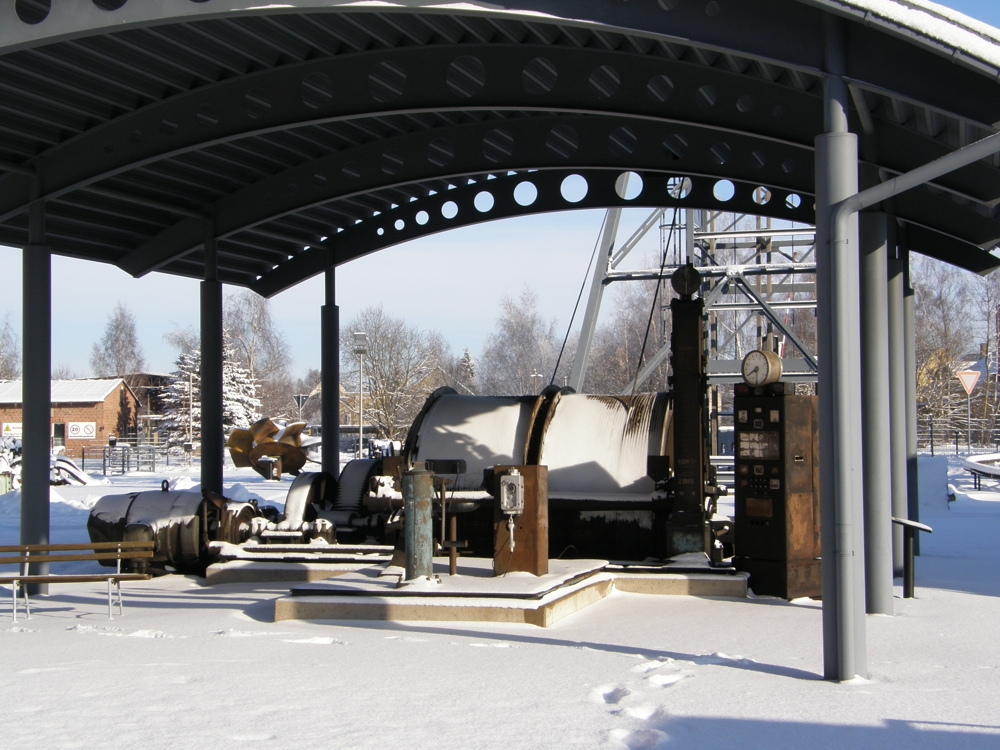
Trommelfördermaschine aus Gittersee, heute im Bergbaumuseum Oelsnitz/Erzgebirge

Die sowjetische Besatzungsmacht begann 1946 mit der Suche nach Uran in Thüringen und Sachsen. 1947 fand sie uranvererzte Steinkohle, kurz Urankohle, im Grubenfeld Unteres Revier. Im selben Jahr begann eine erste Bohruntersuchungsetappe bis Ende 1948 wurden 84 Tiefbohrungen nieder gebracht. Ab 1948 wurde mit der Untersuchung des Grubenfeldes Heidenschanze begonnen und im selben Jahr die Gewinnung von Erzkohle aufgenommen. Aufgrund der oberflächennahen Abbaue hatte man anfänglich große Probleme die zusitzenden Wässer zu beherrschen. Die Erkundung und der Abbau der Erzkohle wurde aber nicht beeinträchtigt. Der Bau der Doppelschachtanlage Gittersee wurde 1950 begonnen. Im Jahr 1952 wurden die noch in der Teufe befindlichen Schächte von der sowjetischen Aktiengesellschaft Wismut übernommen. In einer ersten Vorratsberechnung im Jahre 1953 wurden für das Grubenfeld Gittersee 3.940 Kilotonnen Erz, mit einem mittleren Urangehalt von 0,092 %, und einem Inhalt von 3.620 Tonnen Uran ausgewiesen.

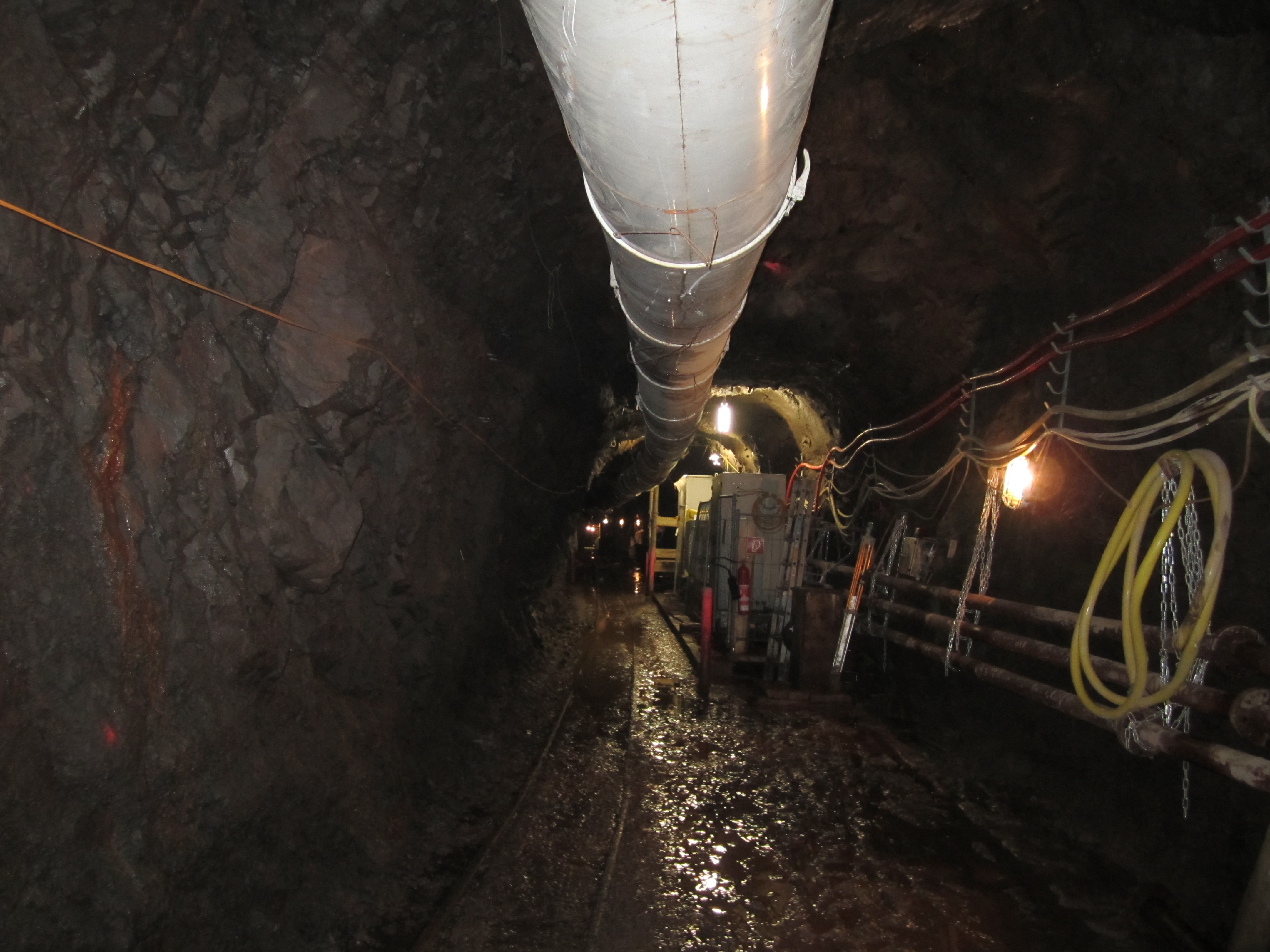
Wismut-Stolln

Am 31. Dezember 1955 wurde die Schachtanlage an den VEB Steinkohlenwerk Freital zurückgegeben. Ab 1957 wurde der Schacht 1 bis auf die 3. Sohle weiter geteuft. 1986 wurde über Tage eine Radiometrische Sortieranlage errichtet. Mit der Änderung der politischen Rahmenbedingungen im Jahr 1984 wurden die Vorräte neu berechnet und damit 1.680 Kilotonnen Erz, mit einem mittleren Urangehalt von 0,095 %, und einem Inhalt von 1.600 Tonnen Uran abgeschrieben. Im Juni 1989 wurde der Abbau im Grubenfeld Gittersee und im Dezember 1989 im Grubenfeld Bannewitz eingestellt. Abgebaut wurden im Revier 4.540 Kilotonnen Erz, mit einem mittleren Urangehalt von 0,123 %, und einem Inhalt von 3.690 Tonnen Uran. Die deutschen Lagerstätten und Abbaumengen von Uran waren bedeutender als die der Sowjetunion, die das Uran für Atomwaffen brauchte. Eine bergsschadenkundliche Analyse wurde 1989 erstellt und 1993 wiederholt. Die Grube Gittersee wurde 1995 geflutet. Die natürliche Flutung der Gruben scheiterte 2001, weil im Stadtgebiet von Potschappel Wasser austrat. Seit 2014 leitet der 2900 Meter lange Wismut-Stolln das Wasser von Dresden-Gittersee zum Tiefen Elbstolln weiter, der es dann in Dresden-Briesnitz in die Elbe abgibt. Der Durchbruch zum Tiefen Elbstolln gelang im August 2013 unter dem Burgwartsberg.

## Naturschutz und Denkmalpflege

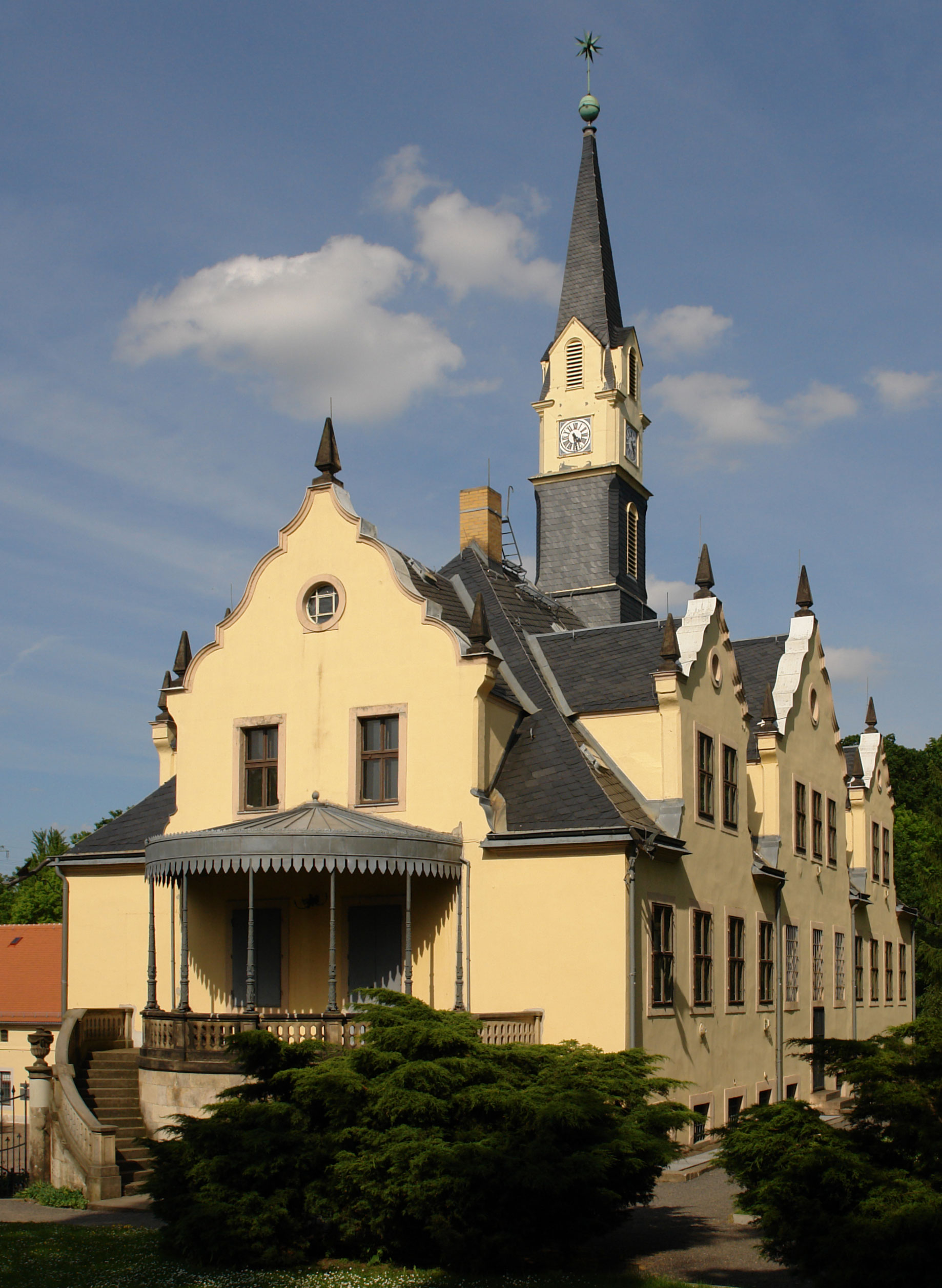
Herrenhaus/Schloss Burgk in Freital, Sitz der Städtischen Sammlungen Freital

Ernst Rudorff nannte 1880 die Fabrikschornsteine im Plauenschen Grund als Beispiel für die mit der Industrialisierung einhergehenden Naturzerstörung.
Rudorff prägte 1888 den Begriff Naturschutz und regte die 1904 vollzogene Gründung des Bundes für Heimatschutz an.
Bald nach der Stadtgründung ab 1923 wurde in Freital kontinuierlich eine Sammlung von Gegenständen der Montan- und Industriegeschichte aufgebaut. Weniger Sorgfalt erfuhren die traditionsreichen Übertageanlagen, die zugunsten von Wohn- und Verkehrsbauten zwischen 1960 und 1980 abgebaut wurden. Der Geldmangel und die Nachfrage nach Schrott machte sich bemerkbar; aber auch die Erinnerung an die „hässlichen Schächte“, die dem „stillen Tal“ die Schönheit raubten, stand der Erhaltung der Industriedenkmäler entgegen.